# 1939
Portal Geschichte | Portal Biografien | Aktuelle Ereignisse | Jahreskalender | Tagesartikel

◄ |
19. Jahrhundert |
20. Jahrhundert
| 21. Jahrhundert

◄ |
1900er |
1910er |
1920er |
1930er
| 1940er | 1950er | 1960er | ►

◄◄ |
◄ |
1935 |
1936 |
1937 |
1938 |
1939
| 1940 | 1941 | 1942 | 1943 | ► | ►►
Staatsoberhäupter · Wahlen · Nekrolog · Kunstjahr · Literaturjahr · Musikjahr · Filmjahr · Rundfunkjahr · Sportjahr
| Januar | Januar | Januar | Januar | Januar | Januar | Januar | Januar |
| Kw     | Mo     | Di     | Mi     | Do     | Fr     | Sa     | So     |
| ------ | ------ | ------ | ------ | ------ | ------ | ------ | ------ |
| 52     |        |        |        |        |        |        | 1      |
| 1      | 2      | 3      | 4      | 5      | 6      | 7      | 8      |
| 2      | 9      | 10     | 11     | 12     | 13     | 14     | 15     |
| 3      | 16     | 17     | 18     | 19     | 20     | 21     | 22     |
| 4      | 23     | 24     | 25     | 26     | 27     | 28     | 29     |
| 5      | 30     | 31     |        |        |        |        |        |

| Februar | Februar | Februar | Februar | Februar | Februar | Februar | Februar |
| Kw      | Mo      | Di      | Mi      | Do      | Fr      | Sa      | So      |
| ------- | ------- | ------- | ------- | ------- | ------- | ------- | ------- |
| 5       |         |         | 1       | 2       | 3       | 4       | 5       |
| 6       | 6       | 7       | 8       | 9       | 10      | 11      | 12      |
| 7       | 13      | 14      | 15      | 16      | 17      | 18      | 19      |
| 8       | 20      | 21      | 22      | 23      | 24      | 25      | 26      |
| 9       | 27      | 28      |         |         |         |         |         |

| März | März | März | März | März | März | März | März |
| Kw   | Mo   | Di   | Mi   | Do   | Fr   | Sa   | So   |
| ---- | ---- | ---- | ---- | ---- | ---- | ---- | ---- |
| 9    |      |      | 1    | 2    | 3    | 4    | 5    |
| 10   | 6    | 7    | 8    | 9    | 10   | 11   | 12   |
| 11   | 13   | 14   | 15   | 16   | 17   | 18   | 19   |
| 12   | 20   | 21   | 22   | 23   | 24   | 25   | 26   |
| 13   | 27   | 28   | 29   | 30   | 31   |      |      |

| April | April | April | April | April | April | April | April |
| Kw    | Mo    | Di    | Mi    | Do    | Fr    | Sa    | So    |
| ----- | ----- | ----- | ----- | ----- | ----- | ----- | ----- |
| 13    |       |       |       |       |       | 1     | 2     |
| 14    | 3     | 4     | 5     | 6     | 7     | 8     | 9     |
| 15    | 10    | 11    | 12    | 13    | 14    | 15    | 16    |
| 16    | 17    | 18    | 19    | 20    | 21    | 22    | 23    |
| 17    | 24    | 25    | 26    | 27    | 28    | 29    | 30    |

| Mai | Mai | Mai | Mai | Mai | Mai | Mai | Mai |
| Kw  | Mo  | Di  | Mi  | Do  | Fr  | Sa  | So  |
| --- | --- | --- | --- | --- | --- | --- | --- |
| 18  | 1   | 2   | 3   | 4   | 5   | 6   | 7   |
| 19  | 8   | 9   | 10  | 11  | 12  | 13  | 14  |
| 20  | 15  | 16  | 17  | 18  | 19  | 20  | 21  |
| 21  | 22  | 23  | 24  | 25  | 26  | 27  | 28  |
| 22  | 29  | 30  | 31  |     |     |     |     |

| Juni | Juni | Juni | Juni | Juni | Juni | Juni | Juni |
| Kw   | Mo   | Di   | Mi   | Do   | Fr   | Sa   | So   |
| ---- | ---- | ---- | ---- | ---- | ---- | ---- | ---- |
| 22   |      |      |      | 1    | 2    | 3    | 4    |
| 23   | 5    | 6    | 7    | 8    | 9    | 10   | 11   |
| 24   | 12   | 13   | 14   | 15   | 16   | 17   | 18   |
| 25   | 19   | 20   | 21   | 22   | 23   | 24   | 25   |
| 26   | 26   | 27   | 28   | 29   | 30   |      |      |

| Juli | Juli | Juli | Juli | Juli | Juli | Juli | Juli |
| Kw   | Mo   | Di   | Mi   | Do   | Fr   | Sa   | So   |
| ---- | ---- | ---- | ---- | ---- | ---- | ---- | ---- |
| 26   |      |      |      |      |      | 1    | 2    |
| 27   | 3    | 4    | 5    | 6    | 7    | 8    | 9    |
| 28   | 10   | 11   | 12   | 13   | 14   | 15   | 16   |
| 29   | 17   | 18   | 19   | 20   | 21   | 22   | 23   |
| 30   | 24   | 25   | 26   | 27   | 28   | 29   | 30   |
| 31   | 31   |      |      |      |      |      |      |

| August | August | August | August | August | August | August | August |
| Kw     | Mo     | Di     | Mi     | Do     | Fr     | Sa     | So     |
| ------ | ------ | ------ | ------ | ------ | ------ | ------ | ------ |
| 31     |        | 1      | 2      | 3      | 4      | 5      | 6      |
| 32     | 7      | 8      | 9      | 10     | 11     | 12     | 13     |
| 33     | 14     | 15     | 16     | 17     | 18     | 19     | 20     |
| 34     | 21     | 22     | 23     | 24     | 25     | 26     | 27     |
| 35     | 28     | 29     | 30     | 31     |        |        |        |

| September | September | September | September | September | September | September | September |
| Kw        | Mo        | Di        | Mi        | Do        | Fr        | Sa        | So        |
| --------- | --------- | --------- | --------- | --------- | --------- | --------- | --------- |
| 35        |           |           |           |           | 1         | 2         | 3         |
| 36        | 4         | 5         | 6         | 7         | 8         | 9         | 10        |
| 37        | 11        | 12        | 13        | 14        | 15        | 16        | 17        |
| 38        | 18        | 19        | 20        | 21        | 22        | 23        | 24        |
| 39        | 25        | 26        | 27        | 28        | 29        | 30        |           |

| Oktober | Oktober | Oktober | Oktober | Oktober | Oktober | Oktober | Oktober |
| Kw      | Mo      | Di      | Mi      | Do      | Fr      | Sa      | So      |
| ------- | ------- | ------- | ------- | ------- | ------- | ------- | ------- |
| 39      |         |         |         |         |         |         | 1       |
| 40      | 2       | 3       | 4       | 5       | 6       | 7       | 8       |
| 41      | 9       | 10      | 11      | 12      | 13      | 14      | 15      |
| 42      | 16      | 17      | 18      | 19      | 20      | 21      | 22      |
| 43      | 23      | 24      | 25      | 26      | 27      | 28      | 29      |
| 44      | 30      | 31      |         |         |         |         |         |

| November | November | November | November | November | November | November | November |
| Kw       | Mo       | Di       | Mi       | Do       | Fr       | Sa       | So       |
| -------- | -------- | -------- | -------- | -------- | -------- | -------- | -------- |
| 44       |          |          | 1        | 2        | 3        | 4        | 5        |
| 45       | 6        | 7        | 8        | 9        | 10       | 11       | 12       |
| 46       | 13       | 14       | 15       | 16       | 17       | 18       | 19       |
| 47       | 20       | 21       | 22       | 23       | 24       | 25       | 26       |
| 48       | 27       | 28       | 29       | 30       |          |          |          |

| Dezember | Dezember | Dezember | Dezember | Dezember | Dezember | Dezember | Dezember |
| Kw       | Mo       | Di       | Mi       | Do       | Fr       | Sa       | So       |
| -------- | -------- | -------- | -------- | -------- | -------- | -------- | -------- |
| 48       |          |          |          |          | 1        | 2        | 3        |
| 49       | 4        | 5        | 6        | 7        | 8        | 9        | 10       |
| 50       | 11       | 12       | 13       | 14       | 15       | 16       | 17       |
| 51       | 18       | 19       | 20       | 21       | 22       | 23       | 24       |
| 52       | 25       | 26       | 27       | 28       | 29       | 30       | 31       |

| Januar | Januar | Januar | Januar | Januar | Januar | Januar | Januar |
| Kw     | Mo     | Di     | Mi     | Do     | Fr     | Sa     | So     |
| ------ | ------ | ------ | ------ | ------ | ------ | ------ | ------ |
| 52     |        |        |        |        |        |        | 1      |
| 1      | 2      | 3      | 4      | 5      | 6      | 7      | 8      |
| 2      | 9      | 10     | 11     | 12     | 13     | 14     | 15     |
| 3      | 16     | 17     | 18     | 19     | 20     | 21     | 22     |
| 4      | 23     | 24     | 25     | 26     | 27     | 28     | 29     |
| 5      | 30     | 31     |        |        |        |        |        |

| Februar | Februar | Februar | Februar | Februar | Februar | Februar | Februar |
| Kw      | Mo      | Di      | Mi      | Do      | Fr      | Sa      | So      |
| ------- | ------- | ------- | ------- | ------- | ------- | ------- | ------- |
| 5       |         |         | 1       | 2       | 3       | 4       | 5       |
| 6       | 6       | 7       | 8       | 9       | 10      | 11      | 12      |
| 7       | 13      | 14      | 15      | 16      | 17      | 18      | 19      |
| 8       | 20      | 21      | 22      | 23      | 24      | 25      | 26      |
| 9       | 27      | 28      |         |         |         |         |         |

| März | März | März | März | März | März | März | März |
| Kw   | Mo   | Di   | Mi   | Do   | Fr   | Sa   | So   |
| ---- | ---- | ---- | ---- | ---- | ---- | ---- | ---- |
| 9    |      |      | 1    | 2    | 3    | 4    | 5    |
| 10   | 6    | 7    | 8    | 9    | 10   | 11   | 12   |
| 11   | 13   | 14   | 15   | 16   | 17   | 18   | 19   |
| 12   | 20   | 21   | 22   | 23   | 24   | 25   | 26   |
| 13   | 27   | 28   | 29   | 30   | 31   |      |      |

| April | April | April | April | April | April | April | April |
| Kw    | Mo    | Di    | Mi    | Do    | Fr    | Sa    | So    |
| ----- | ----- | ----- | ----- | ----- | ----- | ----- | ----- |
| 13    |       |       |       |       |       | 1     | 2     |
| 14    | 3     | 4     | 5     | 6     | 7     | 8     | 9     |
| 15    | 10    | 11    | 12    | 13    | 14    | 15    | 16    |
| 16    | 17    | 18    | 19    | 20    | 21    | 22    | 23    |
| 17    | 24    | 25    | 26    | 27    | 28    | 29    | 30    |

| Mai | Mai | Mai | Mai | Mai | Mai | Mai | Mai |
| Kw  | Mo  | Di  | Mi  | Do  | Fr  | Sa  | So  |
| --- | --- | --- | --- | --- | --- | --- | --- |
| 18  | 1   | 2   | 3   | 4   | 5   | 6   | 7   |
| 19  | 8   | 9   | 10  | 11  | 12  | 13  | 14  |
| 20  | 15  | 16  | 17  | 18  | 19  | 20  | 21  |
| 21  | 22  | 23  | 24  | 25  | 26  | 27  | 28  |
| 22  | 29  | 30  | 31  |     |     |     |     |

| Juni | Juni | Juni | Juni | Juni | Juni | Juni | Juni |
| Kw   | Mo   | Di   | Mi   | Do   | Fr   | Sa   | So   |
| ---- | ---- | ---- | ---- | ---- | ---- | ---- | ---- |
| 22   |      |      |      | 1    | 2    | 3    | 4    |
| 23   | 5    | 6    | 7    | 8    | 9    | 10   | 11   |
| 24   | 12   | 13   | 14   | 15   | 16   | 17   | 18   |
| 25   | 19   | 20   | 21   | 22   | 23   | 24   | 25   |
| 26   | 26   | 27   | 28   | 29   | 30   |      |      |

| Juli | Juli | Juli | Juli | Juli | Juli | Juli | Juli |
| Kw   | Mo   | Di   | Mi   | Do   | Fr   | Sa   | So   |
| ---- | ---- | ---- | ---- | ---- | ---- | ---- | ---- |
| 26   |      |      |      |      |      | 1    | 2    |
| 27   | 3    | 4    | 5    | 6    | 7    | 8    | 9    |
| 28   | 10   | 11   | 12   | 13   | 14   | 15   | 16   |
| 29   | 17   | 18   | 19   | 20   | 21   | 22   | 23   |
| 30   | 24   | 25   | 26   | 27   | 28   | 29   | 30   |
| 31   | 31   |      |      |      |      |      |      |

| August | August | August | August | August | August | August | August |
| Kw     | Mo     | Di     | Mi     | Do     | Fr     | Sa     | So     |
| ------ | ------ | ------ | ------ | ------ | ------ | ------ | ------ |
| 31     |        | 1      | 2      | 3      | 4      | 5      | 6      |
| 32     | 7      | 8      | 9      | 10     | 11     | 12     | 13     |
| 33     | 14     | 15     | 16     | 17     | 18     | 19     | 20     |
| 34     | 21     | 22     | 23     | 24     | 25     | 26     | 27     |
| 35     | 28     | 29     | 30     | 31     |        |        |        |

| September | September | September | September | September | September | September | September |
| Kw        | Mo        | Di        | Mi        | Do        | Fr        | Sa        | So        |
| --------- | --------- | --------- | --------- | --------- | --------- | --------- | --------- |
| 35        |           |           |           |           | 1         | 2         | 3         |
| 36        | 4         | 5         | 6         | 7         | 8         | 9         | 10        |
| 37        | 11        | 12        | 13        | 14        | 15        | 16        | 17        |
| 38        | 18        | 19        | 20        | 21        | 22        | 23        | 24        |
| 39        | 25        | 26        | 27        | 28        | 29        | 30        |           |

| Oktober | Oktober | Oktober | Oktober | Oktober | Oktober | Oktober | Oktober |
| Kw      | Mo      | Di      | Mi      | Do      | Fr      | Sa      | So      |
| ------- | ------- | ------- | ------- | ------- | ------- | ------- | ------- |
| 39      |         |         |         |         |         |         | 1       |
| 40      | 2       | 3       | 4       | 5       | 6       | 7       | 8       |
| 41      | 9       | 10      | 11      | 12      | 13      | 14      | 15      |
| 42      | 16      | 17      | 18      | 19      | 20      | 21      | 22      |
| 43      | 23      | 24      | 25      | 26      | 27      | 28      | 29      |
| 44      | 30      | 31      |         |         |         |         |         |

| November | November | November | November | November | November | November | November |
| Kw       | Mo       | Di       | Mi       | Do       | Fr       | Sa       | So       |
| -------- | -------- | -------- | -------- | -------- | -------- | -------- | -------- |
| 44       |          |          | 1        | 2        | 3        | 4        | 5        |
| 45       | 6        | 7        | 8        | 9        | 10       | 11       | 12       |
| 46       | 13       | 14       | 15       | 16       | 17       | 18       | 19       |
| 47       | 20       | 21       | 22       | 23       | 24       | 25       | 26       |
| 48       | 27       | 28       | 29       | 30       |          |          |          |

| Dezember | Dezember | Dezember | Dezember | Dezember | Dezember | Dezember | Dezember |
| Kw       | Mo       | Di       | Mi       | Do       | Fr       | Sa       | So       |
| -------- | -------- | -------- | -------- | -------- | -------- | -------- | -------- |
| 48       |          |          |          |          | 1        | 2        | 3        |
| 49       | 4        | 5        | 6        | 7        | 8        | 9        | 10       |
| 50       | 11       | 12       | 13       | 14       | 15       | 16       | 17       |
| 51       | 18       | 19       | 20       | 21       | 22       | 23       | 24       |
| 52       | 25       | 26       | 27       | 28       | 29       | 30       | 31       |

## Ereignisse

### Politik und Weltgeschehen

#### Europa vor dem Krieg

##### Das Deutsche Reich und seine Expansionspolitik

###### Kriegsvorbereitungen
- 1. Januar: Das im Vorjahr eingeführte Pflichtjahr für arbeitslose, ledige, weibliche Jugendliche unter 25 Jahren wird ausgeweitet.

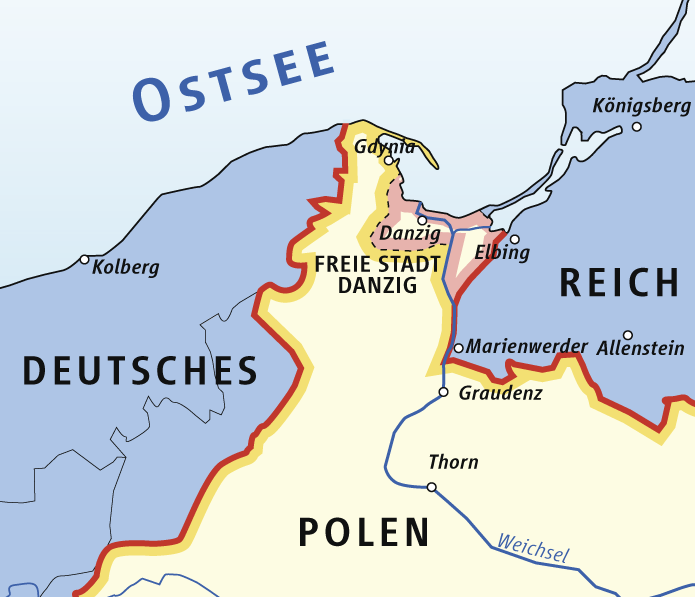
Das Gebiet der Freien Stadt Danzig

- 6. Januar: Der deutsche Reichsaußenminister Joachim von Ribbentrop konferiert in München mit seinem polnischen Amtskollegen Oberst Józef Beck über die „Danzig-Frage“.
- 27. Januar: Adolf Hitler setzt den Flottenrüstungsplan „Z-Plan“ in Kraft.

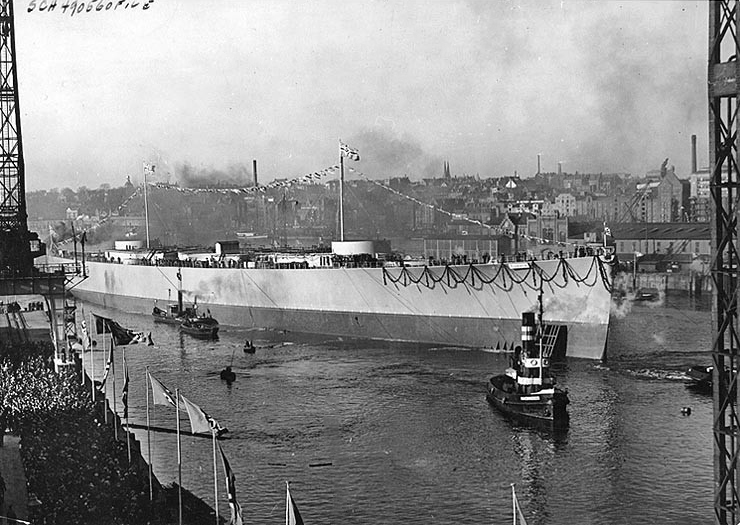
Stapellauf der Bismarck bei Blohm & Voss in Hamburg

- 14. Februar: Das 35.000-Tonnen-Schlachtschiff Bismarck hat in Hamburg seinen Stapellauf.
- 1. März: Adolf Hitler erklärt den 9. November zum staatlichen Feiertag (Gedenktag für die Bewegung – Hitler-Ludendorff-Putsch). Der Tod von 16 „Blutzeugen“ bzw. ihre durch die Teilnahme am Putsch gezeigte Todesbereitschaft wird von der NS-Propaganda von 1924 bis 1945 thematisiert.

Aufteilung der Tschechoslowakei:
1 – sudetendeutsche Gebiete werden dem Deutschen Reich angeschlossen (September/Oktober 1938);
2 – Polen besetzt Gebiete in Teschen (Oktober 1938);
3 – Ungarn besetzt Grenzgebiete teils ungarischer Ethnie (November 1938) sowie
4 – die ruthenischsprachige Karpatoukraine (März 1939);
5 – im März 1939 wird die „Rest-Tschechei“ von Deutschland faktisch annektiert und zum Protektorat Böhmen und Mähren erklärt;
6 – von der Tschechoslowakei bleibt nur der deutsche Satellitenstaat Slowakei.

- 14. März: Auf Druck des nationalsozialistischen Deutschen Reichs erklärt sich die Slowakei unter Jozef Tiso für unabhängig von der Tschechoslowakei.
- 15. März: Mit dem Einmarsch deutscher Truppen in die Tschecho-Slowakische Republik erfolgt die Zerschlagung der Tschechoslowakei, Hitler reist nach Prag und verbringt die Nacht auf dem Hradschin.
- 15. März: Nach der Unabhängigkeitserklärung der Slowakei und der Zerschlagung der Rest-Tschechei durch Deutschland erklärt die Karpatenukraine ihre Unabhängigkeit, wird jedoch im Widerspruch zum Wiener Schiedsspruch noch am selben Tag von Ungarn annektiert.
- 16. März: Der Erlass über die Errichtung des Protektorats Böhmen und Mähren wird in Prag durch Hitler unterzeichnet; zum Reichsprotektor wird Konstantin von Neurath ernannt.
- 20. März: Die USA protestieren in Berlin gegen die Annexion Böhmens und Mährens.
- 21. März: Reichsaußenminister Joachim von Ribbentrop verlangt in Berlin vom polnischen Botschafter Józef Lipski die „Rückgabe“ Danzigs.
- 22./23. März: Einem deutschen Ultimatum Folge leistend unterzeichnet Litauens Regierung in der Nacht einen Staatsvertrag zur Übergabe des Memellandes an das Deutsche Reich.
- 23. März: Das Deutsche Reich schließt mit der neu entstandenen Slowakei einen Staatsvertrag.
- 23. März: Polen ordnet eine umfassende Teilmobilmachung seiner Streitkräfte an, Polens Außenminister, Oberst Józef Beck, bittet Großbritannien um den Abschluss eines Beistandspakts.
- 26. März: Polens Botschafter in Berlin, Józef Lipski, teilt Reichsaußenminister Joachim von Ribbentrop die Weigerung seiner Regierung zur Gewährung exterritorialer Zugangswege nach Danzig mit.
- 27. März: In Danzig wird für die Schutz- und Landespolizei und die NS-Organisationen der Alarmzustand angeordnet.
- 31. März: Der britische Premierminister Neville Chamberlain verkündet eine Britisch-französische Garantieerklärung für Polen.
- 3. April: Führerweisung Hitlers: Angriffskrieg gegen Polen (Fall Weiß)
- 7. April: Das faschistische Italien beginnt mit der Annexion des Königreichs Albanien. Der kurze Feldzug ist bis zum 12. April abgeschlossen. Der albanische König Zogu I. flieht nach Griechenland.
- 15. April: Der Reichsgau Sudetenland wird gebildet.
- 21. April: Die acht ehemaligen österreichischen Bundesländer werden durch Gesetz zu Reichsgauen umgebildet.
- 27. April: Mit einem Memorandum kündigt das Deutsche Reich das deutsch-britische Flottenabkommen wegen behaupteter unfreundlicher Haltung des Vertragspartners. Jedoch wurde die Aufrüstung der Flotte im Z-Plan von Adolf Hitler drei Monate zuvor bereits gebilligt.
- 28. April: Der deutsch-polnische Nichtangriffspakt wird vom Deutschen Reich gekündigt, nachdem Polen das Verlangen nach einer Annexion Danzigs und einen Korridor nach Ostpreußen ablehnt.
- 3. bis 9. Mai: Adolf Hitler ist auf Staatsbesuch in Italien.
- 21. Mai: Die Nationalsozialisten verleihen erstmals das mit kleinen Vorteilen verbundene Mutterkreuz. Sie versprechen sich von diesem Verdienstorden eine höhere Gebärfreudigkeit.
- 31. Mai: Die Unterzeichnung des deutsch-dänischen Nichtangriffspaktes erfolgt in Berlin.
- 7. Juni: Estland und Lettland schließen einen Nichtangriffsvertrag mit Deutschland.
- 19. August: Die Seekriegsleitung entsendet 14 U-Boote in den Nordatlantik in Wartepositionen. Aus Kiel laufen aus: U 45, U 46, U 47, U 48 und U 52, aus Wilhelmshaven: U 28, U 29, U 33, U 34, U 37, U 38, U 39, U 40 und U 41.
- 21. August: Panzerschiff Admiral Graf Spee läuft aus Wilhelmshaven aus, um eine befohlene Warteposition im Südatlantik anzusteuern.
- 23. August: Auf Beschluss des Danziger Senats wird der Gauleiter von Danzig Albert Forster als Staatsoberhaupt der Freien Stadt Danzig eingesetzt.
- 23. August: Britische Handelsschiffe werden angewiesen, keine deutschen Häfen mehr anzulaufen.[1]
- 24. August: Deutschland und die Sowjetunion schließen einen Nichtangriffspakt mit geheimem Zusatzprotokoll zur Teilung Polens.
- 25. August: Das deutsche Linienschiff Schleswig-Holstein trifft in Danzig ein. Die von ihr am 1. September dort begonnene Beschießung der Westerplatte gilt als der Beginn des Zweiten Weltkrieges.
- 30. August: Der Ministerrat für die Reichsverteidigung wird geschaffen.

###### Diskriminierungs- und Unterdrückungspolitik
- 1. Januar: Die auf dem Namensänderungsgesetz basierende Namensänderungsverordnung für Juden im Deutschen Reich tritt in Kraft. Diese zielt darauf ab, jüdische Deutsche anhand ihrer Vornamen kenntlich zu machen. Sofern sie nicht ohnehin bereits einen jüdischen Vornamen tragen, der „im deutschen Volk als typisch angesehen wird“, müssen sie nun zusätzlich den Vornamen Israel oder Sara annehmen.
- 31. Januar: Durch eine Verordnung zum Reichsbürgergesetz erlöschen die Approbationen für jüdische Apotheker, Zahnärzte und Tierärzte.
- 31. Januar: In einer Rede im Reichstag kündigt Adolf Hitler im Falle eines neuen Weltkrieges die „Vernichtung der jüdischen Rasse in Europa“ an.
- 31. Januar: Die letzten Ausgaben der – bereits 1938 enteigneten und „arisierten“ – auflagenstarken österreichischen Tageszeitungen Neues Wiener Journal und Neue Freie Presse erscheinen. Sie werden vom NS-Regime mit dem der Ostmärkischen Zeitungsverlagsgesellschaft einverleibten Neuen Wiener Tagblatt verschmolzen.
- 22. Februar: Reichsverkehrsminister Julius Dorpmüller verfügt die Einziehung der Führerscheine, Fahrzeugscheine und Anhängerscheine, die auf Juden ausgestellt sind.
- 30. März: Im Memeler Dampfboot wird eine Verordnung über die Anmeldung jüdischen Eigentums veröffentlicht. Die etwa 500 in Memel lebenden Juden müssen bis zum 31. Mai ihren Schmuck abgeben.
- 30. April: In Deutschland tritt das Gesetz über Mietverhältnisse mit Juden in Kraft. Es hebt den Mieterschutz für Juden auf und leitet den Ghettoisierungsprozess ein. Deutsche Juden müssen ihre Wohnungen verlassen und werden in „Judenhäusern“ konzentriert.

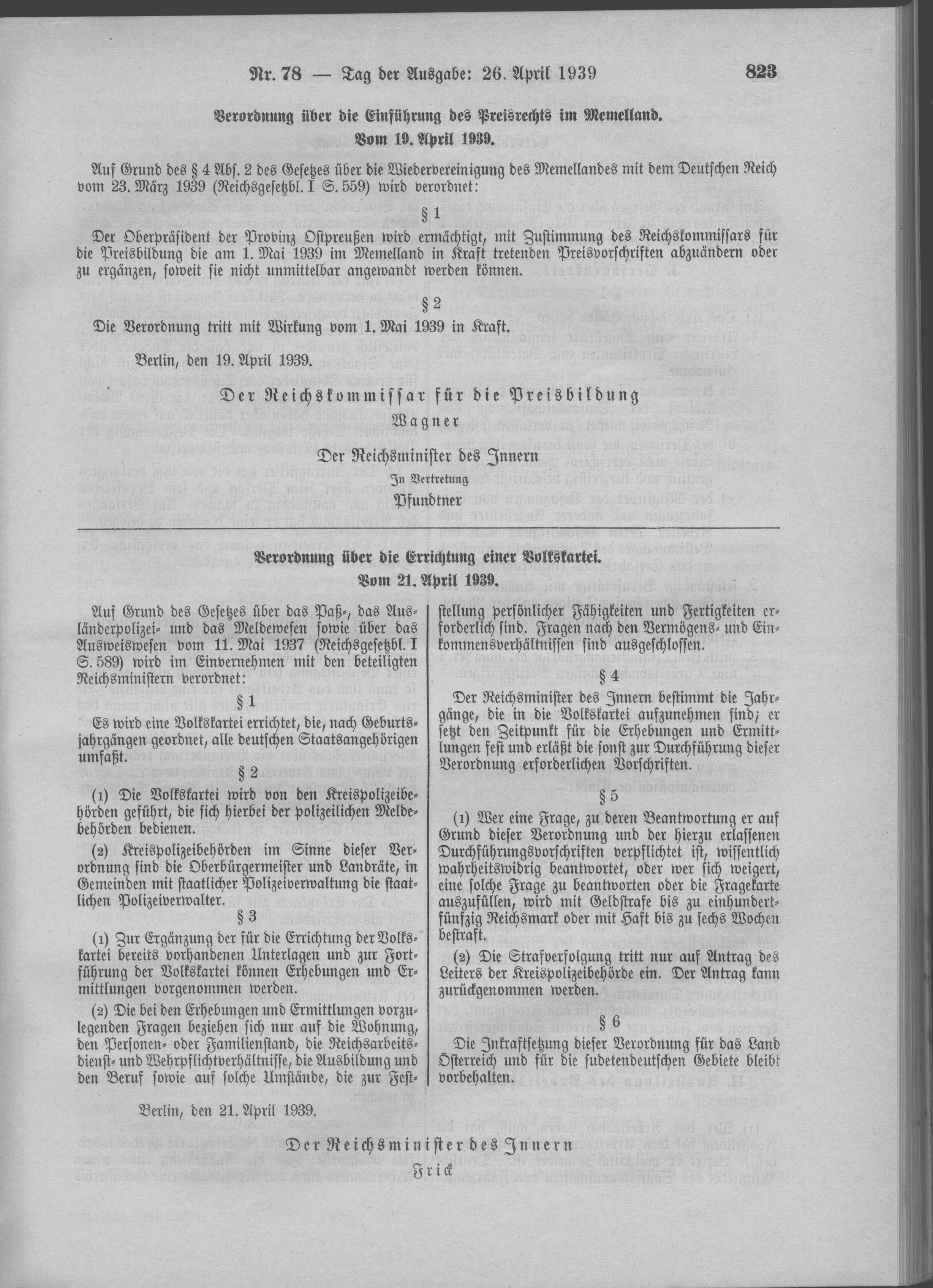
Verordnung über die Errichtung einer Volkskartei vom 21. April 1939

- 17. Mai: Mit der Volkszählung im Deutschen Reich hoffen der Sicherheitsdienst des Reichsführers SS und die Geheime Staatspolizei unter anderem, Datenmaterial für eine Judenkartei zu erhalten.
- 18. Mai: Im NS-Staat werden die ersten 900 inhaftierten Frauen aus dem KZ Lichtenburg in das neu errichtete KZ Ravensbrück verlegt.
- Mai/Juni: Bei der Irrfahrt der St. Louis versuchen 937 nahezu ausnahmslos deutsche Juden auf der St. Louis, einem Passagierschiff der Hamburger Reederei HAPAG vergeblich, dem NS.Regime zu entkommen. Weder in Kuba, noch in den USA oder Kanada erhalten sie eine Landeerlaubnis und kehren schließlich nach Europa zurück. Die meisten von ihnen überleben den Zweiten Weltkrieg nicht.
- 26. Juni: Das Institut zur Erforschung der Judenfrage wird in Frankfurt am Main gegründet.
- 4. Juli: Im Deutschen Reich wird die Diskriminierung von Juden mit der Schaffung der Reichsvereinigung der Juden in Deutschland fortgesetzt.
- 18. August: Mit einem Runderlass beginnt die euphemistisch so genannte Kinder-Euthanasie, die 1940 in die Aktion T4, die systematische Ermordung von Menschen mit Behinderungen, übergeleitet wird.
- 5. September: Im Deutschen Reich wird eine Verordnung gegen Volksschädlinge erlassen.
- 27. September: Heinrich Himmler gründet das Reichssicherheitshauptamt (Zusammenlegung von Sicherheitspolizei (Sipo) und Sicherheitsdienst (SD)). Das RSHA gilt als wichtigstes Organ der Terrorherrschaft des NS-Regimes.
- 21. Oktober: Adolf Hitler und Benito Mussolini schließen ein Abkommen zur Umsiedlung der deutschen und der ladinischen Minderheit in Südtirol.

###### Innenpolitik
- 1. Januar: Das am 30. April 1938 beschlossene Jugendschutzgesetz und die Arbeitszeitverordnung treten in Kraft.
- 2. Januar: Der Postsparkassendienst wird im gesamten Deutschen Reich eingeführt.
- 17. Februar: Das Reichsarbeitsministerium erlässt die Reichsgaragenordnung.
- 1. April: Potsdam wird durch die Eingemeindung der ca. 30.000 Einwohner zählenden Stadt Babelsberg und anderer Orte zur Großstadt.

##### Spanischer Bürgerkrieg
- In der Schlussphase des Spanischen Bürgerkrieges erobern die Truppen Francisco Francos am 14. Januar Tarragona, am 26. Januar die katalanische Hauptstadt Barcelona und am 4. Februar Girona.
- La Retirada, der Exodus spanischer Republikaner und Angehöriger der Internationalen Brigaden erreicht ihren Höhepunkt, nachdem die französische Regierung die französisch-spanische Grenze am 28. Januar für Zivilisten und am 5. Februar für Angehörige der republikanischen Streitkräfte geöffnet hat. Die französische Regierung hat für diesen Massenansturm an Flüchtenden – etwa eine halbe Million Menschen – jedoch keine Vorkehrungen getroffen und ist mit deren Unterbringung überfordert. So entstehen in Argelès-sur-Mer, Saint-Cyprien und Le Barcarès improvisierte Lager.
- 27. Februar: Großbritannien und Frankreich erkennen die Franco-Regierung offiziell an.
- 2. März: Ministerpräsident Juan Negrin macht den Kommunisten Juan Modesto zum Oberbefehlshaber der republikanischen Streitkräfte. In der Nacht vom 5. auf den 6. März putscht daraufhin der bislang loyale Oberst Segismundo Casado gegen die Regierung.
- 13. März: José Miaja wird Präsident des Nationalen Verteidigungsrats.
- 17. März: Das franquistische Spanien unterzeichnet mit dem Regime des Estado Novo in Portugal unter António de Oliveira Salazar den Bloco Ibérico, einen Nichtangriffs- und Neutralitätspakt.
- 28. März: Truppen des Generals Franco erobern Madrid mit Hilfe der fünften Kolonne.
- 29. März: Valencia ergibt sich nach fast zweijähriger Belagerung den Faschisten.

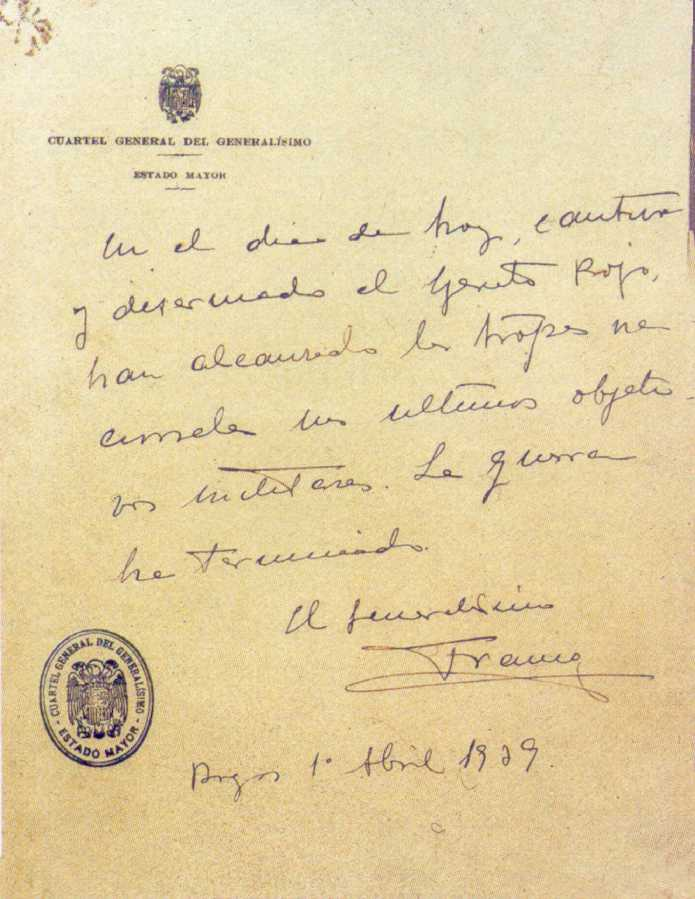
Das von Franco unterzeichnete Dokument zum Ende des Bürgerkriegs

- 1. April: Francisco Franco verkündet in Burgos das Ende des Spanischen Bürgerkriegs.

##### Weitere Ereignisse in Europa
- 1. Januar: Philipp Etter wird neuer Bundespräsident der Schweiz.
- 13. Januar: Ungarn tritt dem Antikominternpakt bei.
- 24. März: Die nationalsozialistische Volksdeutsche Bewegung in Liechtenstein unter der Führung des Landesleiters Theodor Schädler versucht, einen Anschluss des Fürstentums an Deutschland zu erzwingen. Der Anschlussputsch scheitert, 36 der über 100 Putschteilnehmer fliehen nach Feldkirch. 76 Menschen werden später einvernommen und gegen rund 50 wird Anklage erhoben. Aus Angst vor der Deutschen Macht werden die Anführer des Putschs im Dezember aus der Untersuchungshaft entlassen und des Landes verwiesen. In der Putschnacht fliehen fast alle dort lebenden Juden in die Schweiz, kehren aber in den darauffolgenden Tagen wieder zurück. In den Tagen nach dem Ereignis startet die Heimattreue Vereinigung Liechtenstein eine Unterschriftenaktion zur Bekräftigung der liechtensteinischen Unabhängigkeit, verbunden mit einem Bekenntnis zum Fürstenhaus und zur wirtschaftlichen und politischen Orientierung an der Schweiz. Diese wird von 95,4 % aller Stimmberechtigten unterzeichnet.
- 5. April: Der französische Staatspräsident Albert Lebrun wird durch die Nationalversammlung für eine zweite Amtszeit wiedergewählt.
- 29. Juni: Das Parlament der seit September 1938 bestehenden Republik Hatay beschließt die Vereinigung mit der Türkei. Sie wird an die Türkei angegliedert und – ergänzt um die türkischen Distrikte Erzin, Dörtyol und Hassa – zur türkischen Provinz Hatay geformt.

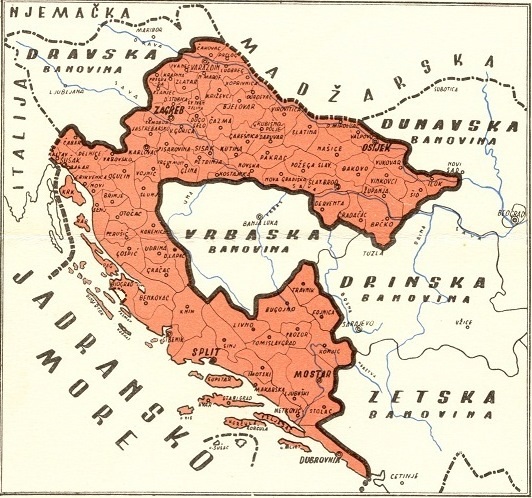
Die Banschaft Kroatien

- 26. August: Mit dem Sporazum (Übereinkunft) zwischen der jugoslawischen Regierung unter Premierminister Dragiša Cvetković und der kroatischen Opposition unter Vladko Maček, dem Führer der Kroatischen Bauernpartei, erhält die Banschaft Kroatien Autonomie innerhalb des Königreichs Jugoslawien.
- 13. November: Der portugiesische Diktator António de Oliveira Salazar erlässt das Rundschreiben Circular 14, in dem er allen portugiesischen Diplomaten verbietet, Visa für „Ausländer, deren Nationalität unbekannt, verworfen oder rechtsstreitig ist; Staatenlose; Juden, die aus ihrem Herkunftsland oder wo sie untergekommen waren, vertrieben wurden“, auszustellen. Aristides de Sousa Mendes, Generalkonsul in Bordeaux, ignoriert dieses Schreiben und rettet damit bis 1940 Tausenden Menschen das Leben.

#### Zweiter Japanisch-Chinesischer Krieg
- 17. März: Die Schlacht um Nanchang zwischen der Kaiserlich Japanischen Armee und der Nationalrevolutionären Armee (NRA) Chinas beginnt. Am 9. Mai scheitert mit dem Rückzug der chinesischen Truppen deren Versuch einer Rückeroberung der Stadt. Im Zweiten Japanisch-Chinesischen Krieg eröffnet der Besitz dieses Eisenbahnknotenpunkts den Japanern den Weg in Richtung Indochina.
- 11. Mai: Der japanisch-sowjetische Grenzkonflikt verschärft sich erneut.
- 17. September bis 6. Oktober: Die Schlacht um Changsha ist der erste japanische Versuch, die Stadt Changsha in der zentralen südchinesischen Provinz Hunan einzunehmen. Die Japaner werden von den chinesischen Truppen allerdings zurückgeschlagen.
- 24. November: Japanische Truppen besetzen die chinesische Industriestadt Nanning, eine wichtige wirtschaftliche Drehscheibe zwischen Indochina und der Republik China.

#### Weitere Ereignisse in Asien

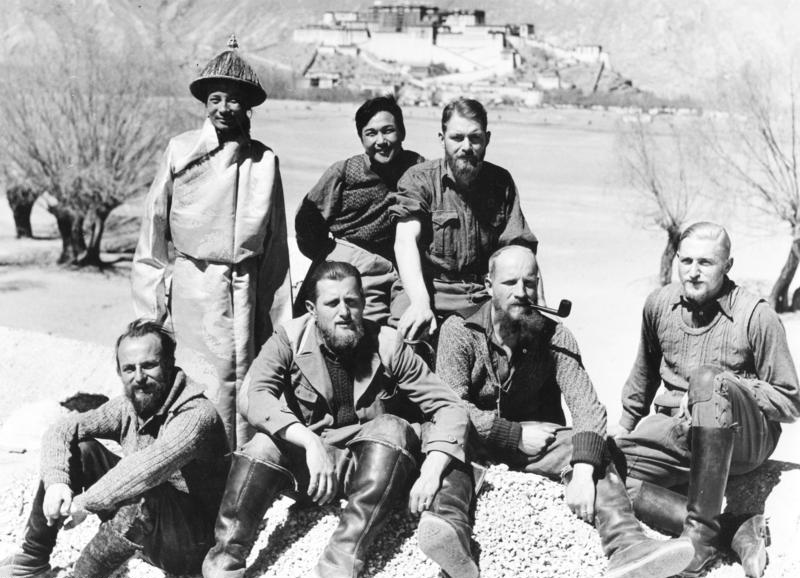
Schäfer und Begleiter in Lhasa

- 19. Januar: Mit der Tibet-Expedition unter Führung von Ernst Schäfer erreichen erstmals Deutsche die tibetische Hauptstadt Lhasa.
- 16. März: Die Heirat der ägyptischen Prinzessin Fausia mit dem iranischen Kronprinzen Mohammad Reza Pahlavi ist mit der Gründung einer strategischen Allianz des Königreichs Ägypten mit dem Iran und der Türkei verbunden. Der Iran liefert Ägypten umfassende Erdölmengen, während dessen Beamte beim Aufbau der unterentwickelten iranischen Infrastruktur helfen.
- 11. Juni: Die 1932 von Scheich Mohammed Abdullah gegründete Partei All Jammu and Kashmir Muslim Conference, die sich als Interessenvertretung der Bevölkerung im absolutistisch regierten indischen Fürstenstaat Jammu und Kaschmir versteht, benennt sich in Jammu & Kashmir National Conference um. Strenggläubige Muslime gründen daraufhin unter dem alten Namen eine neue Partei.
- 24. Juni: Der Landesname von Siam wird auf Veranlassung des Diktators Plaek Phibunsongkhram in Thailand (Prathet Thai = „Land der Freien“) geändert.

#### Zweiter Weltkrieg in Europa

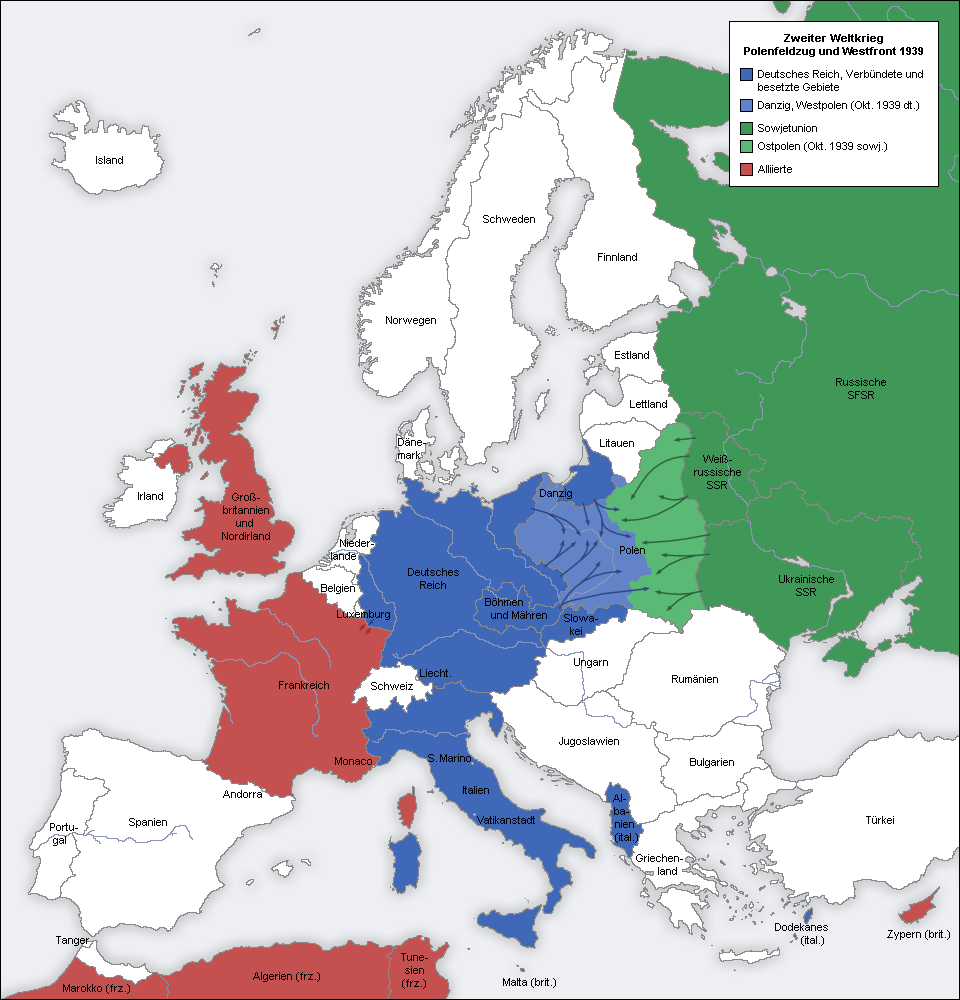
Deutscher und sowjetischer Angriff auf Polen, September und Oktober 1939

- 31. August: Sechs oder sieben SS-Männer unter der Führung von Alfred Naujocks fingieren einen polnischen Überfall auf den Sender Gleiwitz (ob sie dabei polnische Uniformen tragen, ist umstritten) und liefern damit den Vorwand für den Kriegsangriff auf Polen am folgenden Morgen.
- 1. September: Mit dem Gefecht um das polnische Postamt in Danzig und dem Angriff auf die Westerplatte beginnt der Überfall auf Polen und damit auch der Zweite Weltkrieg in Europa: Truppen der Wehrmacht greifen die Freie Stadt Danzig und Polen an. Dies löst die Beistands- (britisch-französische Garantieerklärung) und Kooperationspakte (deutsch-sowjetischer Nichtangriffspakt) aus. Großbritannien und Frankreich fordern Hitler auf, sich aus Polen sofort zurückzuziehen.
- 1. September: Das unentschiedene Gefecht bei Krojanty wird später für Propagandazwecke verwertet.
- 1. September: Mit der Verordnung über außerordentliche Rundfunkmaßnahmen wird im nationalsozialistischen Großdeutschen Reich das Hören ausländischer Radiosendungen („Feindsender“) strafbar, für das Verbreiten abgehörter Nachrichten wird in besonderen Fällen der Tod angedroht.
- 2. September: Das Regime unter Mussolini erklärt Italien als „nicht kriegführend“.
- 2. September: Frankreich und Großbritannien stellen Deutschland ein Ultimatum auf sofortigen Rückzug aus Polen, getreu der Polen am 31. März 1939 gegebenen britisch-französischen Garantieerklärung im Falle eines Angriffs.
- 3. September: Frankreich und Großbritannien erklären dem Großdeutschen Reich den Krieg. Das deutsche U-Boot U-30 versenkt ohne Vorwarnung den britischen Passagierdampfer Athenia; 112 Menschen sterben. Die Regierungen von Australien und Neuseeland erklären dem Deutschen Reich den Krieg.
- 3. September: die Kriegsregierung Chamberlain löst die Nationale Regierung IV ab. Sie erklärt die Seeblockade Deutschlands.[1]
- 3. September: Am Bromberger Blutsonntag werden in Polen über tausend Deutsche ermordet. Die exakte Zahl der Ermordeten ist historisch strittig.
- 4. September: In Deutschland wird eine halbjährige Reichsarbeitsdienstpflicht für Frauen zwischen 18 und 25 Jahren eingeführt.
- 4. September: Die in der Südafrikanischen Union regierende United Party setzt Premierminister Barry Hertzog wegen dessen Neutralitätspolitik ab und ersetzt ihn durch Jan Christiaan Smuts. Dieser erklärt dem Deutschen Reich wenig später den Krieg.
- 5. September: Die Schlacht in der Tucheler Heide im Polnischen Korridor endet nach fünf Tagen mit einem Sieg der Wehrmacht.
- 5. September: Die USA unter Präsident Franklin D. Roosevelt und Japan unter Premierminister Abe Nobuyuki erklären ihre Neutralität im europäischen Krieg.
- 9. September: Französische Truppen führen die Saar-Offensive und besetzen ohne Gegenwehr einige Grenzdörfer in der Rheinpfalz. Die Wehrmacht leistet befehlsgemäß keinen Widerstand, weil Deutschland einen Zwei-Fronten-Krieg vermeiden will.
- 10. September: Kanada unter Premierminister William Lyon Mackenzie King erklärt dem Deutschen Reich den Krieg.
- 12. September: Französische und britische Stäbe beschließen bei einem Treffen, dass Polen keine Unterstützung erhalten wird, obwohl Maurice Gamelin kurz zuvor in Warschau geäußert hat, „le gros de nos forces“ („den Großteil unserer Streitkräfte“) einzusetzen.[2]
- 13. September: Beim Überfall auf Polen beginnt die Schlacht um Modlin. Die Festung Modlin zählt zum polnischen Festungsviereck.
- 14. September: Die französische Regierung (Kabinett Daladier III) ordnet an, alle „feindlichen Nationen“ angehörenden Männer zwischen 18 und 55 in Sammellagern (camps de concentration) zu internieren. Auch deutsche nach Frankreich geflüchtete Juden sind davon betroffen.
- 15. September: Das NS-Regime lässt den deutschen Kriegsdienstverweigerer August Dickmann hinrichten.
- 15. September: Das Massaker von Przemyśl beginnt. SS-Einsatzgruppen erschießen dabei in fünf Tagen im Sonderfahndungsbuch Polen genannte Menschen, insgesamt 600 Juden.

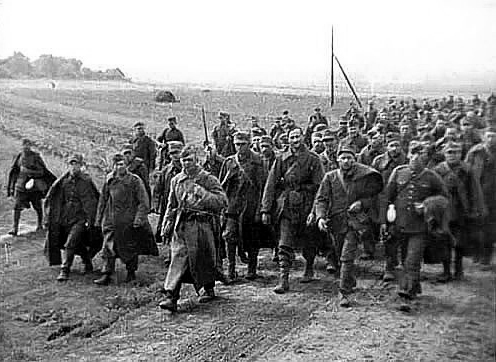
Polnische Kriegsgefangene der Roten Arme

- 17. September: Die Sowjetische Besetzung Ostpolens beginnt.
- 17. September: Zwei Torpedos des deutschen U-Bootes U 29 schlagen im britischen Flugzeugträger Courageous ein. Das Kriegsschiff sinkt mit 518 Mann Besatzung, 741 Seeleute werden von einem Passagierschiff gerettet. Die Courageous ist das erste britische Kriegsschiff, das im Zweiten Weltkrieg verloren geht.
- 18. September: Nach 18 Tagen flieht die polnische Regierung, Polen gilt als erobert. Letzte versprengte Truppen kapitulieren am 6. Oktober nach der Schlacht bei Kock.
- 19. September: In der zehntägigen Schlacht an der Bzura besiegt die Wehrmacht die polnischen Truppen. 170.000 Soldaten geraten in deutsche Kriegsgefangenschaft.
- 25. September: Andorra, das sich wegen der Nichtunterzeichnung des Versailler Vertrags seit dem Ersten Weltkrieg offiziell immer noch im Kriegszustand mit Deutschland befindet, schließt einen Friedensvertrag mit dem Deutschen Reich. Im Verlauf des Zweiten Weltkriegs verhält sich das Land neutral.
- 27. September: Polnische Soldaten gründen einen vor der Kapitulation Warschaus die Untergrundbewegung Służba Zwycięstwu Polsce.
- 28. September: Deutschland und die Sowjetunion schließen den Deutsch-Sowjetischen Grenz- und Freundschaftsvertrag, der die „freiwillige“ Umsiedlung von deutschen Minderheiten (Bessarabiendeutsche, Deutsch-Balten und Bukowinadeutsche) aus der Sowjetunion vorsieht.
- 28. September: Die Schlacht um Warschau endet nach vier Wochen mit der Besetzung der Stadt.
- 4. Oktober: Hitler amnestiert mit dem geheimen Gnadenerlass nach dem Polenfeldzug alle Straftaten (auch Kriegsverbrechen), die Deutsche seit dem 1. September 1939 auf dem Gebiet Polens begingen.
- 7. Oktober: Der Führererlass zur „Festigung deutschen Volkstums“ schafft die Grundlage zur Umsiedlung von Deutsch-Balten und anderen „Reichs-“ und „Volksdeutschen“  in vom Reich annektierte Gebiete Polens.
- 8. Oktober: Adolf Hitler ordnet nach dem Überfall auf Polen dessen territoriale Umgestaltung an: Das westliche Gebiet wird vom Deutschen Reich annektiert, das restliche als Generalgouvernement deutsch besetzt. Am 26. Oktober treten die Bestimmungen in Kraft.
- 9. Oktober: Hitler stellt eine Denkschrift Notwendigkeit des sofortigen Angriffs fertig und erlässt die 'Weisung Nr. 6' (Befehl, Pläne für einen Westfeldzug auszuarbeiten).
- 10. Oktober: Eine Siegesparade in Warschau markiert das Ende des Überfalls auf Polen.
- 14. Oktober: Das deutsche U-Boot U 47 dringt in die britische Marinebasis Scapa Flow ein und versenkt das dort ankernde britische Schlachtschiff HMS Royal Oak. 833 Seeleute sterben. Dies (zusammen mit der Versenkung der Courageous am 17. September 1939, s. o.) führt auch Skeptikern in der Führung der Kriegsmarine den militärischen Wert von U-Booten vor Augen (siehe auch Z-Plan).
- 17. Oktober: die Schweiz verschärft ihre Flüchtlingspolitik und weist von nun an an ihren Grenzen Menschen ab, die akut von Ermordung durch das NS-Regime bedroht sind.
- 31. Oktober: Umsiedlungsvertrag zwischen dem Deutschen Reich und Lettland
- 6. November: In der Sonderaktion Krakau inhaftiert ein Einsatzkommando der deutschen Sicherheitspolizei unter Bruno Müller Professoren und Mitarbeiter an Krakauer Hochschulen. Die meisten von ihnen werden in die Konzentrationslager Sachsenhausen und Dachau verschleppt.
- 8. November: Georg Elser verübt im Münchner Bürgerbräukeller ein Bombenattentat auf Adolf Hitler, das missglückt.
- 9. November: Zwei Offiziere des britischen Secret Intelligence Service, Richard Henry Stevens und Sigismund Payne Best, werden im niederländischen Venlo von einem SS-Sonderkommando unter Alfred Naujocks entführt, nachdem sich deutsche Geheimagenten unter Walter Schellenberg als Widerstandskämpfer ausgegeben haben. Der Venlo-Zwischenfall, bei dem der niederländische Geheimdienstoffizier Luitenant Dirk Klop erschossen wird, macht große Teile des britischen Spionagenetzes in Europa praktisch wertlos und liefert Hitler im Mai 1940 eine Rechtfertigung für den Einmarsch in den Niederlanden.
- 17. November: In der Sonderaktion Prag schließen die Nationalsozialisten alle Einrichtungen des tschechischen Hochschulwesens im Protektorat Böhmen und Mähren. Die Polizei erschießt neun der Rädelsführerschaft bei Demonstrationen verdächtigte Studenten.
- 18. November: Der niederländische Ozeandampfer Simon Bolivar läuft bei Harwich in ein deutsches Minenfeld und sinkt nach zwei schweren Explosionen. 102 Menschen sterben.
- 23. November: In einer Ansprache Hitlers vor den Oberbefehlshabern informiert er Generäle und Offiziere der Wehrmacht in der Neuen Reichskanzlei über seinen Entschluss, Frankreich und Großbritannien anzugreifen.
- 23. November: Die Schlachtschiffe Scharnhorst und Gneisenau versenken südöstlich von Island den britischen Hilfskreuzer Rawalpindi. 265 Menschen sterben, 37 überleben.

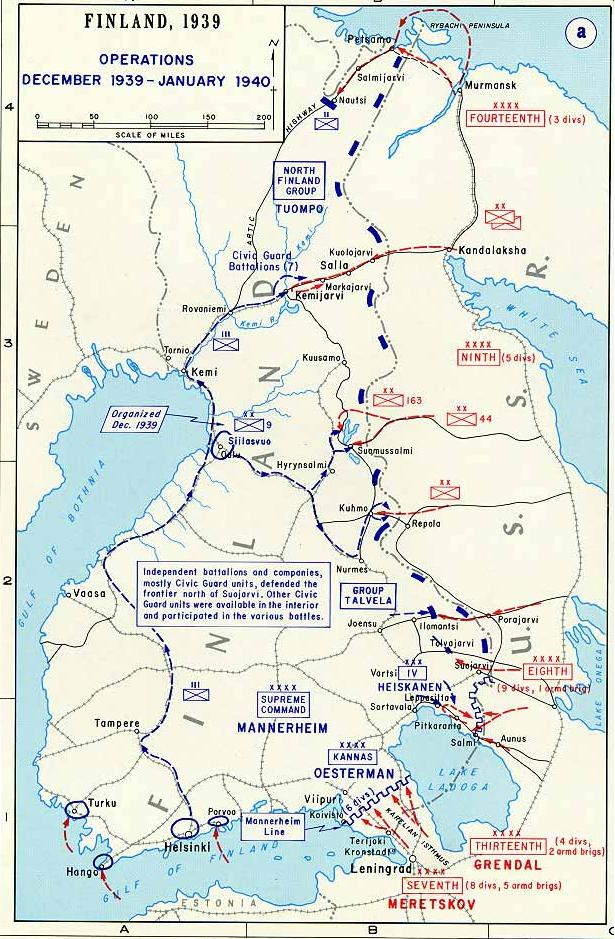
Karte der sowjetischen Offensiven zu Beginn des Winterkrieges

- 30. November: Der dreimonatige Winterkrieg zwischen der Sowjetunion und Finnland beginnt: Der Angriff der Roten Armee scheitert zunächst unter hohen Verlusten.
- 7. Dezember: Im Winterkrieg zwischen Finnland und der Sowjetunion beginnt die Schlacht von Suomussalmi.
- 14. Dezember: Die Sowjetunion wird aufgrund des Überfalls auf Finnland aus dem Völkerbund ausgeschlossen. Weitere Maßnahmen unterbleiben; die Regierung Roosevelt erklärt ein „moralisches Embargo“.
- 17. Dezember: Vor Montevideo wird das beschädigte deutsche Kriegsschiff Admiral Graf Spee von der eigenen Besatzung aufgegeben und versenkt.
- 18. Dezember: Im Luftgefecht über der Deutschen Bucht siegt ein deutsches Jagdfliegerkommando über ein britisches Bombergeschwader. Von den 22 Vickers-Wellington-Bombern, die den deutschen Luftraum erreichen, werden 12 abgeschossen und 3 schwer beschädigt. Als Folge stellt das Bomber Command der Royal Air Force (RAF) seine Tageseinsätze gegen Ziele in Deutschland weitgehend ein und fliegt stattdessen fast ausschließlich Nachteinsätze.

#### Vereinigte Staaten von Amerika
- 11. Oktober: Alexander Sachs übergibt US-Präsident Roosevelt den Einstein-Szilárd-Brief. Die Physiker Leó Szilárd und Albert Einstein weisen Roosevelt auf mögliche Konsequenzen der Entdeckung der Kernspaltung hin und insbesondere darauf, dass das NS-Regime mit diesem Wissen Atombomben entwickeln könnte.
- Mit dem Reorganization Act of 1939 wird das Executive Office of the President of the United States geschaffen, eine Behörde, die dem Präsidenten der Vereinigten Staaten zuarbeitet und ihn in seinen exekutiven Aufgaben unterstützt. Seine Befugnisse werden mit der Executive Order 8248 von Franklin D. Roosevelt im Detail festgelegt. Die ranghöchste Position im EOP ist die des Stabschefs des Weißen Hauses.

### Wirtschaft

#### Ausstellungen
- 22. April: Die Reichsgartenschau 1939 in Stuttgart wird eröffnet. Sie endet wegen des Kriegsbeginns vorzeitig am 2. September.
- 06. Mai: Eröffnung der Schweizerischen Landesausstellung 1939, genannt Landi 39, in Zürich.

#### Internationale Verträge
- 16. März: Veröffentlichung des Düsseldorfer Abkommens zur Verständigung zwischen deutscher und britischer Industrie
- 23. März: Handelsabkommen zwischen dem Deutschen Reich und Rumänien
- 22. Mai: In Berlin wird der Stahlpakt zwischen Deutschland und Italien unterzeichnet.
- 19. August: Unterzeichnung eines Handels- und Kreditabkommens zwischen dem Deutschen Reich und der Sowjetunion in Moskau

#### Unternehmensgründungen
- 01. Januar: Hewlett-Packard wird von William (Bill) Hewlett und David Packard als Hersteller wissenschaftlicher Instrumente in einer Garage in Palo Alto gegründet. Diese Garage gilt heute als Geburtsort des Silicon Valley.
- Mile Budak gründet die kroatische Zeitung Hrvatski Narod, die sich später zum publizistischen Organ der faschistischen Ustascha entwickelt. Die Erstausgabe erscheint am 9. Februar.
- 16. Dezember: Emil Georg Bührle und die Elektrobank gründen in Stans in der Schweiz die Pilatus Flugzeugwerke AG.

#### Verkehr
- 11. April: Im deutsch besetzten Tschechien beginnt der Bau der nie fertiggestellten Reichsautobahn Wien–Breslau.
- 20. Mai: Die US-amerikanische Fluggesellschaft Pan Am richtet eine regelmäßige Flugverbindung nach Europa ein. Mit einem luxuriös ausgestatteten Flugboot des Typs Boeing 314 fliegt sie von New York City über Lissabon nach Marseille.
- 30. Juli: In Belgien wird nach neun Jahren Bauzeit der Albert-Kanal zwischen Lüttich und Antwerpen eröffnet.
- 08. Dezember: Rudolf Heß weiht den Adolf-Hitler-Kanal bei Gleiwitz ein und führt den ersten Spatenstich für den geplanten Donau-Oder-Kanal aus.
- Die Transalpina quer durch die Transsilvanischen Alpen in Rumänien wird eröffnet.

#### Sonstiges
- 01. Januar: Kleinbetriebe im Deutschen Reich sind ab sofort zur ordentlichen Buchführung verpflichtet.

- 01. März: Die Erstausgabe der NS-Propagandazeitung Der Adler erscheint im Scherl-Verlag in Berlin.
- 15. Juni: Durch ein neues Gesetz wird die Deutsche Reichsbank unmittelbar Hitler unterstellt.
- 28. August: In Deutschland werden am vierten Tag vor Kriegsbeginn Lebensmittelmarken und Fahrbenzin-Bezugsscheine ausgegeben.
- 04. September: Im Deutschen Reich wird eine Kriegswirtschaftsverordnung erlassen.
- 14. November In Deutschland werden die ersten Bezugsscheine für Kleidung, die sogenannten Reichskleiderkarten, ausgegeben.

### Wissenschaft und Technik

#### Antarktisforschung
- 20. Januar: Von ihrem Expeditionsschiff Schwabenland aus beginnt die dritte deutsche Antarktisexpedition mit Vermessungsflügen.

#### Luftfahrt
- 27. Januar: Das vom amerikanischen Vultee Aircraft erbaute Schlachtflugzeug Vultee A-19 wird im Erstflug erprobt.
- 27. Januar: Die als Abfangjäger gebaute Lockheed P-38 Lightning steigt zum Erstflug auf.
- 29. Januar: Carl Bode erreicht mit seinem Hubschrauber eine Weltrekordhöhe von 3.427 Metern.
- 26. April: Mit einem Flugzeug des Typs Messerschmitt Me 209 stellt Fritz Wendel einen neuen Geschwindigkeits-Weltrekord (755,138 km/h) auf.
- 20. Juni: Die Heinkel He 176 absolviert mit Erich Warsitz als Pilot als erstes funktionsfähiges Raketenflugzeug ihren Jungfernflug.

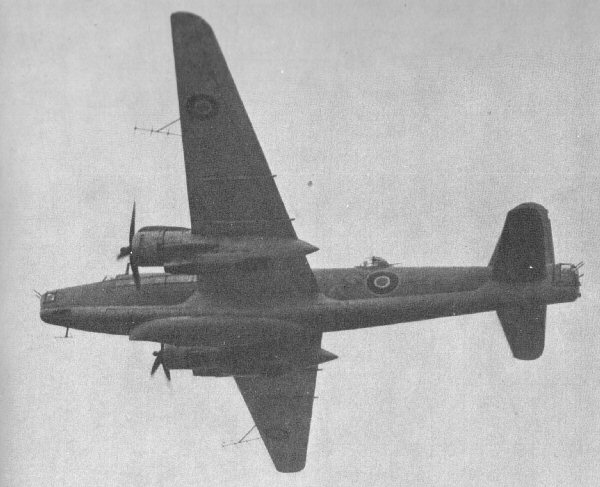
Vickers Warwick

- 13. August: Das britische Militärflugzeug Vickers Warwick absolviert seinen Erstflug. Als Bomber geplant wird es schließlich umkonstruiert in großer Stückzahl in der Seenotrettung und als Transportflugzeug verwendet.
- 27. August: Erich Warsitz steuert als Pilot eine Heinkel He 178, das erste Strahlflugzeug, angetrieben durch ein Heinkel S3B Strahltriebwerk.
- 02. Oktober: Der erste Prototyp des einmotorigen sowjetischen Schlachtflugzeugs Iljuschin Il-2 absolviert mit Wladimir Konstantinowitsch Kokkinaki als Testpilot seinen Erstflug.
- 24. Oktober: Das erfolgreichste US-Starrluftschiff, der in Deutschland gebaute Zeppelin LZ 126/ZR-3 „USS Los Angeles“ wird außer Dienst gestellt.
- 22. Dezember: Der sowjetische Testpilot Pjotr Michailowitsch Stefanowski erprobt im Erstflug den Bomber Petljakow Pe-2.
- 29. Dezember: Der strategische Bomber Consolidated B-24 absolviert seinen Jungfernflug.

#### Naturwissenschaften
- 06. Januar: Otto Hahn und sein Assistent Fritz Strassmann veröffentlichen ihre erste Mitteilung über den radiochemischen Nachweis der Entstehung von Barium aus Uran nach Einwirken von Neutronen in der Zeitschrift Die Naturwissenschaften, die weltweite Beachtung findet und von Physikern als Sensation angesehen wird. Bereits am 19. Dezember 1938 hatte Otto Hahn seine emigrierte Kollegin Lise Meitner in einem Brief vorab informiert und das Ergebnis der Experimente als ein Zerplatzen des Uranatomkerns bezeichnet.
- 09. Januar: Die Pariser Académie des sciences wird über die Entdeckung eines von Marguerite Perey gefundenen chemischen Elements informiert, das später als Francium bezeichnet wird.
- 28. Januar: Die New York Times informiert ihre Leser über das neue Phänomen in der Physik (Kernspaltung) mit der Schlagzeile „Atom Explosion Frees 200.000.000 Volts – New Physics Phenomenon Credited to Hahn.“
- 10. Februar: Die zweite Mitteilung von Otto Hahn und Fritz Strassmann über die Verifizierung des von ihnen erstmals als Uranspaltung bezeichneten Vorgangs wird in den Naturwissenschaften veröffentlicht. In diesem Artikel teilen sie außerdem den Nachweis einer Kernspaltung des Thoriums mit.
- 11. Februar: Die Physiker Lise Meitner und Otto Robert Frisch beschreiben in der erschienenen Ausgabe der Wissenschaftszeitschrift Nature erste theoretische Überlegungen nach der Entdeckung der Kernspaltung und sorgen damit in der Fachwelt für weiteres Aufsehen.

#### Sonstiges

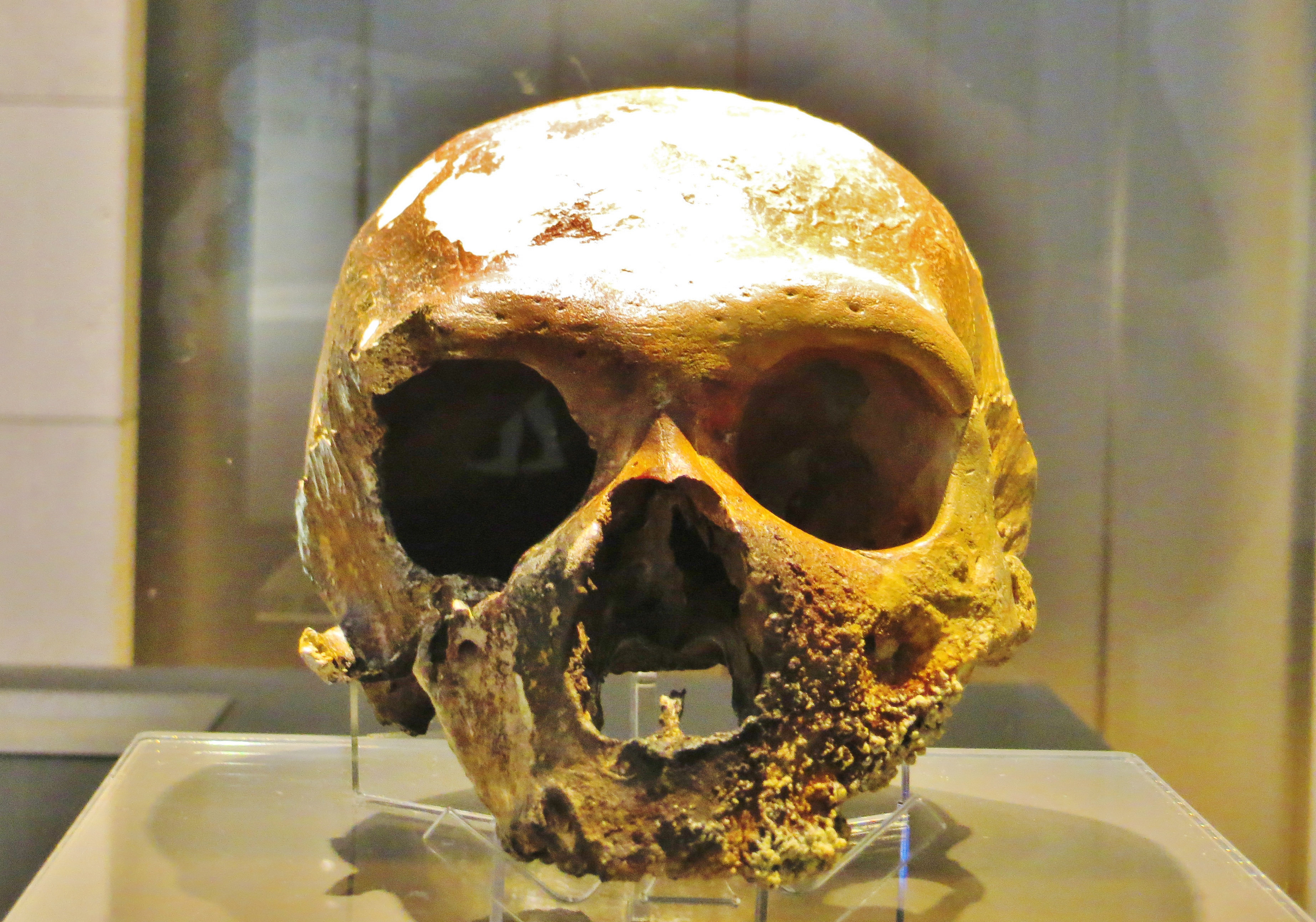
Neandertaler-Fund Guattari 1 aus dem Jahr 1939

- Februar: Bei Bauarbeiten wird in der Gemeinde San Felice Circeo in Italien die Guattari-Höhle mit hominiden Fossilien entdeckt.
- 9. Mai: Inbetriebnahme des Deutschlandsender III in Herzberg (Elster). Der Deutschlandsender III gehörte mit einer Ausgangsleistung von 500 kW zu den stärksten Rundfunksendern seiner Zeit. Sein 337 Meter hoher Antennenmast war 1939 das zweithöchste Bauwerk der Welt.
- Im Hinblick auf die Landi 39 wird der SBB RAe 4/8 1021 (Roter Doppelpfeil) ausgeliefert.
- Der erste Skybeamer wird zur Flugsicherung des unter Hochspannungspotential stehenden Sendemastes des Deutschlandsenders in Herzberg (Elster) eingesetzt.
- Der deutsche Bauingenieur Konrad Zuse stellt die Rechenmaschine Zuse Z2 fertig. Sie besitzt eine Taktfrequenz von ca. 10 Hertz, ein binäres Festkommarechenwerk, welches die vier Grundrechenarten beherrscht, einen 16-Bit-Speicher und wiegt 300 Kilogramm. Die Deutsche Versuchsanstalt für Luftfahrt gibt Zuse 25.000 Reichsmark zur Entwicklung der Zuse Z3.

### Kultur
- 24. Januar: Unterzeichnung eines deutsch-spanischen Kulturabkommens in Burgos

#### Bildende Kunst

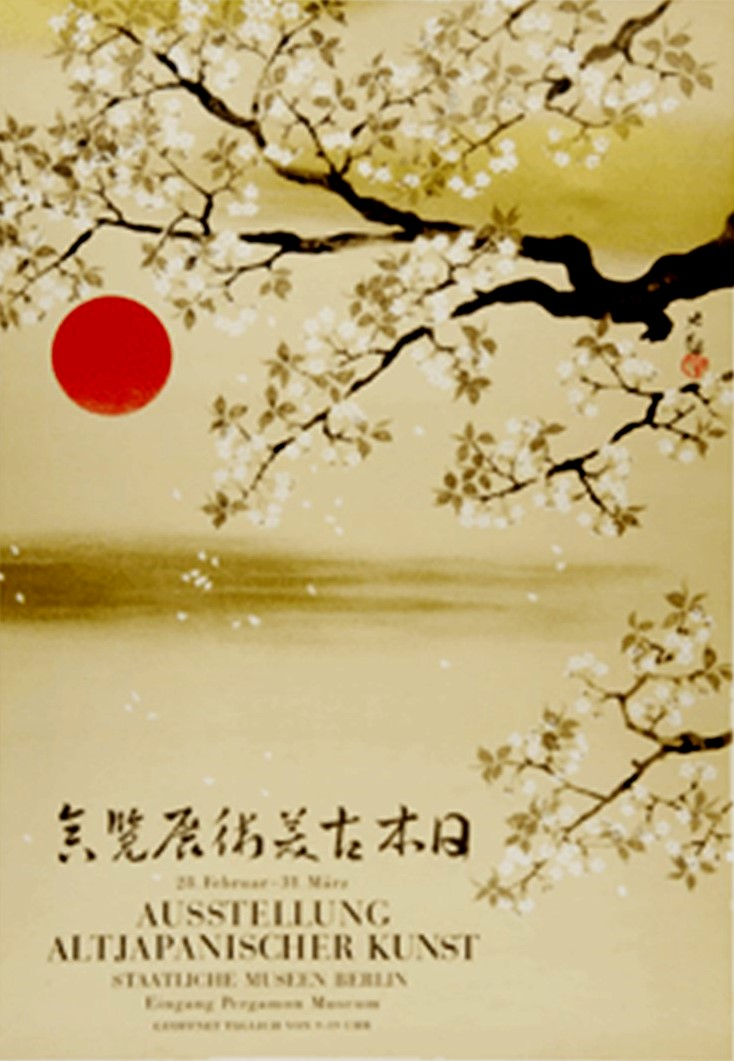
Plakat zur Ausstellung (Yokoyama Taikan)

- 28. Februar bis 31. März: In den Staatlichen Museen Berlin  findet die Ausstellung Altjapanischer Kunst statt. Aus diesem Anlass zeigt Japan in Berlin ausnahmsweise fast 30 Nationalschätze, also Kunstgegenstände, die eigentlich nicht außer Landes gebracht werden dürfen.
- 20. März: Im Hof der Hauptfeuerwache in Berlin-Kreuzberg werden tausende von den Nationalsozialisten als Entartete Kunst verfemte Kunstwerke aus öffentlichen Sammlungen verbrannt.
- Das dem belgischen Bildhauer und Maler Constantin Meunier gewidmete Constantin Meunier Museum in Ixelles in der Region Brüssel wird eröffnet.

#### Film
- 02. März: In der New Yorker Radio City Music Hall hat der John Ford-Western Stagecoach Premiere, der dem Filmschauspieler John Wayne zu seiner Karriere verhilft.
- 07. Juli: In Paris hat Jean Renoirs Film Die Spielregel seine Uraufführung. Bei seiner Premiere ist der bis dahin teuerste französische Film ein Misserfolg und wird wegen seiner gesellschaftskritischen Haltung angefeindet. Im Oktober kurz nach Kriegsausbruch wird der Film von der französischen Zensur verboten. Heute gilt der Film allgemein als einflussreicher Klassiker des Weltkinos.
- 14. Dezember: Der „Jahrhundertfilm“ Vom Winde verweht mit Vivien Leigh und Clark Gable in den Hauptrollen feiert eine umjubelte Premiere. Der bis zu diesem Zeitpunkt teuerste Film ist nach inflationsbereinigten Einspielzahlen bis heute das kommerziell erfolgreichste Werk der Filmgeschichte.

#### Musik und Theater
- 06. Januar: Albert Ammons und Meade Lux Lewis spielen in New York die erste Platte von Blue Note Records ein.
- 04. Februar: Uraufführung der Operette Die ungarische Hochzeit von Nico Dostal in Stuttgart
- 14. Februar: Uraufführung der Oper Marionetter (dt. Marionetten) von Hilding Rosenberg an der Königlichen Oper in Stockholm
- 20. März: Die Reichsmusikkammer gibt bekannt, dass unerwünschte Musikwerke, deren Verlegung und Aufführung verboten ist, künftig in einer Liste geführt werden (Siehe auch In der Zeit des Nationalsozialismus verfolgte Komponisten). Die Erste Liste unerwünschter musikalischer Werke wird aber erst mit Kriegsbeginn veröffentlicht.
- 01. April: Die Uraufführung der musikalischen Komödie Der schwarze Hecht von Paul Burkhard erfolgt am Schauspielhaus Zürich. Es zählt heute zu den beliebtesten musikalischen Mundartstücken in der Schweiz.

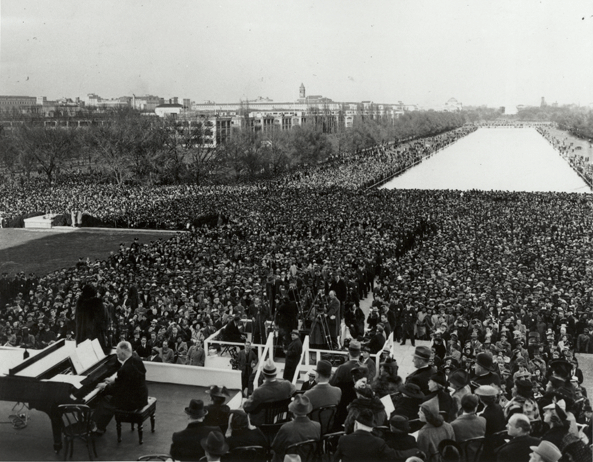
Marian Anderson bei ihrem Konzert am Lincoln Memorial

- 09. April: Die Sängerin Marian Anderson gibt, nachdem die konservative Frauenvereinigung Daughters of the American Revolution verhindert hat, dass sie als Afroamerikanerin in der Constitution Hall auftritt, vor rund 75.000 Menschen ein Konzert vor dem Lincoln Memorial.
- 22. April: Die Ursendung der Oper The Old Maid and the Thief von Gian Carlo Menotti erfolgt durch die NBC New York.
- 29. Juli: Im Park des Nymphenburger Schlosses findet die letzte Nacht der Amazonen, eine Freiluft-Revue anlässlich des seit 1934 ausgetragenen Galopprennens um das „Braune Band von Deutschland“, statt.
- 07. Oktober: Die Uraufführung der Oper Die Kathrin von Erich Wolfgang Korngold nach einem Libretto von Ernst Décsey erfolgt unter der Leitung von Fritz Busch an der Königlichen Oper in Stockholm.
- 31. Dezember: Die Wiener Philharmoniker geben - unter der Leitung von Clemens Krauss - ihr erstes Neujahrskonzert.
- Billie Holiday singt im New Yorker Jazzclub Café Society erstmals den Song Strange Fruit.

### Gesellschaft
- 14. Mai: Die Peruanerin Lina Medina wird in einem Krankenhaus in Lima durch Schnittentbindung von ihrem Sohn Gerardo entbunden. Die Mutter ist fünf Jahre, sieben Monate und 21 Tage alt und damit die jüngste Mutter in der Medizingeschichte.
- 17. Juni: Der wegen sechsfachen Mordes verurteilte Eugen Weidmann wird in Versailles als letzter Straftäter in Frankreich mit der Guillotine öffentlich hingerichtet. Premierminister Édouard Daladier verfügt am 24. Juni wegen des aufgetretenen Rummels, solche Hinrichtungen künftig hinter Gefängnismauern zu vollstrecken.
- 17. August: Mit vier Bären als „lebenden Wappentieren“ wird in Berlin der Bärenzwinger im Köllnischen Park eröffnet.

### Religion

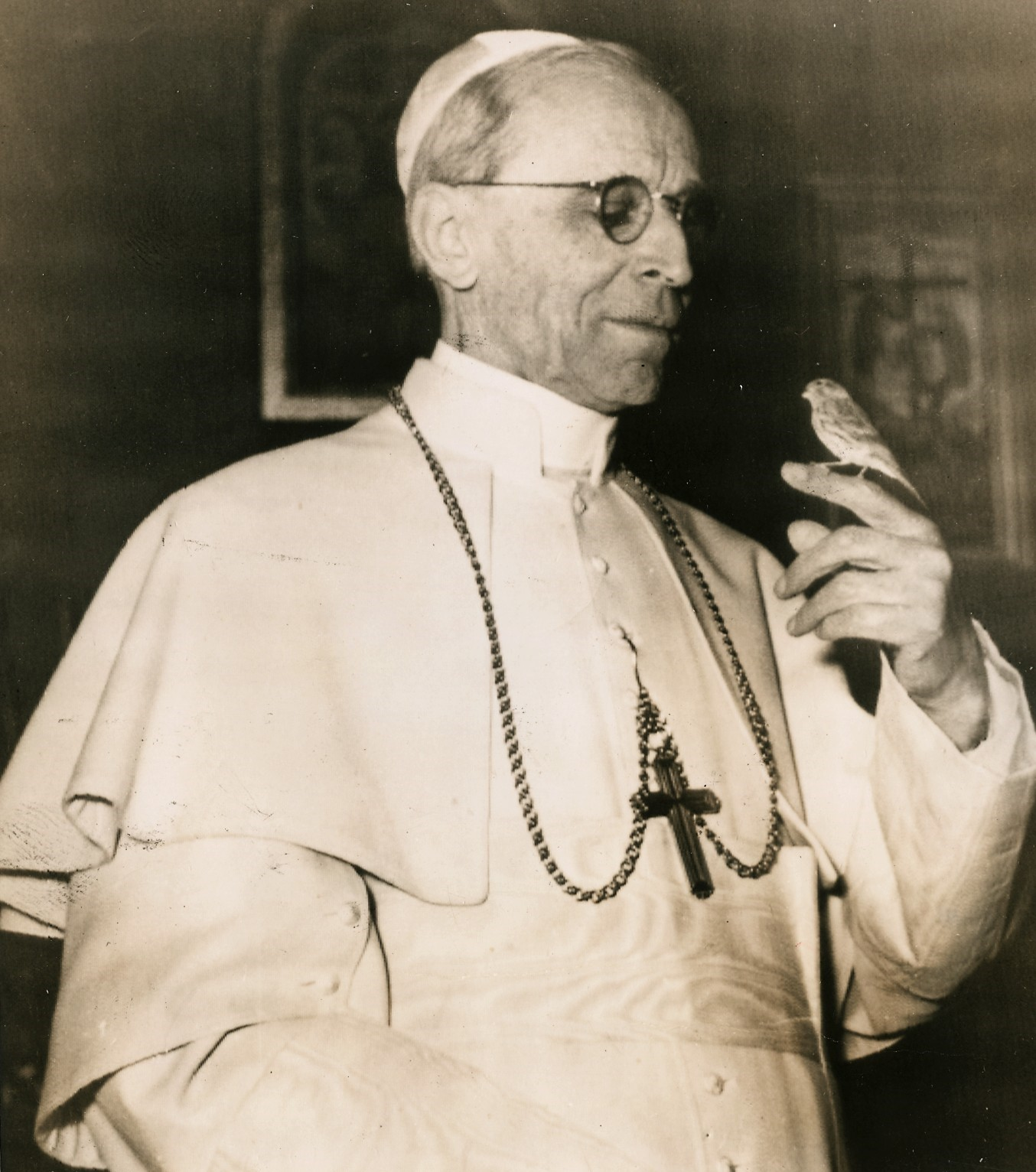
Papst Pius XII.

- 02. März: Kardinalstaatssekretär Eugenio Pacelli wird als Nachfolger des am 10. Februar verstorbenen Pius XI. zum Papst gewählt und nimmt den Namen Pius XII. an. Am 12. März wird er auf der Loggia des Petersdoms gekrönt.
- Papst Pius XII. löst im Vatikan den Zentralrat auf und ersetzt ihn durch die Päpstliche Kommission für den Staat der Vatikanstadt.
- 26. März: Deutsche Christen und Bekennende Kirche, diese durch einzelne Mitglieder, geben kurz vor Kriegsbeginn auf Betreiben von Theodor Ellwein, Robert Kauer, Theodor Odenwald, Helmuth Kittel, Hanns Kerrl und anderen die „Godesberger Erklärung“ über eine Übereinstimmung von protestantischem Christentum mit dem Nationalsozialismus und gegen das Judentum ab.
- 04. April: Auf Vorschlag von Hugo Pich und Betreiben der Kirchenbewegung Deutsche Christen gründen elf deutsche evangelische Landeskirchen in Eisenach das Institut zur Erforschung und Beseitigung des jüdischen Einflusses auf das deutsche kirchliche Leben. Die Gründungsfeier findet am 6. Mai auf der Wartburg statt. Leiter wird Siegfried Leffler, hauptamtliche Mitarbeiter sind Walter Grundmann, Heinz Hunger und Max Adolf Wagenführer.

### Katastrophen
- 13. Januar: Bei schweren Buschfeuern kommen im australischen Bundesstaat Victoria 71 Menschen ums Leben. Über 1.300 Häuser und 69 Sägewerke brennen ab, und es werden 3.700 Gebäude, mehrere Städte gänzlich zerstört. Nach Schätzungen sind etwa drei Viertel des Bundesstaates direkt oder indirekt von dieser Katastrophe betroffen.
- 25. Januar: Erdbeben der Stärke 8,3 in Chillán, Chile, rund 28.000 Tote
- 29. April: Absturz einer dreimotorigen Junkers Ju 52/3m bei Bollstadt (Landkreis Donau-Ries) nach einer Kollision mit einem hölzernen Aussichtsturm, der zur Landesvermessung diente, fünf Tote, zwei Verletzte
- 13. September: Der Minenkreuzer „La Tour D’Auvergne“ (Frankreich) sinkt nach der Explosion der an Bord lagernden Seeminen in Casablanca (Marokko). 215 Mann der 396 Mann starken Besatzung kommen ums Leben
- 13. Dezember: Der Zerstörer Duchess sinkt westlich von Schottland nach einer Kollision mit dem Schlachtschiff Barham. 129 Tote
- 22. Dezember: Auf dem Bahnhof in Genthin fordert die Kollision zweier D-Züge kurz nach Mitternacht 196 Menschenleben. Am selben Abend stoßen auf der Bahnstrecke Stahringen–Friedrichshafen zwischen Markdorf und Kluftern zwei weitere Züge zusammen, ein Unfall, der 101 Tote fordert. Damit ist dieser Tag der schlimmste der deutschen Eisenbahngeschichte.
- 27. Dezember: Ein Erdbeben der Stärke 7,8 in Erzincan in der Türkei kostet 32.958 Menschenleben, rund 100.000 Menschen werden verletzt.

Kleinere Unglücksfälle sind in den Unterartikeln von Katastrophe und in der Liste von Katastrophen aufgeführt.

### Natur und Umwelt
- 30. November: In Brasilien wird der Nationalpark Serra dos Órgãos im Bundesstaat Rio de Janeiro gegründet. Seine gegen Ende des Präkambriums entstandenen Felsformationen erinnern aus der Ferne an Orgelpfeifen oder die Finger einer Hand.

### Sport
- 08. Januar: Der SK Rapid Wien gewinnt nach einem 3:1 gegen den FSV Frankfurt den DFB-Pokal.
- 09. Februar: Der Rennfahrer Rudolf Caracciola stellt zwischen Dessau und Bitterfeld mit 398,234 km/h einen Geschwindigkeitsrekord für 3000-Kubikzentimeter-Wagen auf.
- 18. Juni: Die deutsche Fußballmeisterschaft 1938/39, die letzte vor dem Zweiten Weltkrieg, endet mit einem 9:0-Finalsieg des FC Schalke 04 gegen den SK Admira Wien.
- 25. Juni bis 20. August: Austragung der 7. Grand-Prix-Europameisterschaft
- 17. September: Taisto Mäki bricht den Weltrekord über 10.000 Meter und läuft die Strecke als erster Mensch unter 30 Minuten (29:52,6 min).
- Dezember: Hermann Lang wird durch die ONS zum Grand-Prix-Europameister ernannt. Für die Saison, die aufgrund des Ausbruchs des Zweiten Weltkriegs abgebrochen wurde, wäre aber auch Herrmann Paul Müller als Europameister in Frage gekommen. Welche Berechnung die ONS für die Bestimmung des Europameisters zugrunde gelegt hat, ist jedoch bis heute nicht abschließend geklärt.

### Nobelpreise
| Preis                                   | Person                            | Land                                                   | Begründung für die Preisvergabe | Bild                  |
| --------------------------------------- | --------------------------------- | ------------------------------------------------------ | --- | --------------------- |
| Nobelpreis für Physik                   | Ernest Lawrence (1901–1958)       | Vereinigte Staaten                                     | „für die Erfindung und Entwicklung des Zyklotrons und die dadurch erzielten Ergebnisse, insbesondere im Hinblick auf künstliche radioaktive Elemente“                                                                                 | Ernest Lawrence       |
| Nobelpreis für Chemie                   | Leopold Ružička (1887–1976)       | Schweiz (geboren in Vukovar, damals Österreich-Ungarn) | „für seine Arbeiten an Polymethylenen und höheren Terpenen“ | Leopold Ružička       |
| Nobelpreis für Physiologie oder Medizin | Gerhard Domagk (1895–1964)        | Deutschland                                            | „für die Entdeckung der antibakteriellen Wirkung des Prontosil“ Gerhard Domagk wird aufgrund des damaligen Verbots für Deutsche, den Nobelpreis anzunehmen, gezwungen, den Preis abzulehnen. Er nimmt später Urkunde und Medaille an. | Gerhard Domagk        |
| Nobelpreis für Literatur                | Frans Eemil Sillanpää (1888–1964) | Finnland                                               | „für die tiefe Auffassung und die erlesene Stilkunst, womit er das Bauernleben und die Natur seines Heimatlandes in ihrem gegenseitigen Zusammenhang schildert“                                                                       | Frans Eemil Sillanpää |
| Friedensnobelpreis                      | nicht verliehen                   |                                                        | |                       |

## Geboren

### Januar
- 01. Januar: Leonas Vaidotas Ašmantas, litauischer Wirtschaftsingenieur und Erfinder
- 01. Januar: Michèle Mercier, französische Schauspielerin
- 01. Januar: Phil Read, britischer Motorradrennfahrer († 2022)
- 01. Januar: Raymond Touroul, französischer Automobilrennfahrer und Stuntman († 2006)
- 02. Januar: Franz Hummel, deutscher Komponist und Pianist († 2022)
- 02. Januar: Peter Luther, deutscher Springreiter († 2024)
- 02. Januar: Nina Kuscsik, US-amerikanische Marathonläuferin († 2025)
- 02. Januar: Konstanze Vernon, deutsche Tänzerin († 2013)
- 03. Januar: Rüdiger Ahrens, deutscher Anglist und Kulturwissenschaftler
- 03. Januar: Dieter B. Herrmann, deutscher Astronom und Physiker († 2021)
- 03. Januar: Bobby Hull, kanadischer Eishockeyspieler († 2023)
- 03. Januar: Diethard Klante, deutscher Filmregisseur und Drehbuchautor
- 03. Januar: Klaus Prange, deutscher Erziehungswissenschaftler († 2019)
- 03. Januar: Gene Summers, US-amerikanischer Rockabilly-Musiker († 2021)
- 04. Januar: Joseph Bonnel, französischer Fußballspieler († 2018)
- 04. Januar: Alicia Dujovne Ortiz,  argentinische Journalistin und Schriftstellerin
- 04. Januar: Hans Moser, österreichischer Germanist
- 05. Januar: Luisa Futoransky, argentinische Dichterin und Schriftstellerin
- 05. Januar: Rüstəm İbrahimbəyov, aserbaidschanischer Filmautor († 2022)
- 05. Januar: Joachim Reichstein, deutscher Prähistoriker
- 06. Januar: Walerij Lobanowskyj, sowjetischer und ukrainischer Fußball-Trainer († 2002)
- 07. Januar: Ronald L. Akers, US-amerikanischer Soziologe und Kriminologe († 2024)
- 07. Januar: Michael von Griechenland, griechischer Prinz und Schriftsteller († 2024)
- 07. Januar: Brausch Niemann, südafrikanischer Automobilrennfahrer
- 07. Januar: Helga Seibert, deutsche Verfassungsrichterin († 1999)
- 07. Januar: Rosina Wachtmeister, österreichische Künstlerin
- 08. Januar: Kurt Birkle, deutscher Astronom († 2010)
- 08. Januar: Carolina Herrera, venezolanisch-amerikanische Modedesignerin
- 08. Januar: John LaMotta, US-amerikanischer Schauspieler († 2014)
- 09. Januar: Henry Ely, dominikanischer Operntenor († 2021)
- 09. Januar: Francisco José Gómez Argüello Wirtz, spanischer Kunstmaler
- 09. Januar: Friedel Keim, deutscher Musiker
- 10. Januar: David Horowitz, US-amerikanischer Publizist († 2025)
- 10. Januar: Scott McKenzie, US-amerikanischer Sänger († 2012)
- 10. Januar: Sal Mineo, italo-amerikanischer Schauspieler und Sänger († 1976)
- 10. Januar: Franz Winzentsen, deutscher Experimental- und Animationsfilmemacher
- 11. Januar: Anne Heggtveit, kanadische Skirennläuferin
- 11. Januar: Imre Simkó, ungarischer Sportschütze († 2021)
- 12. Januar: Tamás Aján, ungarischer Sportfunktionär
- 12. Januar: Helmut Eisendle, österreichischer Psychologe und Schriftsteller († 2003)
- 12. Januar: Thomas Müller, deutscher Komponist und Pianist
- 12. Januar: Joachim Yhombi-Opango, kongolesischer Politiker († 2020)
- 13. Januar: Norbert Geis, deutscher Politiker
- 13. Januar: Roman Micał, polnischer Hockeyspieler († 2021)
- 14. Januar: Jean-Christophe Ammann, Schweizer Kunsthistoriker und Kurator († 2015)
- 14. Januar: Helmut Lethen, deutscher Germanist und Kulturwissenschaftler
- 14. Januar: Heinz Rosner, deutscher Motorradrennfahrer und Unternehmer
- 14. Januar: Ute Starke, deutsche Turnerin, Weltmeisterin
- 15. Januar: Per Ahlmark, schwedischer Schriftsteller und Politiker († 2018)
- 15. Januar: Tony Bullimore, britischer Segler († 2018)
- 15. Januar: Claus Dieter Clausnitzer, deutscher Schauspieler
- 15. Januar: Hartmut Geerken, deutscher Musiker, Komponist, Schriftsteller, Publizist, Hörspielautor und Filmemacher († 2021)
- 16. Januar: Gabriel Abossolo, kamerunischer Fußballspieler († 2014)
- 16. Januar: Ralph Gibson, US-amerikanischer Fotograf
- 16. Januar: Jean Van Hamme, belgischer Comicautor
- 17. Januar: Raúl Arellano Gallo, mexikanischer Fußballspieler
- 17. Januar: Raimondo Del Balzo, italienischer Drehbuchautor († 1995)
- 17. Januar: Karsten Knolle, deutscher Politiker (CDU) († 2024)
- 18. Januar: Denton Lotz, US-amerikanischer baptistischer Theologe († 2019)
- 18. Januar: Regina Silveira,  brasilianische Malerin
- 18. Januar: Myroslaw Wantuch, ukrainischer Choreograf
- 19. Januar: Rüdiger Bahr, deutscher Regisseur, Schauspieler und Synchronsprecher († 2023)
- 19. Januar: Gunter Benkißer, deutscher Ingenieurwissenschaftler und Hochschullehrer († 2012)
- 19. Januar: Ulrich Irmer, deutscher Politiker, MdB und MdEP († 2022)
- 20. Januar: Udo Aschenbeck, deutscher Schriftsteller, Buchhändler und Sozialpädagoge († 1995)
- 20. Januar: Werner Schuster, deutscher Politiker († 2001)
- 21. Januar: Cornelius Bormann, deutscher Fernsehjournalist († 2025)
- 21. Januar: Aale-Dieter, deutscher Fischhändler
- 21. Januar: Luis Aróstegui Gamboa, spanischer Ordensgeistlicher
- 21. Januar: Paul Genevay, französischer Sprinter († 2022)
- 21. Januar: Engelbert Kupka, deutscher Politiker
- 21. Januar: Friedel Lutz, deutscher Fußballspieler († 2023)
- 22. Januar: Alfredo Palacio, ecuadorianischer Kardiologe, Präsident von Ecuador († 2025)
- 22. Januar: Erika Runge, deutsche Schriftstellerin und Regisseurin († 2023)
- 22. Januar: Krzysztof Zarębski, polnischer Performancekünstler, Maler und Bildhauer
- 23. Januar: Sonny Chiba, japanischer Schauspieler († 2021)
- 23. Januar: Enrico Fissore, italienischer Opernsänger
- 23. Januar: Fred Wah, kanadischer Dichter, Schriftsteller und ehemaliger Hochschullehrer
- 24. Januar: José Argüelles, mexikanisch-US-amerikanischer Maler und Schriftsteller († 2011)
- 24. Januar: Renate Garisch-Culmberger, deutsche Leichtathletin († 2023)
- 24. Januar: Jan Lichardus, deutsch-slowakischer Vorgeschichtsforscher († 2004)
- 24. Januar: Karsten Schmidt, deutscher Rechtswissenschaftler
- 24. Januar: Joseph Vilsmaier, deutscher Filmregisseur († 2020)
- 25. Januar: Carlo Cecchi,  italienischer Schauspieler
- 25. Januar: Rosemarie Eitzert, deutsche Jugendbuch-Autorin
- 25. Januar: Otto Wesendonck, deutscher Bildhauer
- 26. Januar: Cyrille Salim Bustros, Erzbischof von Newton (Melkitische Kirche)
- 26. Januar: Oswin Müller, deutscher Jurist
- 26. Januar: Ivan Steiger, tschechisch-deutscher Karikaturist, Zeichner und Illustrator, Autor und Filmregisseur († 2025)
- 27. Januar: Róbert Angelusz, ungarischer Soziologe und Hochschullehrer († 2010)
- 27. Januar: Anka Pelowa, bulgarische Sportschützin
- 27. Januar: Herbert Weinberg, deutscher Fußballspieler
- 28. Januar: Theodor Ebert, deutscher Philosoph
- 28. Januar: Judit Bognár, ungarische Kugelstoßerin und Diskuswerferin († 2011)
- 28. Januar: Rose Gray, britische Köchin († 2010)
- 29. Januar: Germaine Greer, australische Intellektuelle, Autorin und Publizistin
- 29. Januar: Hans-Joachim Hecht, deutscher Schachspieler
- 29. Januar: Jeanne Lee, US-amerikanische Jazzsängerin († 2000)
- 29. Januar: Alan Silva, US-amerikanischer Jazzmusiker
- 30. Januar: Filipe José Couto, mosambikanischer Theologe
- 30. Januar: Eugenio Saini, italienischer Endurosportler († 2009)
- 30. Januar: Frank Wolf, US-amerikanischer Politiker
- 31. Januar: Marilyn Gaston, afroamerikanische Kinderärztin, Direktorin des Bureau of Primary Health Care
- 31. Januar: Huub Harings, niederländischer Radrennfahrer
- 31. Januar: Veronika Winterstein, ehemalige deutsche Politikerin (SPD)

### Februar
- 01. Februar: Fritjof Capra, österreichischer Physiker, Esoteriker und Buchautor
- 01. Februar: Claude François, französischer Musiker († 1978)
- 01. Februar: Joe Sample, US-amerikanischer Jazz-Musiker, Produzent und Pianist († 2014)
- 02. Februar: Karl-Åke Asph, schwedischer Skilangläufer
- 02. Februar: Charly Weiss, deutscher Schlagzeuger, Schauspieler und Performance-Künstler († 2009)
- 03. Februar: Johnny Bristol, US-amerikanischer Sänger, Produzent und Songschreiber († 2004)
- 03. Februar: Michael Cimino, US-amerikanischer Filmregisseur († 2016)
- 03. Februar: Wolfgang Kilian, deutscher Jurist
- 05. Februar: Robert Antretter, deutscher Politiker und MdB
- 05. Februar: Milton Cruz, dominikanischer Pianist († 1998)
- 05. Februar: Evžen Zámečník, tschechischer Komponist und Professor († 2018)
- 07. Februar: Horst Gründer, deutscher Historiker
- 07. Februar: Hermann Lause, deutscher Schauspieler († 2005)
- 07. Februar: Niels Jørgen Steen, dänischer Pianist und Musiker
- 08. Februar: François Ponchaud, französischer Priester († 2025)
- 08. Februar: Peter Röhlinger, Oberbürgermeister von Jena
- 08. Februar: Egon Zimmermann, österreichischer Skirennläufer († 2019)
- 09. Februar: Rick Abao, US-amerikanischer Jazzmusiker, Komponist und Entertainer († 2002)
- 09. Februar: Dieter Hägermann, deutscher Historiker († 2006)
- 09. Februar: Haide Klüglein, deutsche Schwimmerin († 2020)
- 09. Februar: Péter Kovács, ungarischer Kunsthistoriker
- 09. Februar: Reiner Pfeiffer, deutscher Journalist († 2015)
- 09. Februar: Janet Suzman, südafrikanische Schauspielerin
- 09. Februar: Primo Zamparini, italienischer Boxer († 2024)
- 10. Februar: Adrienne Clarkson, kanadische Journalistin, Autorin und Diplomatin
- 10. Februar: Barbara Kolb, US-amerikanische Komponistin († 2024)
- 11. Februar: Okay Temiz, türkischer Jazz-Schlagzeuger, Perkussionist, Bandleader und Komponist
- 12. Februar: Peter-Wolf Ascher, österreichischer Neurochirurg († 2023)
- 12. Februar: Ray Manzarek, US-amerikanischer Musiker (The Doors) († 2013)
- 12. Februar: Jürgen Vahlberg, deutscher Unternehmer und Politiker
- 13. Februar: Kemal Alemdaroğlu, türkischer Professor und Doktor der Medizin
- 13. Februar: Knut Amelung, deutscher Strafrechtswissenschaftler († 2016)
- 13. Februar: Peter D. Groenewegen, australischer Wirtschaftswissenschaftler niederländischer Herkunft  († 2018)
- 13. Februar: Beate Klarsfeld, deutsch-französische Journalistin
- 13. Februar: Waleri Iljitsch Roschdestwenski, russischer Kosmonaut († 2011)
- 14. Februar: Razzy Bailey, US-amerikanischer Country-Sänger und Songwriter († 2021)
- 14. Februar: Johanna Dohnal, österreichische Politikerin (SPÖ) († 2010)
- 14. Februar: Eugene Fama, US-amerikanischer Wirtschaftswissenschaftler
- 14. Februar: Friedrich Kuhlmann, deutscher Agrarökonom
- 14. Februar: Herbert Meyer, deutscher Springreiter
- 15. Februar: Ole Ellefsæter, norwegischer Skilangläufer und Leichtathlet († 2022)
- 15. Februar: William Van Horn, US-amerikanischer Zeichner, der seit 1988 Disney-Comics zeichnet
- 16. Februar: Brian Large, britischer Fernsehregisseur für Opernaufnahmen
- 16. Februar: Czesław Niemen, polnischer Rocksänger († 2004)
- 16. Februar: Adelheid D. Tröscher, deutsche Politikerin und Pädagogin
- 17. Februar: Roy Addison, britischer Boxer († 2021)
- 18. Februar: Britt Kersten, deutsche Schlagersängerin
- 18. Februar: Federico Moleiro, venezolanischer Lyriker
- 19. Februar: Wladimir Andrejewitsch Atlantow, russischer Opernsänger
- 19. Februar: Jean-Pierre Aubin, französischer Mathematiker
- 19. Februar: Maxwell Richard Bennett, australischer Hirnforscher
- 19. Februar: Petra Krause, deutsch-italienische Terroristin († 2025)
- 20. Februar: Gerhard Zickenrott, deutscher Gewerkschafter (FDGB) und Politiker (SED)
- 21. Februar: Börje Nils Ahlstedt, schwedischer Schauspieler und Regisseur
- 21. Februar: Ulrich Briefs, deutsche|r Volkswissenschaftler († 2005)
- 22. Februar: Rüdiger Minor, Bischof der Evangelisch-methodistischen Kirche († 2017)
- 22. Februar: Gōzō Yoshimasu, japanischer Lyriker
- 23. Februar: Denis Arndt, US-amerikanischer Fernseh- und Filmschauspieler († 2025)
- 24. Februar: Marisa Mell, österreichische Schauspielerin († 1992)
- 24. Februar: John Neumeier, US-amerikanischer Tänzer, Choreograph
- 26. Februar: George Flint, US-amerikanischer American-Football-Spieler
- 26. Februar: Ulli Kinalzik, deutscher Schauspieler
- 27. Februar: Franco Sbarro, italienischer Designer und Entwickler von Kraftfahrzeugen
- 27. Februar: Kenzō Takada, japanischer Modedesigner († 2020)
- 28. Februar: Paolo Bonacelli, italienischer Schauspieler
- 28. Februar: John Fahey, US-amerikanischer Fingerstyle-Gitarrist und -Komponist, Musikwissenschaftler und Plattenlabel-Gründer († 2001)
- 28. Februar: Erika Pluhar, österreichische Schauspielerin, Sängerin und Autorin
- 28. Februar: Daniel Chee Tsui, chinesisch-amerikanischer Physiker, Nobelpreisträger

### März
- 01. März: Dieter Asmus, deutscher Maler und Grafiker
- 01. März: Leo Brouwer, kubanischer klassischer Gitarrist und Komponist
- 01. März: Don Talbert, US-amerikanischer American-Football-Spieler
- 01. März: Tzvetan Todorov, bulgarisch-französischer Philosoph und Essayist († 2017)
- 01. März: Little Joe Washington, US-amerikanischer Bluesgitarrist und Sänger († 2014)
- 01. März: David Weatherley, britisch-neuseeländischer Schauspieler († 2024)
- 02. März: Marcelle Deschênes, kanadische Komponistin
- 03. März: Rudolf Bayer, deutscher Informatiker
- 03. März: Ariane Mnouchkine, französische Theater- und Filmregisseurin, Theaterleiterin und Autorin Ariane Mnouchkine (1986)

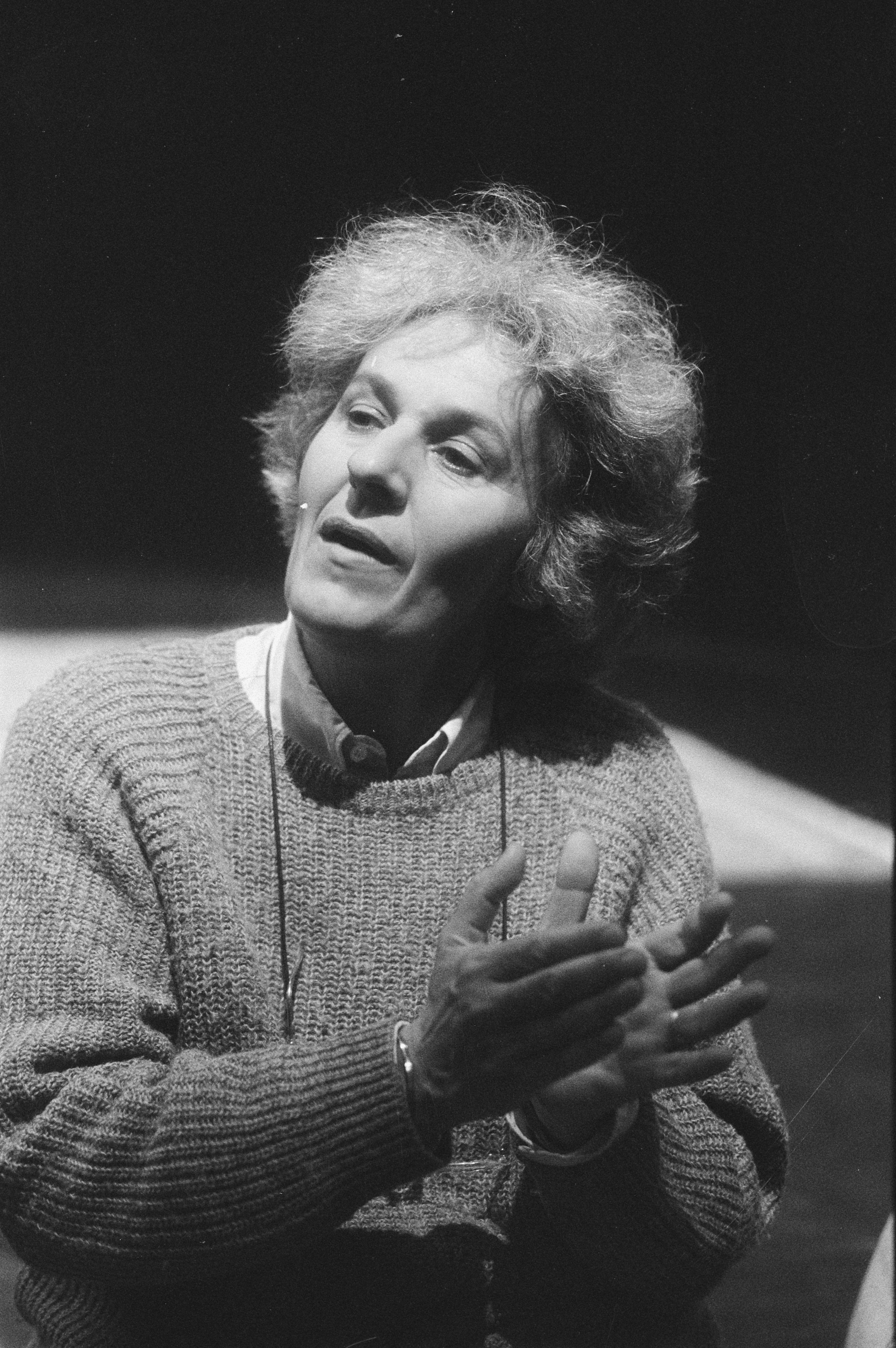
Ariane Mnouchkine (1986)

- 04. März: Gerd Helbig, deutscher Fernsehjournalist († 2025)
- 04. März: Hans Jürgen Wenzel, deutscher Komponist, Dirigent und Hochschullehrer († 2009)
- 05. März: Wolf Bauer, deutscher Politiker, MdB
- 05. März: Charles Fuller, US-amerikanischer Dramatiker († 2022)
- 05. März: Tony Rundle, australischer Politiker († 2025)
- 06. März: Kit Bond, US-amerikanischer Politiker († 2025)
- 06. März: Peter Glotz, deutscher Politiker († 2005)
- 06. März: Canelita Medina, venezolanische Sängerin († 2023)
- 06. März: Adam Osborne, britischer Erfinder des Laptops († 2003)
- 06. März: Marsilio Pasotti, italienischer Automobilrennfahrer († 1989)
- 07. März: Danyel Gérard, französischer Schlagersänger und Komponist
- 07. März: Panajot Pano, albanischer Fußballspieler († 2010)
- 08. März: Mike Lowry, US-amerikanischer Politiker († 2017)
- 08. März: Gerald Schreck, US-amerikanischer Segler († 2022)
- 08. März: Lidija Pawlowna Skoblikowa, russische Eisschnellläuferin und Olympiasiegerin Lidija Skoblikowa (1967)

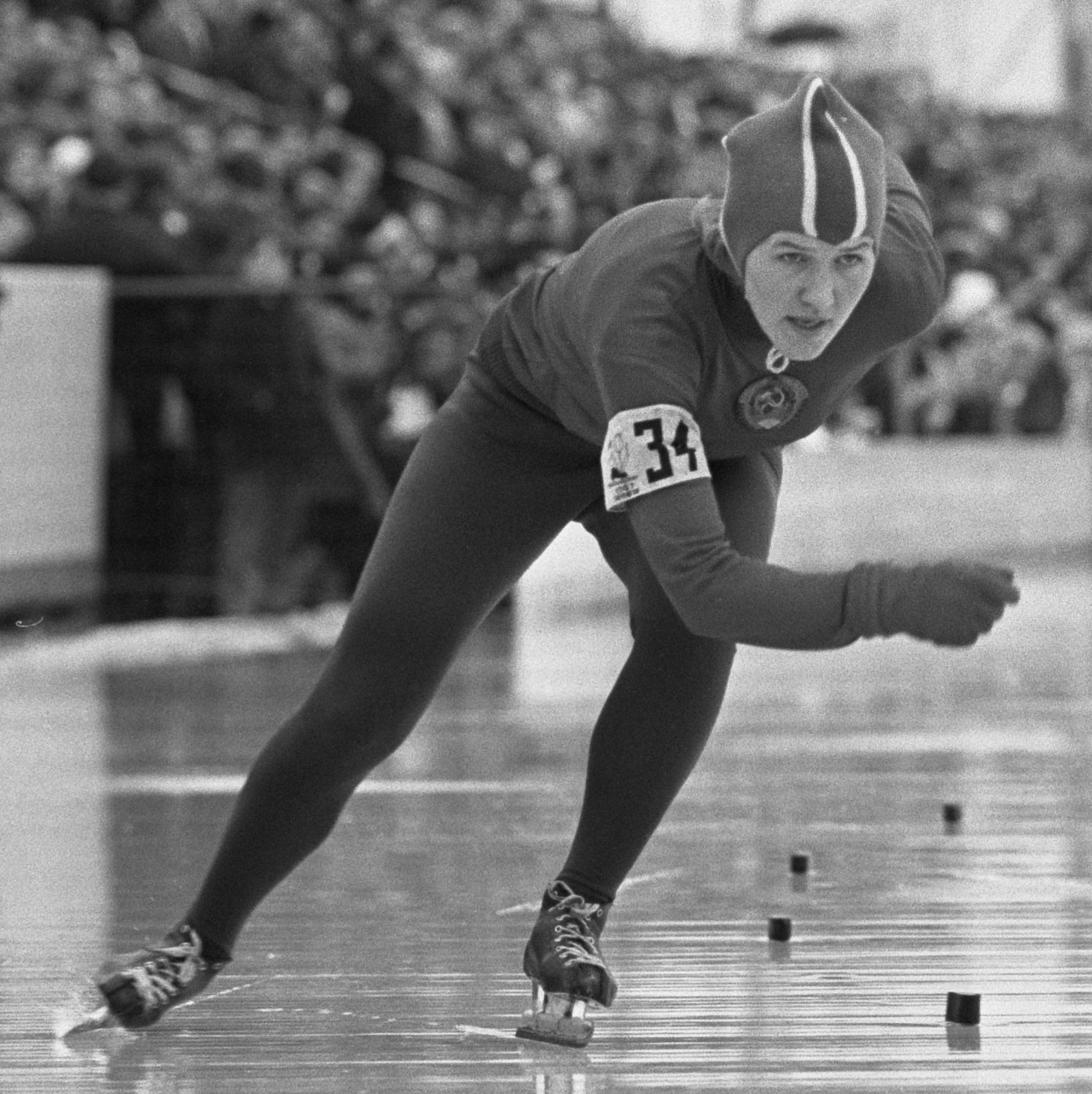
Lidija Skoblikowa (1967)

- 08. März: Paride Tumburus, italienischer Fußballspieler und -trainer († 2015)
- 08. März: Harry Zörnack, deutscher Handballspieler
- 09. März: Jean-Pierre Chevènement, französischer Politiker
- 09. März: Jochen Pützenbacher, deutscher Hörfunkmoderator († 2019)
- 09. März: Rohan de Saram, britischer Cellist († 2024)
- 09. März: Benjamin Zander, englischer Dirigent
- 10. März: Carlo Furlanis, italienischer Fußballspieler († 2013)
- 10. März: Hugh Johnson, britischer Weinkritiker
- 10. März: Irina Press, sowjetische Leichtathletin († 2004)
- 10. März: Heinz Schulthess, Schweizer Unternehmer und Automobilrennfahrer
- 11. März: Flaco Jiménez, mexikanisch-US-amerikanischer Musiker († 2025)
- 12. März: Martha Schad, deutsche Historikerin und Autorin
- 13. März: Youhanna Fouad El-Hage, Erzbischof, Bischof von Tripoli († 2005)
- 13. März: Gerbert Hübsch, deutscher Bundesrichter
- 13. März: Neil Sedaka, US-amerikanischer Sänger und Songschreiber
- 14. März: Bertrand Blier, französischer Filmregisseur († 2025)
- 14. März: Yves Boisset, französischer Regisseur und Drehbuchautor († 2025)
- 14. März: Keiji Nakazawa, japanischer Mangaka († 2012)
- 15. März: Ted Kaufman, US-amerikanischer Politiker
- 17. März: Peter Aust, deutscher Schauspieler und Synchronsprecher († 1996)
- 17. März: Nurcholis Madjid, Denker und Gelehrter Indonesiens († 2005)
- 17. März: Astrid Lucke, deutsche Keramikerin
- 17. März: Giovanni Trapattoni, italienischer Fußballspieler und -trainer Giovanni Trapattoni (2013)

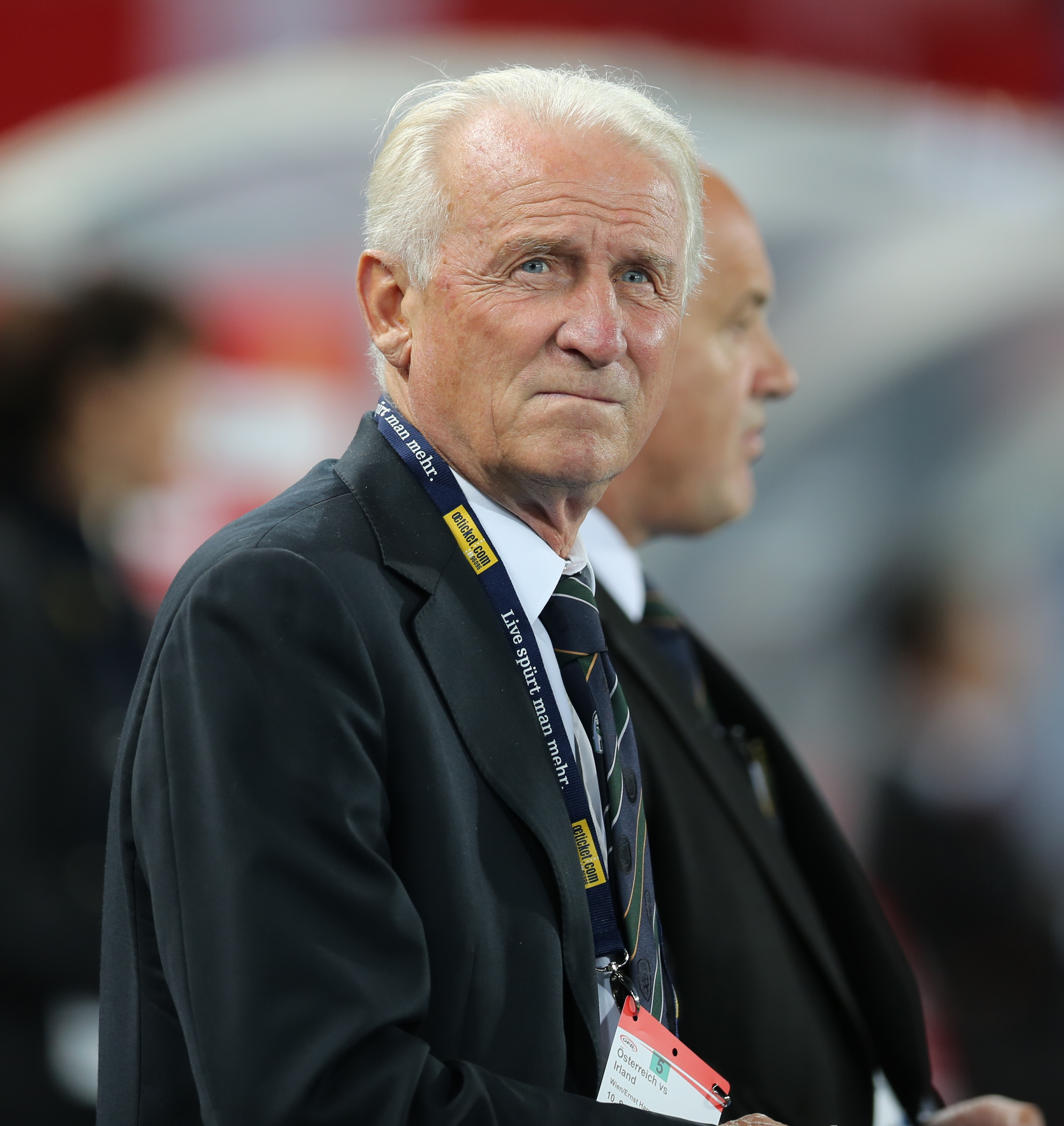
Giovanni Trapattoni (2013)

- 18. März: Ronald Franklin Atkinson, englischer Fußballspieler, Fußballtrainer und Fußballexperte
- 18. März: Angelo Bergamonti, italienischer Motorradrennfahrer († 1971)
- 18. März: Július Holeš, tschechoslowakischer Fußballtorwart († 2021)
- 18. März: Peter Kraus,  österreichischer Schauspieler und Sänger Peter Kraus (2006)

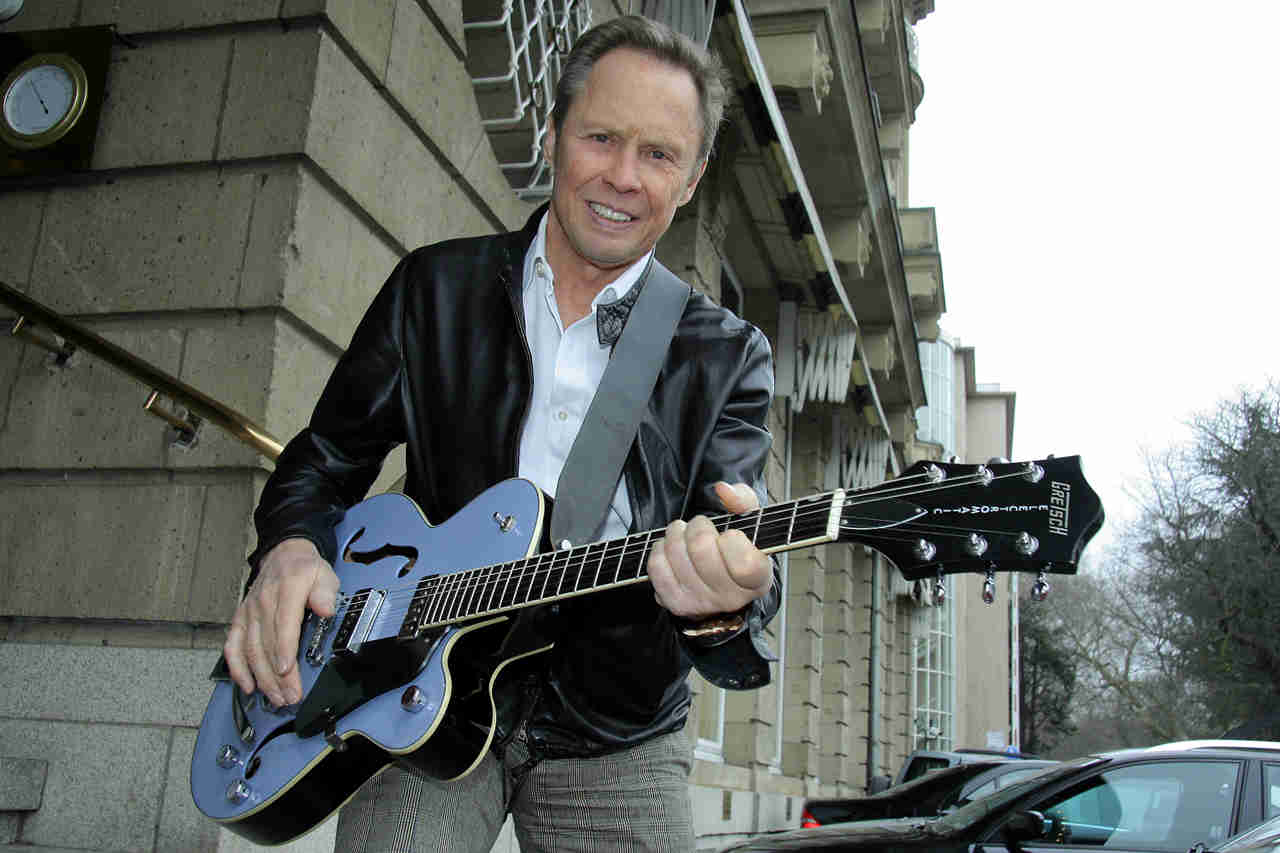
Peter Kraus (2006)

- 18. März: Hans-Peter Lemmel, deutscher Jurist
- 18. März: Tibor R. Machan, US-amerikanischer Philosoph († 2016)
- 18. März: Klaus Teuchert, deutscher Endurosportler († 2022)
- 18. März: Jean-Pierre Wallez, französischer Geiger und Musikpädagoge
- 19. März: Peter Marzinkowski, deutscher Spiritanerpater und Bischof in der Zentralafrikanischen Republik († 2024)
- 20. März: Brian Mulroney, kanadischer Politiker († 2024)
- 20. März: Giorgio Rossano, italienischer Fußballspieler († 2016)
- 21. März: Herbert Amry, österreichischer Diplomat und Nahost-Experte († 1985)
- 21. März: Ronnie Haig, US-amerikanischer Rockabilly-Musiker
- 21. März: Patricia Viterbo, französische Schauspielerin († 1966)
- 22. März: Alice Miller, US-amerikanische Politikerin
- 22. März: Dietz-Rüdiger Moser, deutscher Volkskundler († 2010)
- 22. März: Klaus Prüsse, deutscher Handballtorwart
- 23. März: Robin Herd, englischer Ingenieur und Rennwagen-Konstrukteur († 2019)
- 23. März: Gerda Lepke, deutsche Malerin
- 23. März: Boris Tischtschenko, russischer Komponist († 2010)
- 24. März: Masaaki Ueki, japanischer Karateka, Träger des 10. Dan († 2024)
- 26. März: Elmar Frings, Moderner Fünfkämpfer († 2002)
- 26. März: Jens Reich, deutscher Biologe, Mitglied im Nationalen Ethikrat Deutschlands
- 27. März: Lawrence Eugene Brandt, US-amerikanischer römisch-katholischer Bischof († 2025)
- 27. März: Eugen Brixel, österreichischer Komponist für Blasmusik († 2000)
- 28. März: Carl-Dieter Spranger, deutscher Politiker
- 29. März: Terence Hill, italienischer Schauspieler
- 29. März: Hanumant Singh, indischer Cricketspieler († 2006)
- 30. März: Donald Adamson, britischer Historiker († 2024)
- 30. März: Robert Herbin, französischer Fußballspieler und -trainer († 2020)
- 30. März: Jiří Hrzán, tschechischer Schauspieler († 1980)
- 30. März: Arend Oetker, deutscher Unternehmer Arend Oetker (2019)

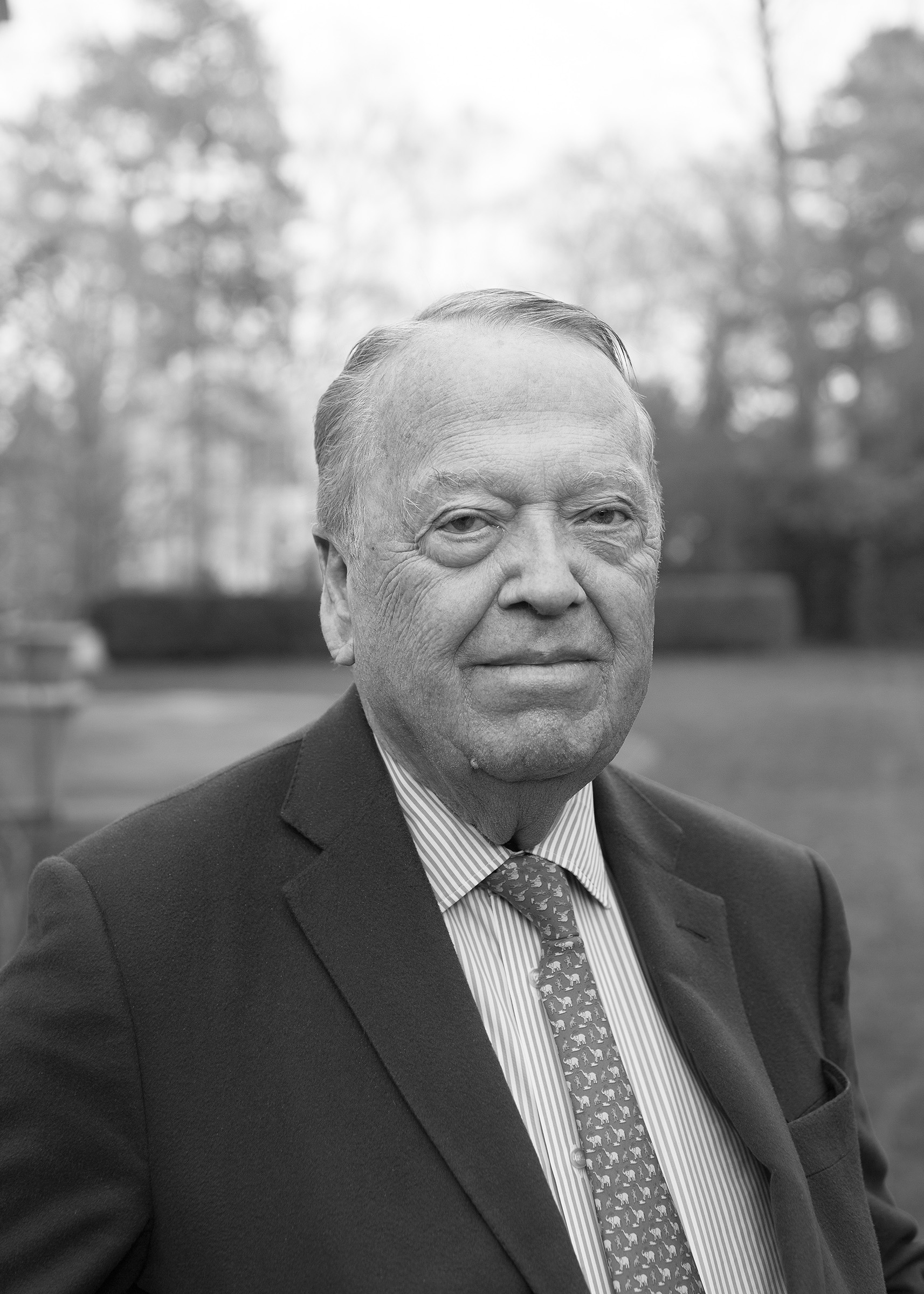
Arend Oetker (2019)

- 30. März: Christine Wolter, deutsche Schriftstellerin
- 31. März: Mary B. Anderson, US-amerikanische Ökonomin
- 31. März: Swiad Gamsachurdia, georgischer Dissident und Staatspräsident († 1993)
- 31. März: Volker Schlöndorff, deutscher Filmregisseur und Produzent Volker Schlöndorff (2009)

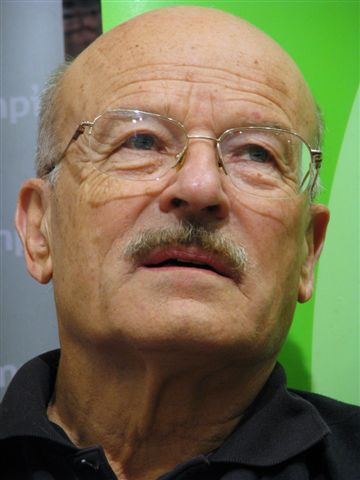
Volker Schlöndorff (2009)

- 31. März: Karl-Heinz Schnellinger, deutscher Fußballspieler († 2024) Karl-Heinz Schnellinger (1968)

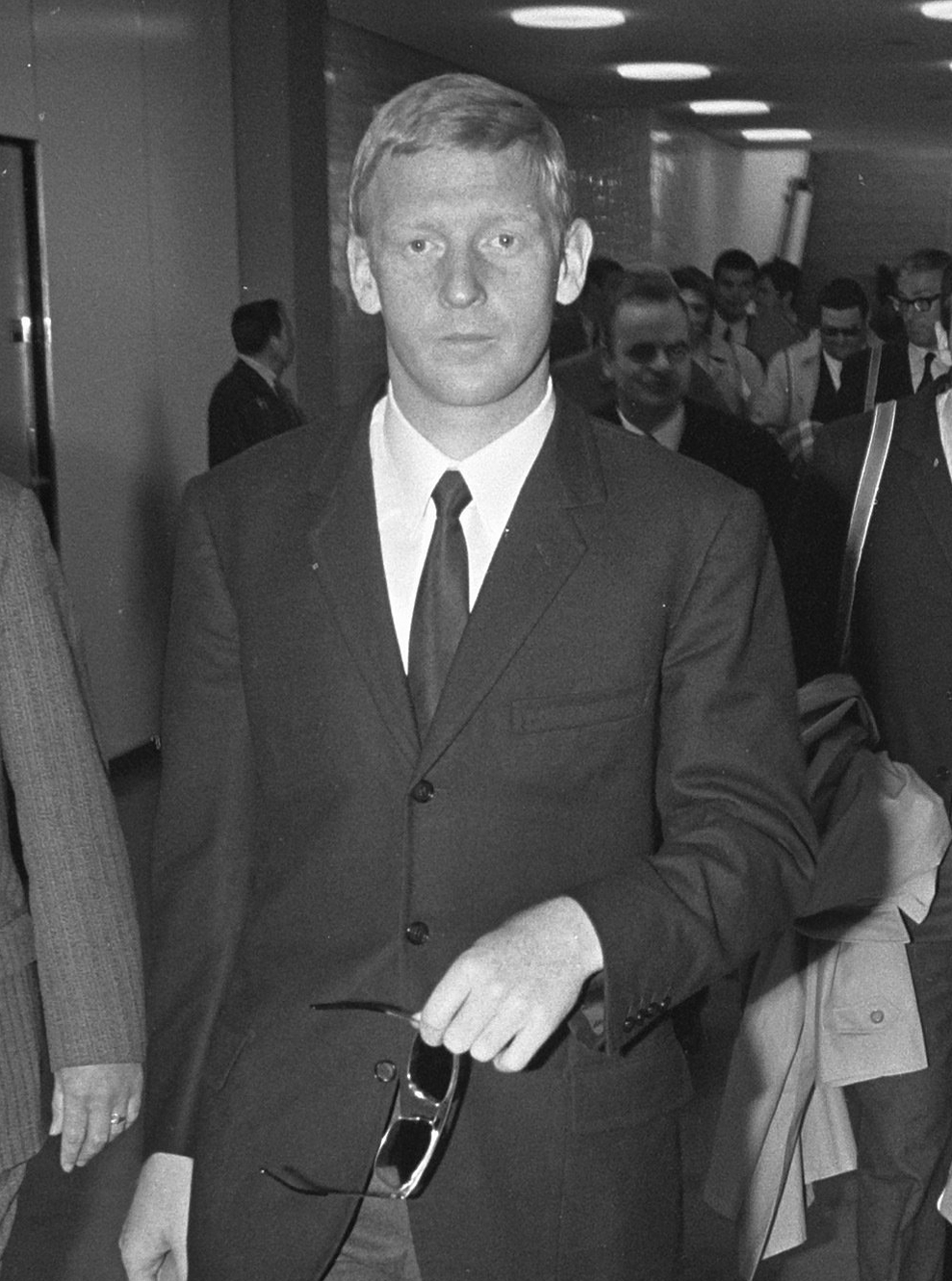
Karl-Heinz Schnellinger (1968)

- 31. März: Hiltigund Schreiber, österreichische Kunsthistorikerin († 2023)

### April
- 01. April: Horst Adam, sorbischer Journalist, Schriftsteller und Publizist
- 01. April: Wilhelm Bungert, deutscher Tennisspieler
- 01. April: Witali Semjonowitsch Dawydow, russischer Eishockeyspieler
- 01. April: Binnette Lipper, US-amerikanische Komponistin und Musikpädagogin († 2016)
- 01. April: Ali MacGraw, US-amerikanische Schauspielerin
- 01. April: Fausto Tenzi, Schweizer Opernsänger
- 02. April: Reinhard Bentmann, deutscher Kunsthistoriker und Denkmalpfleger († 2025)
- 02. April: Marvin Gaye, US-amerikanischer Soul- und R&B-Sänger († 1984) Marvin Gaye

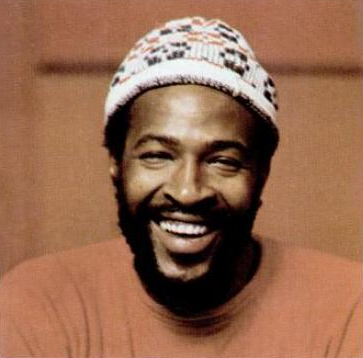
Marvin Gaye

- 02. April: Jack Wilson, kanadischer Eishockeyspieler († 2021)
- 03. April: Henning Venske, deutscher Schauspieler, Kabarettist, Moderator und Schriftsteller
- 03. April: Rudolf Vesper, deutscher Ringer
- 04. April: Oscar Fulloné, argentinischer Fußballspieler und -trainer († 2017)
- 04. April: Ernie Terrell, US-amerikanischer Schwergewichtsboxer († 2014)
- 04. April: Danny Thompson, britischer Kontrabassist
- 05. April: Miguel Angel Aguilar Miranda, ecuadorianischer Priester und Militärbischof († 2025)
- 05. April: Moses Ali, ugandischer Politiker
- 05. April: Haidar Abu Bakr al-Attas, Premierminister des Südjemen
- 05. April: Roger Davis, US-amerikanischer Schauspieler
- 05. April: Leka Zogu, albanischer Politiker († 2011)
- 06. April: Heinz Grossekettler, deutscher Volkswirt († 2019)
- 06. April: Cor Veldhoen, niederländischer Fußballspieler († 2005)
- 07. April: Bernd Brinkmann, deutscher Rechtsmediziner
- 07. April: Francis Ford Coppola, US-amerikanischer Regisseur und Produzent Francis Ford Coppola (2007)

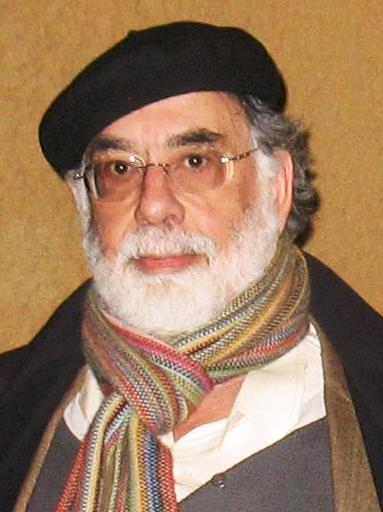
Francis Ford Coppola (2007)

- 07. April: Vaçe Zela, albanische Sängerin († 2014)
- 08. April: Edwin Frederick O’Brien, US-amerikanischer Kurienkardinal
- 09. April: Ida Galli, italienische Schauspielerin
- 09. April: Gernot Roll, deutscher Kameramann († 2020)
- 10. April: Hans Kloft, deutscher Althistoriker
- 10. April: Claudio Magris, italienischer Schriftsteller
- 11. April: Louise Lasser, US-amerikanische Schauspielerin
- 12. April: Alan Ayckbourn, britischer Dramatiker
- 12. April: Peter Giger, Schweizer Perkussionist und Bandleader
- 12. April: Klaus Sames, deutscher Gerontologe
- 13. April: Seamus Heaney, irischer Schriftsteller und Literatur-Nobelpreisträger († 2013)
- 13. April: Alois Kälin, Schweizer nordischer Kombinierer und Skilangläufer
- 13. April: Peter Ruckenbauer, österreichischer Agrarwissenschaftler († 2019)
- 13. April: Josef Wißkirchen, deutscher Sachbuchautor und Heimatforscher
- 15. April: Marty Wilde, britischer Rock-’n’-Roll-Sänger
- 16. April: Karlheinz Essl senior, österreichischer Unternehmer und Kunstsammler
- 16. April: Dusty Springfield, britische Soulsängerin († 1999)
- 18. April: Jorge Anders, argentinischer Bandleader und Arrangeur
- 18. April: Walter Außendorfer, italienischer Rennrodler († 2019)
- 18. April: Cornelius Schnauber, deutscher Professor († 2014)
- 19. April: Peter Berthold, deutscher Biologe, Ethnologe und Zoologe
- 19. April: Ali Chamene’i, politischer und religiöser Führer des Iran
- 19. April: Basil van Rooyen, südafrikanischer Automobilrennfahrer († 2023)
- 20. April: Peter S. Beagle, US-amerikanischer Romanautor und Songschreiber
- 20. April: Gro Harlem Brundtland, norwegische Politikerin
- 20. April: Katherine V. Forrest, kanadische Schriftstellerin
- 20. April: Gerhard Heiberg, norwegischer Geschäftsmann und Sportfunktionär
- 21. April: Helen Prejean, US-amerikanische Ordensschwester und Aktivistin gegen die Todesstrafe
- 21. April: Richard Goedeke, deutscher Bergsteiger, Kletterer und Autor
- 21. April: Georg Radanowicz, Schweizer Filmregisseur und -produzent († 2025)
- 21. April: Dirk Schneider, Mitglied des Deutschen Bundestages und DDR-Agent († 2002)
- 22. April: Jaroslav Krček, tschechischer Komponist und Dirigent
- 22. April: Jason Anthony Miller, US-amerikanischer Schauspieler und Dramatiker († 2001)
- 22. April: Juri Scharow, sowjetischer Fechter († 2021)
- 22. April: Theodor Waigel, deutscher Politiker Theodor Waigel (2012)

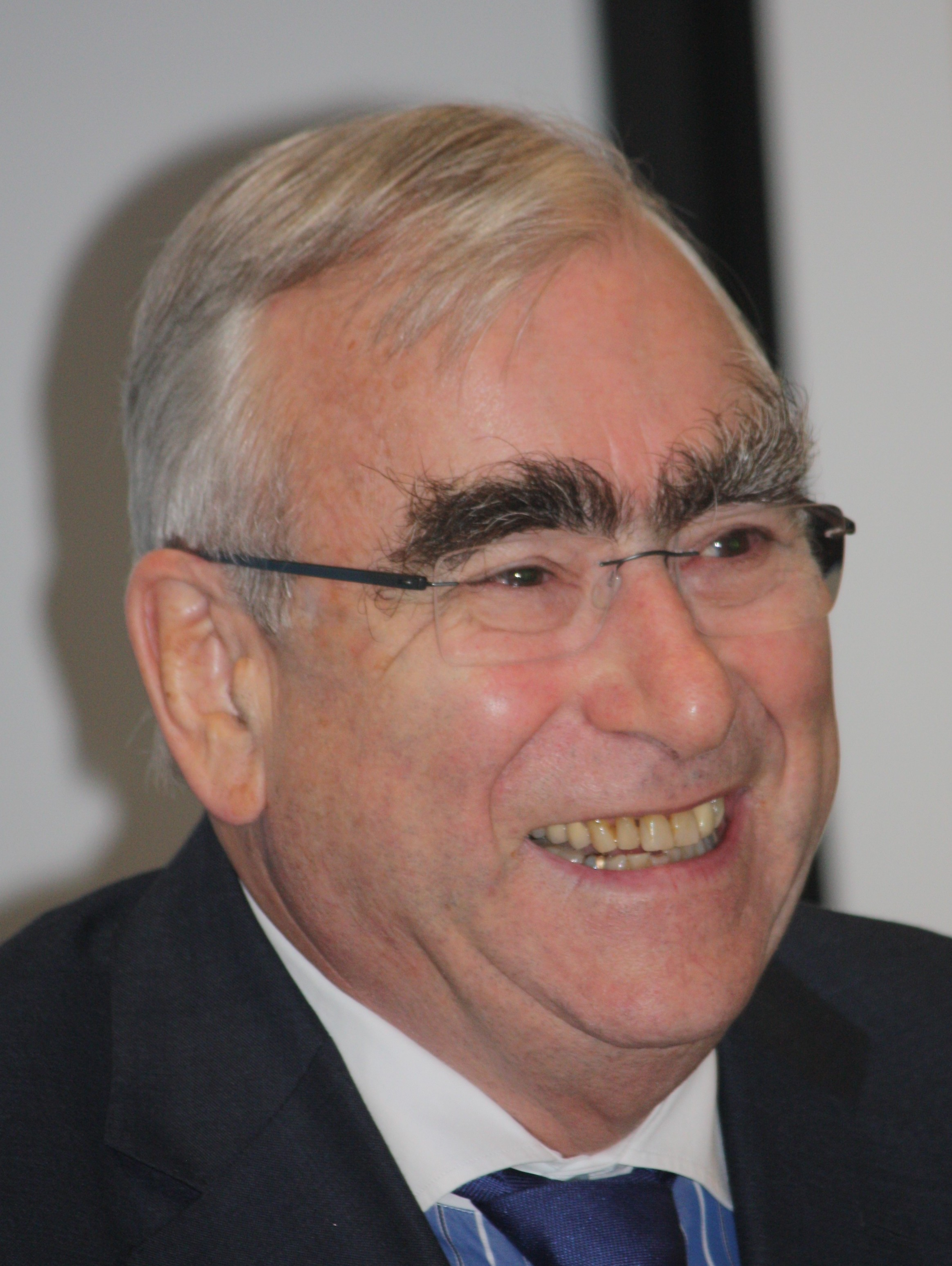
Theodor Waigel (2012)

- 23. April: Lee Majors, US-amerikanischer Schauspieler und Sänger
- 23. April: Ray Peterson, US-amerikanischer Rock-’n’-Roll-Sänger († 2005)
- 23. April: Stanisław Wielgus, Erzbischof von Warschau
- 24. April: Kurt Andersson, schwedischer Fußball-, Bandy- und Eishockeyspieler
- 24. April: Christian Breuer, deutscher Fußballspieler († 2017)
- 24. April: Ernst Zündel, deutscher Holocaust-Leugner († 2017)
- 25. April: Thomas Patrick John Anson, britischer Fotograf († 2005)
- 25. April: Henrik Arildskov, dänischer Gärtner, Berufsschullehrer und Fernsehmoderator
- 25. April: Tarcisio Burgnich, italienischer Fußballspieler († 2021)
- 25. April: Bob Gray, US-amerikanischer Skilangläufer
- 26. April: Klaus Beyer, deutscher Mathematiker
- 26. April: Winfried Krause, deutscher Humorist sächsischer Mundart († 2019)
- 27. April: Stanisław Kardinal Dziwisz, polnischer katholischer Geistlicher, Erzbischof von Krakau
- 27. April: João Bernardo Vieira, guinea-bissauischer Politiker († 2009)
- 28. April: Burkhard Driest, deutscher Schauspieler und Autor († 2020)
- 28. April: Zsigmond Szathmáry, ungarischer Organist, Pianist, Komponist und Dirigent
- 29. April: Jürgen Schitthelm, Mitbegründer und langjähriger Leiter der Schaubühne am Halleschen Ufer
- 30. April: Trautl Brandstaller, österreichische Journalistin, Schriftstellerin und Fernsehredakteurin († 2024)
- 30. April: Nannie Porres, schwedische Sängerin († 2025)
- 000April: Parviz Nikkhah, iranischer Studentenführer († 1979)

### Mai
- 01. Mai: David Aspnes, US-amerikanischer Physiker
- 01. Mai: Johano Strasser, deutscher Politologe, Publizist und Schriftsteller
- 02. Mai: Tony Asher, US-amerikanischer Musiktexter
- 02. Mai: Ernesto Càstano, italienischer Fußballspieler († 2023)
- 02. Mai: Fortunato Franco, indischer Fußballspieler († 2021)
- 02. Mai: Sumio Iijima, japanischer Physiker
- 02. Mai: Heinz Troll, deutscher Politiker († 2020)
- 03. Mai: Renate Schneider, deutsche Turnerin
- 03. Mai: Helmut Thoma, österreichischer Medienmanager († 2025)
- 04. Mai: Renate Apitz, deutsche Schriftstellerin († 2008)
- 04. Mai: Yaqui Núñez del Risco, dominikanischer Journalist, Fernsehmoderator und -Produzent († 2014)
- 04. Mai: Amos Oz, israelischer Schriftsteller († 2018)
- 04. Mai: Helga Steudel, deutsche Motorrad- und Automobilrennfahrerin
- 05. Mai: Cesare Fiorio, italienischer Motorsportteamchef
- 05. Mai: Federica Ranchi, italienische Filmschauspielerin († 2025)
- 05. Mai: Dieter Wiesmann, Schweizer Liedermacher († 2015)
- 05. Mai: Karl-Heinz Wildmoser, deutscher Großgastronom und Sportfunktionär († 2010)
- 06. Mai: Isla Eckinger, schweizerischer Jazzbassist († 2021)
- 06. Mai: Klaus Gerbig, deutscher Hürdenläufer († 1992)
- 06. Mai: Dennis Johnson, jamaikanischer Leichtathlet († 2021)
- 06. Mai: Harald Scheid, deutscher Mathematiker
- 07. Mai: José Antonio Abreu, venezolanischer Komponist († 2018)
- 07. Mai: Marita Böhme, deutsche Schauspielerin
- 07. Mai: Volker Braun, deutscher Schriftsteller
- 07. Mai: Ruud Lubbers, niederländischer Politiker, Hoher Flüchtlingskommissar der Vereinten Nationen († 2018) Ruud Lubbers (1985)

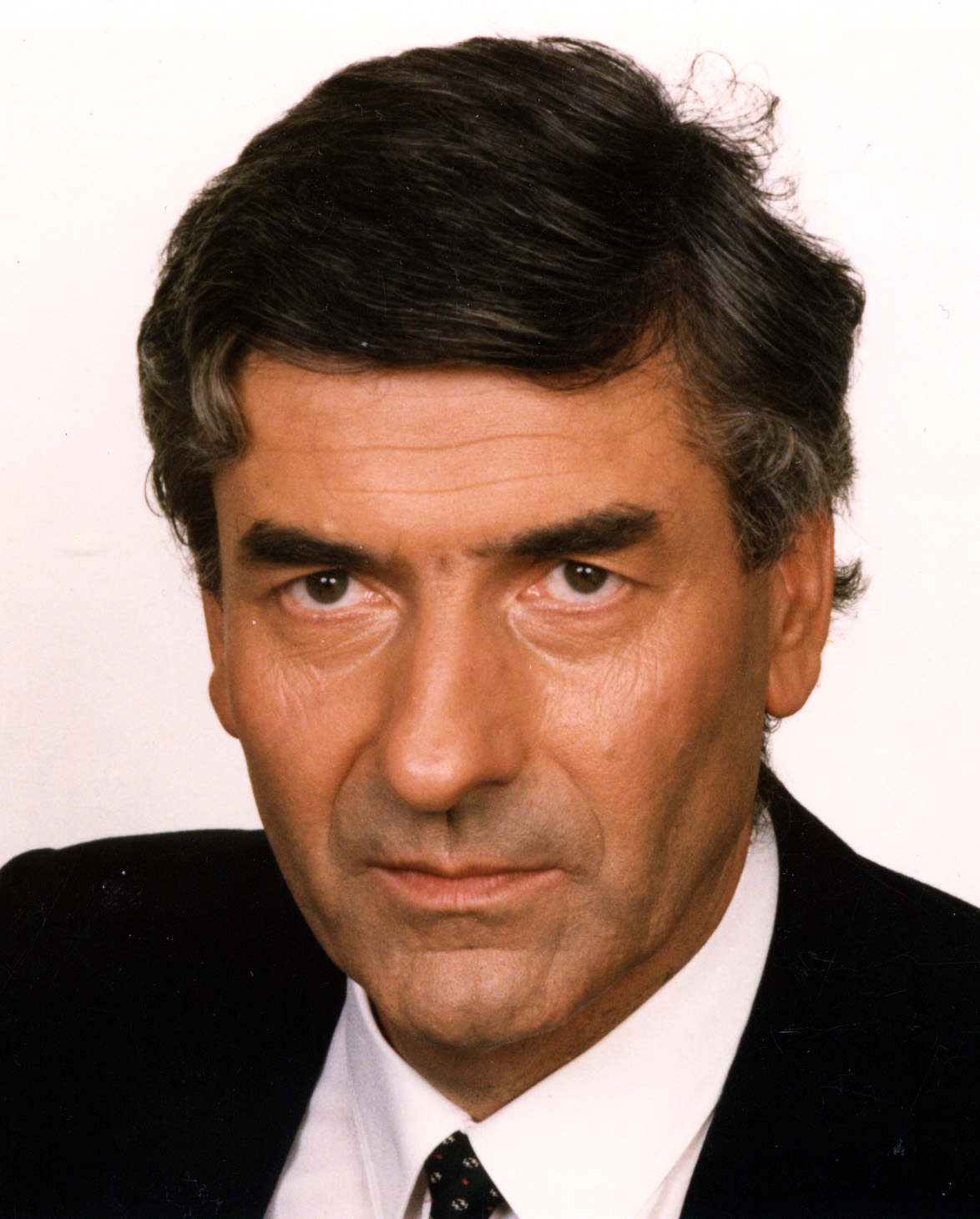
Ruud Lubbers (1985)

- 07. Mai: W. D. Valgardson, kanadischer Schriftsteller
- 08. Mai: Bernd J. Diebner, deutscher evangelischer Theologe, Pfarrer, Alttestamentler, Kirchenhistoriker und Koptologe († 2023)
- 08. Mai: Paul Drayton, US-amerikanischer Sprinter und Olympiasieger († 2010)
- 08. Mai: Hans Eugen Frischknecht, Schweizer Komponist
- 08. Mai: Bill Watrous, US-amerikanischer Jazzposaunist († 2018)
- 09. Mai: Ralph Boston, US-amerikanischer Leichtathlet († 2023)
- 09. Mai: Pierre Desproges, französischer Humorist, Autor und Fernseh-Kabarettist († 1988)
- 09. Mai: Bruce Mather, kanadischer Komponist
- 09. Mai: Ion Țiriac, rumänischer Geschäftsmann und Sportler
- 09. Mai: Ken Warby, australischer Rennbootfahrer († 2023)
- 10. Mai: Robert Darnton, US-amerikanischer Historiker
- 10. Mai: Uwe Wandrey, deutscher Schriftsteller
- 11. Mai: Henning Boëtius, deutscher Schriftsteller († 2022)
- 11. Mai: Christoph Haehling von Lanzenauer, deutscher Professor für Betriebswirtschaftslehre
- 11. Mai: Renato Ascencio León, mexikanischer Bischof († 2022)
- 11. Mai: R. Dean Taylor, kanadischer Sänger, Songschreiber und Produzent († 2022)
- 12. Mai: Daniel Acharuparambil, indischer Erzbischof von Verapoly († 2009)
- 12. Mai: Uta Hallant, deutsche Schauspielerin und Synchronsprecherin († 2022)
- 12. Mai: Ron Ziegler, Pressesprecher im Weißen Haus unter Richard Nixon († 2003)
- 13. Mai: Peter Frenkel, deutscher Leichtathlet
- 13. Mai: Harvey Keitel, US-amerikanischer Schauspieler
- 13. Mai: Hildrun Laufer, deutsche Leichtathletin
- 14. Mai: Veruschka von Lehndorff, deutsches Fotomodell, Schauspielerin
- 14. Mai: Rupert Neudeck, deutscher Menschenrechtsaktivist († 2016)
- 14. Mai: Reinhard Smolana, deutscher Bodybuilder († 2025)
- 15. Mai: Mehmet Aksoy, türkischer Bildhauer
- 15. Mai: Wataru Asō, japanischer Gouverneur († 2025)
- 15. Mai: Stanisław Dróżdż, polnischer Lyriker († 2009)
- 16. Mai: Eugenio Dal Corso, italienischer Bischof und Kardinal († 2024)
- 16. Mai: Wilhelm Romatzeck, deutscher Brigadegeneral († 2023)
- 17. Mai: Manuel Agujetas, spanischer Flamenco-Sänger († 2015)
- 17. Mai: David H. Ahl, US-amerikanischer Autor
- 17. Mai: Dieter Schulz, deutscher Fußballspieler († 2018)
- 18. Mai: Silvana Armenulić, jugoslawische Folk-Sängerin († 1976)
- 18. Mai: Hark Bohm, deutscher Schauspieler, Regisseur und Drehbuchautor
- 18. Mai: Giovanni Falcone, italienischer Jurist, Mafia-Jäger († 1992)
- 19. Mai: Mariano Agate, italienischer Krimineller († 2013)
- 19. Mai: Livio Berruti, italienischer Leichtathlet
- 19. Mai: Sonny Fortune, amerikanischer Jazzmusiker († 2018)
- 19. Mai: James Fox, britischer Schauspieler
- 19. Mai: Willi Kauhsen, deutscher Automobilrennfahrer und Rennstallbesitzer
- 19. Mai: Nancy Kwan, chinesisch-amerikanische Schauspielerin
- 19. Mai: Jānis Lūsis, sowjetischer Speerwerfer und Olympiasieger († 2020)
- 19. Mai: Tomasz Sikorski, polnischer Komponist († 1988)
- 20. Mai: Gerhard Beenders, deutscher Brigadegeneral
- 20. Mai: Hans-Dieter Möller, deutscher Organist und Musikpädagoge
- 20. Mai: Roc LaRue, US-amerikanischer Rockabilly-Musiker († 2019)
- 21. Mai: Heinz Holliger, Schweizer Oboist und Komponist
- 21. Mai: Ivo Mahlknecht, italienischer Skirennläufer († 2020)
- 22. Mai: Bob Dyer, US-amerikanischer Singer-Songwriter, Autor und Filmemacher († 2007)
- 22. Mai: Árni Egilsson, isländischer Bassist und Komponist
- 22. Mai: Dieter Prochnow, deutscher Schauspieler
- 22. Mai: Werner Schopp, deutscher Fußballspieler († 2020)
- 22. Mai: Ian Underwood, US-amerikanischer Musiker
- 23. Mai: Volker Bräutigam, deutscher Komponist und Kirchenmusiker († 2022)
- 23. Mai: Michel Colombier, französischer Filmkomponist († 2004)
- 23. Mai: Reinhard Hauff, deutscher Regisseur
- 23. Mai: Marvin Stamm, US-amerikanischer Jazztrompeter
- 23. Mai: Konrad Toenz, Schweizer Radiojournalist und Fernsehmoderator († 2015)
- 23. Mai: Kent Westberry, US-amerikanischer Country- und Rockabilly-Musiker
- 24. Mai: Rick Kiefer, US-amerikanischer Jazztrompeter († 2025)
- 24. Mai: Helga Piur, deutsche Schauspielerin
- 25. Mai: Mike Harris, rhodesischer Automobilrennfahrer († 2021)
- 25. Mai: Ian McKellen, britischer Film- und Theaterschauspieler Ian McKellen

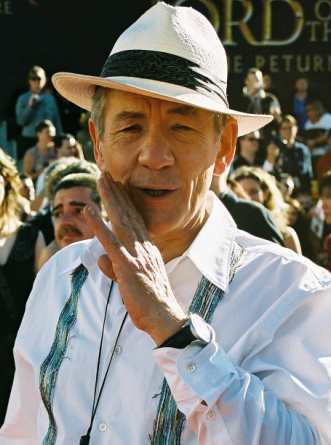
Ian McKellen

- 25. Mai: Klaus Naumann, deutscher General
- 26. Mai: Manfred Kanther, deutscher Politiker
- 26. Mai: Merab Kostawa, georgischer Dissident († 1989)
- 26. Mai: Michel Merlet, französischer Komponist und Musikpädagoge
- 27. Mai: Lena Anderson, schwedische Kinderbuchillustratorin
- 27. Mai: Don Williams, US-amerikanischer Country-Sänger († 2017)
- 28. Mai: Maeve Binchy, irische Schriftstellerin und Kolumnistin († 2012)
- 28. Mai: Wilfried Lorenz, deutscher Mediziner († 2014)
- 28. Mai: Alfred Stingl, österreichischer Politiker († 2025)
- 29. Mai: Bernd Schmidbauer, deutscher Politiker und MdB
- 29. Mai: Rodolfo „Popo“ Sánchez, mexikanischer Musiker († 2025)
- 29. Mai: Al Unser, US-amerikanischer Automobilrennfahrer († 2021)
- 30. Mai: Dieter Quester, österreichischer Motorboot-, Motorrad- und Automobilrennfahrer
- 31. Mai: John S. Herrington, US-amerikanischer Politiker
- 31. Mai: Klaus Zwickel, deutscher Gewerkschafter

### Juni
- 01. Juni: Roberto Aguerre Ravizza, uruguayischer Bildhauer, Historiker, Architekt und Filmregisseur
- 01. Juni: Bernd Krewer, deutscher Forstmann, Jagdkynologe und Sachbuchautor († 2020)
- 02. Juni: Stuart S. Antman, US-amerikanischer Mathematiker
- 03. Juni: Antonio Arregui Yarza, spanischer Geistlicher und Erzbischof
- 03. Juni: Manfred Hering, deutscher Jazzsaxophonist
- 03. Juni: Ian Hunter, britischer Rockmusiker
- 04. Juni: Margrit Schriber, Schweizer Schriftstellerin
- 05. Juni: Joe Clark, kanadischer Politiker
- 05. Juni: Margaret Drabble, britische Schriftstellerin und Literaturkritikerin
- 05. Juni: Manuel de Elías, mexikanischer Komponist
- 06. Juni: Louis Andriessen, niederländischer Komponist und Lehrer († 2021)
- 07. Juni: Klaus Hirche, deutscher Eishockeytorwart und -trainer († 2022)
- 07. Juni: Hans-Christian Ströbele, deutscher Rechtsanwalt und Politiker († 2022)
- 08. Juni: Herbert Allen Adderley, US-amerikanischer American-Football-Spieler († 2020)
- 08. Juni: Klaus Bochmann, deutscher Romanist und Soziolinguist
- 08. Juni: Gerhard Amendt, deutscher Soziologe
- 08. Juni: Günter Amendt, deutscher Sozialwissenschaftler, Sexualtherapeut, Drogenexperte und Autor († 2011)
- 08. Juni: Dietrich Bahner junior, deutscher Politiker und MdB († 2009)
- 08. Juni: Norman Davies, britischer Historiker
- 08. Juni: Manfred Overhaus, Staatssekretär im Bundesfinanzministerium († 2019)
- 08. Juni: Johann Schädler, liechtensteinischer Rennrodler († 1988)
- 09. Juni: David Hobbs, britischer Automobilrennfahrer
- 09. Juni: Dick Vitale, US-amerikanischer Sportreporter
- 09. Juni: Charles Webb, US-amerikanischer Schriftsteller († 2020)
- 10. Juni: Howard Burns, britischer Architekturhistoriker († 2025)
- 10. Juni: Chuck Ferries, US-amerikanischer Skirennläufer († 2025)
- 10. Juni: Karl-Heinz Hornhues, deutscher Politiker
- 11. Juni: Wilma Burgess, US-amerikanische Country-Sängerin († 2003)
- 11. Juni: Rachael Heyhoe Flint, Baroness Heyhoe Flint, englische Cricketspielerin († 2017)
- 11. Juni: Herbert Knoblich, deutscher Politiker († 2021)
- 11. Juni: Boje Maaßen, deutscher Pädagoge und Mitbegründer der Grünen
- 11. Juni: Salvatore Nunnari, italienischer Erzbischof
- 11. Juni: Jackie Stewart, britischer Automobilrennfahrer Jackie Stewart (rechts) mit John Surtees (1971)

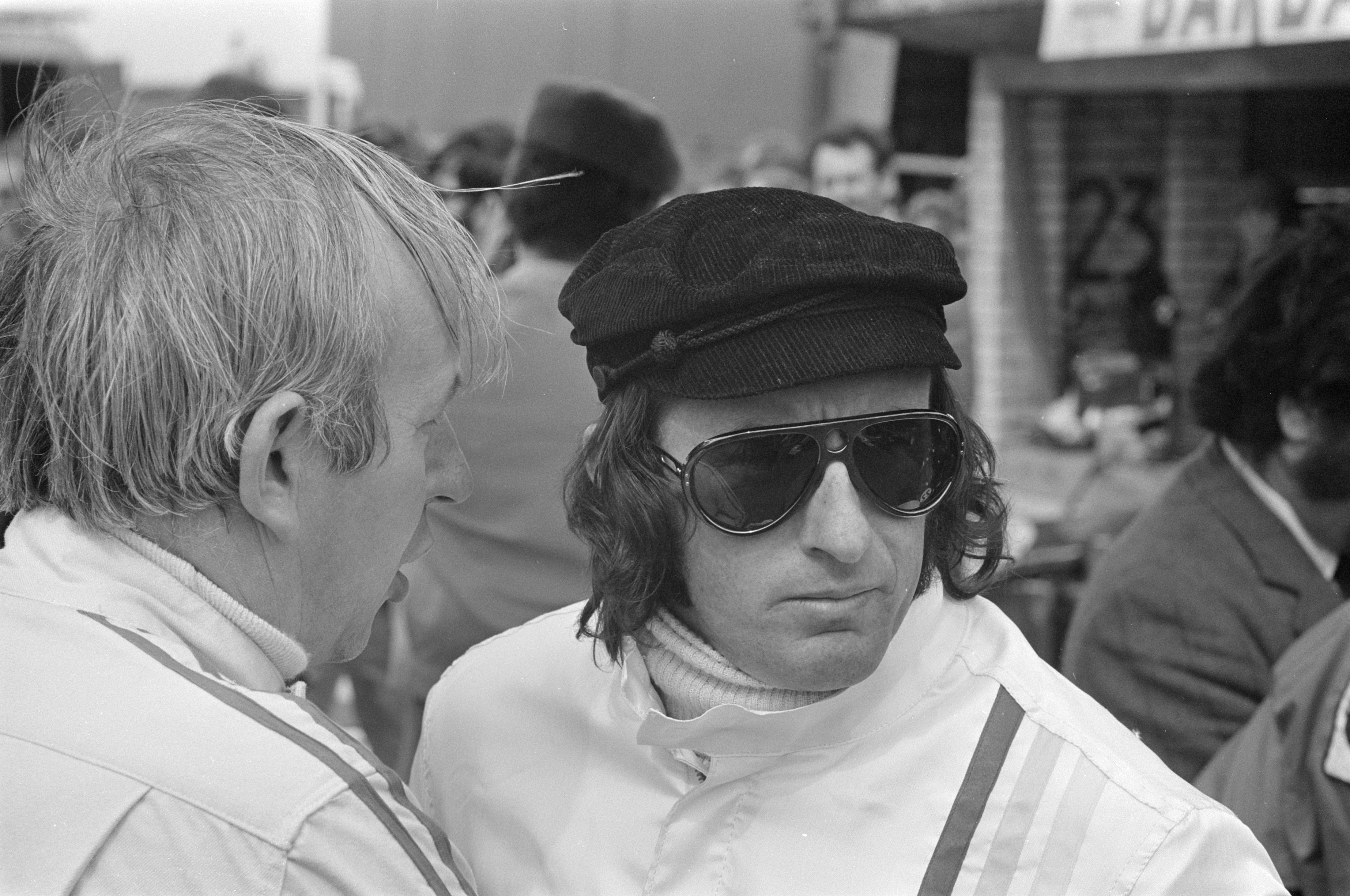
Jackie Stewart (rechts) mit John Surtees (1971)

- 12. Juni: Kent Carter, amerikanischer Jazzmusiker
- 13. Juni: Abukari Gariba, ghanaischer Fußballspieler († 2021)
- 13. Juni: Siegrun Klemmer, deutsche Politikerin und MdB
- 14. Juni: Dankwart Guratzsch, deutscher Journalist
- 14. Juni: Steny Hoyer, US-amerikanischer Politiker
- 14. Juni: Benjamin Katz, in Belgien geborener deutscher Fotograf
- 14. Juni: John Rulon-Miller, US-amerikanischer Automobilrennfahrer († 2022)
- 15. Juni: Arnold Grabner, österreichischer Politiker († 2025)
- 15. Juni: Brian Jacques, britischer Schriftsteller († 2011)
- 16. Juni: Billy „Crash“ Craddock, US-amerikanischer Country- und Rock-’n’-Roll-Musiker
- 16. Juni: Albert Dailey, US-amerikanischer Jazzpianist († 1984)
- 16. Juni: Rico Steinemann, Schweizer Journalist, Porsche-Rennleiter und Automobilrennfahrer († 2003)
- 16. Juni: Heinz Tesar, österreichischer Architekt († 2024)
- 17. Juni: Donald Anderson, britischer Politiker
- 17. Juni: Carlo Cercignani, italienischer Physiker († 2010)
- 17. Juni: Gerhard Fels, deutscher Wirtschaftswissenschaftler († 205)
- 17. Juni: Hanna Johansen, Schweizer Schriftstellerin († 2023)
- 17. Juni: Krzysztof Zanussi, polnischer Filmproduzent und Regisseur
- 18. Juni: Jack Herer, US-amerikanischer Schriftsteller († 2010)
- 18. Juni: Oleg Jantschenko, russischer Organist, Komponist und Dirigent († 2002)
- 19. Juni: Horst Haitzinger, politischer Karikaturist
- 19. Juni: Pat Mallet, französischer Comiczeichner († 2012)
- 19. Juni: Al Wilson, US-amerikanischer Soulmusiker († 2008)
- 20. Juni: Josef Auer, österreichischer Hochschullehrer, Bildhauer und Installationskünstler
- 20. Juni: Winfried Opgenoorth, deutsch-österreichischer Künstler
- 20. Juni: Konrad Spindler, deutscher Prähistoriker und Erforscher der Ötzi-Mumie († 2005)
- 20. Juni: Thilo Ulbert, deutscher Christlicher Archäologe
- 22. Juni: Heikki Sarmanto, finnischer Jazzpianist und -komponist
- 22. Juni: Ada Yonath, israelische Strukturbiologin
- 23. Juni: Manfred Funke, deutscher Politikwissenschaftler und Zeithistoriker († 2010)
- 24. Juni: Annette Andre, australische Schauspielerin
- 24. Juni: Səməd Behrəngi, persischer Schriftsteller, Lehrer, Journalist und Bürgerrechtler († 1967)
- 24. Juni: Henry L. Garrett, US-amerikanischer Jurist und Politiker
- 24. Juni: HA Schult, deutscher Objekt- und Aktionskünstler
- 25. Juni: Ernst Ulrich von Weizsäcker, deutscher Naturwissenschaftler und Politiker
- 26. Juni: Smangaliso Mkhatshwa, südafrikanischer Priester und Politiker
- 26. Juni: Erwin Schastok, deutscher Hörspiel- und Synchronsprecher
- 26. Juni: Götz von Tschirnhaus, deutscher Automobilrennfahrer († 2022)
- 28. Juni: Hinrich Swieter, deutscher Finanzminister († 2002)
- 28. Juni: Klaus Schmiegel, deutsch-US-amerikanischer Chemiker
- 29. Juni: Sante Gaiardoni, italienischer Bahnradsportler († 2023)
- 29. Juni: Amarildo Tavares da Silveira, brasilianischer Fußballspieler und -trainer
- 30. Juni: Harry Källström, schwedischer Rallyefahrer († 2009)
- 30. Juni: Marcos Vilaça, brasilianischer Schriftsteller († 2025)

### Juli
- 01. Juli: Muhammad Baqir al-Hakim, irakischer Geistlicher und Oppositionsführer († 2003)
- 01. Juli: Ihsan Ali Al-Shehbaz, irakischstämmiger US-amerikanischer Botaniker
- 01. Juli: Wolfgang Beltermann, deutscher Brigadegeneral des Heeres der Bundeswehr († 2010)
- 01. Juli: Karen Black, US-amerikanische Schauspielerin († 2013)
- 01. Juli: Bernhard Eisendle, österreichischer Maler
- 02. Juli: Hildebrand Diehl, Oberbürgermeister der Landeshauptstadt Wiesbaden
- 02. Juli: Michael Anthony Foster, US-amerikanischer Science-Fiction-Autor († 2020)
- 02. Juli: Leapy Lee, britischer Sänger
- 02. Juli: Sultan bin Mohamed al-Qasimi, Emir von Schardscha
- 02. Juli: John H. Sununu, US-amerikanischer Politiker
- 02. Juli: Jan Turovski, deutscher Schriftsteller († 2025)
- 03. Juli: Brigitte Fassbaender, deutsche Sängerin und Regisseurin
- 03. Juli: László Kovács, ungarischer Politiker
- 03. Juli: Angelo Sormani, brasilianisch-italienischer Fußballspieler und -trainer
- 03. Juli: Willy Vanden Berghen, belgischer Radrennfahrer († 2022)
- 03. Juli: Joachim Ziesche, deutscher Eishockeyspieler
- 04. Juli: Roland Klick, deutscher Regisseur und Drehbuchautor
- 05. Juli: Hermann Bachmaier, deutscher Politiker und MdB († 2023)
- 05. Juli: Karl-Dieter Bünting, deutscher Sprachwissenschaftler und Hochschullehrer († 2020)
- 05. Juli: Owen Gray, jamaikanischer Sänger († 2025)
- 05. Juli: James Lloyd, britischer Boxer († 2013)
- 05. Juli: Ulrike von Möllendorff, deutsche Journalistin und Fernsehmoderatorin († 2017)
- 05. Juli: Pawel Semjonowitsch Morosenko, sowjetischer Schauspieler († 1991)
- 06. Juli: Terence ‘Jet’ Harris, englischer Musiker († 2011)
- 06. Juli: Manfred Kramer, deutscher Politiker († 2025)
- 06. Juli: Mary Peters, britische Leichtathletin und Olympiasiegerin
- 07. Juli: Ronald B. Evans, australischer Footballer und -funktionär († 2007)
- 07. Juli: Wilfried Sauermann, deutscher Schachspieler († 2013)
- 08. Juli: Baldur Preiml, österreichischer Skispringer († 2025)
- 09. Juli: Ihor Kalynez, ukrainischer Dichter und Schriftsteller († 2025)
- 09. Juli: Branko Samarovski, österreichischer Schauspieler
- 09. Juli: Günter Tolar, österreichischer Schauspieler, Fernsehmoderator und Autor
- 10. Juli: Siah Armajani, US-amerikanischer Bildhauer, Filmkünstler und Architekt († 2020)
- 10. Juli: Syed Shahid Hakim, indischer Fußballspieler und -schiedsrichter († 2021)
- 10. Juli: Horst Langer, deutscher Tischtennisspieler
- 10. Juli: Vicente Moncho, argentinischer Komponist
- 11. Juli: Dieter Blumenwitz, deutscher Völkerrechtler († 2005)
- 11. Juli: Mamoru Morimoto, japanischer Leichtathlet († 2021)
- 12. Juli: Charles Arthur Akers, US-amerikanischer Skilangläufer und Biathlet († 2016)
- 12. Juli: Takashi Fujimoto, US-amerikanischer Kameramann
- 12. Juli: Erwin Kräutler, Indio- und Missionsbischof von Altamira (Brasilien)
- 12. Juli: Klaus Liebscher, österreichischer Bankdirektor und Gouverneur der OeNB
- 12. Juli: Jürgen Schornagel, deutscher Schauspieler († 2025)
- 12. Juli: Dieter Schott, deutscher Brigadegeneral der Bundeswehr
- 14. Juli: Karel Gott, tschechischer Schlagersänger und Künstler († 2019)
- 14. Juli: Dieter Kunzelmann, deutscher linksextremistischer Aktivist († 2018)
- 15. Juli: Aníbal Cavaco Silva, portugiesischer Politiker
- 15. Juli: Richard Fehr, Stammapostel der Neuapostolischen Kirche († 2013)
- 15. Juli: Peter Hacker, englischer Philosoph am St. John’s College in Oxford
- 15. Juli: Patrick Wayne, US-amerikanischer Film- und Fernsehschauspieler
- 16. Juli: Terry Atkinson, britischer Konzeptkünstler, Maler, Zeichner und Autor
- 16. Juli: Corin Redgrave, britischer Schauspieler († 2010)
- 16. Juli: Lido Vieri, italienischer Fußballspieler und -trainer
- 17. Juli: Fritz Bahrdt, deutscher Handballspieler
- 17. Juli: Spencer Davis, britischer Rockmusiker († 2020)
- 17. Juli: Ironing Board Sam, US-amerikanischer Blues-Sänger, Keyboarder, Songschreiber und Entertainer
- 17. Juli: Milva, italienische Sängerin und Schauspielerin († 2021)
- 18. Juli: Brian Auger, britischer Jazz- und Rockorganist
- 18. Juli: Dion DiMucci, US-amerikanischer Popsänger
- 18. Juli: Gert von Kunhardt, deutscher Gesundheitstrainer
- 19. Juli: Rainer Artenfels, österreichischer Schauspieler und Theaterregisseur († 1991)
- 19. Juli: Rainer Laufs, deutscher Mikrobiologe († 2012)
- 19. Juli: Volker Stoltz, deutscher Volkswirtschaftler
- 20. Juli: Judy Chicago, US-amerikanische Künstlerin und Schriftstellerin
- 20. Juli: Laura Lee Perkins, US-amerikanische Rockabilly-Pianistin († 2018)
- 21. Juli: Jamey Aebersold, US-amerikanischer Jazz-Saxophonist und -Lehrer
- 21. Juli: Helmut Haller, deutscher Fußballspieler († 2012)
- 21. Juli: Bertold Klappert, deutscher Professor für Systematische Theologie
- 21. Juli: John Negroponte, US-amerikanischer Diplomat
- 22. Juli: Horst-Udo Ahlers, deutscher Polizist
- 22. Juli: Ermanno Cressoni, italienischer Architekt und Autodesigner († 2005)
- 22. Juli: Franz Erhard Walther, deutscher Künstler
- 24. Juli: Fadil Abdurahmanović, bosnischer Schachkomponist
- 24. Juli: John Anderson, australischer Segler
- 24. Juli: Thomas Anderson, australischer Segler († 2010)
- 24. Juli: Walt Bellamy, US-amerikanischer Basketballspieler († 2013)
- 24. Juli: Günter Endruweit, deutscher Soziologe († 2021)
- 24. Juli: Jürgen Hubbert, Vorstandsmitglied der DaimlerChrysler AG († 2021)
- 24. Juli: Charles McPherson, US-amerikanischer Jazzmusiker
- 24. Juli: Klaus Schlüter, Minister ohne Geschäftsbereich der DDR
- 25. Juli: John Gunn, US-amerikanischer Automobilrennfahrer († 2010)
- 26. Juli: John Howard, 25. Premierminister von Australien John Howard (1997)

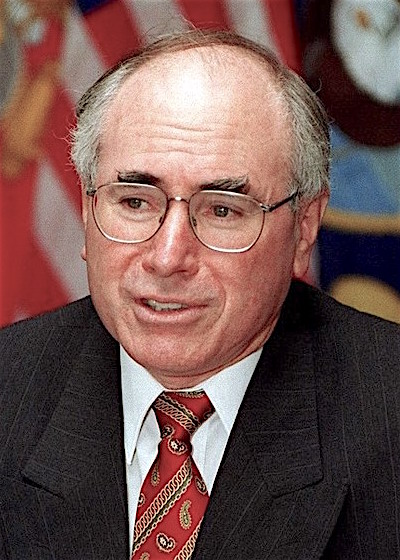
John Howard (1997)

- 27. Juli: Irène Aebi, schweizerische Jazzmusikerin (Cellistin, Violinistin, Sängerin)
- 27. Juli: Gerhard Augst, deutscher Professor
- 27. Juli: Peppino di Capri, italienischer Sänger
- 27. Juli: William Eggleston, US-amerikanischer Fotograf
- 27. Juli: Michael Longley, britischer Dichter († 2025)
- 27. Juli: Asta Scheib, deutsche Schriftstellerin
- 28. Juli: Barry Ashbee, kanadischer Eishockeyspieler und -trainer († 1977)
- 28. Juli: Beat Brechbühl, Schweizer Schriftsteller
- 29. Juli: Dany Dattel (auch Peter Dattel), einziges in Auschwitz überlebendes Berliner Kind; Manager († 2023)
- 29. Juli: Annea Lockwood, neuseeländisch-amerikanische Komponistin und Musikpädagogin
- 29. Juli: Gian Piero Reverberi, italienischer Komponist und Musikproduzent
- 30. Juli: Peter Bogdanovich, US-amerikanischer Filmregisseur († 2022)
- 30. Juli: Karl Mannsfeld, deutscher Politiker
- 30. Juli: Alois Švehlík, tschechischer Schauspieler und Synchronsprecher († 2025)
- 31. Juli: Werner Kohlert, deutscher Kameramann und Dokumentarfilmregisseur

### August
- 01. August: Terry Kiser, US-amerikanischer Schauspieler
- 02. August: Wes Craven, US-amerikanischer Filmregisseur und Drehbuchautor († 2015)
- 02. August: Ursula Karusseit, deutsche Schauspielerin († 2019)
- 02. August: Helga Schuchardt, deutsche Politikerin
- 02. August: John W. Snow, 73. Finanzminister der Vereinigten Staaten von Amerika
- 03. August: Jimmie Nicol, britischer Schlagzeuger
- 04. August: Frank Vincent, amerikanischer Schauspieler italienischer Abstammung († 2017)
- 05. August: Otto Geiss, deutscher Maler († 2005)
- 05. August: Irene von Oranien-Nassau, Schwester von Königin Beatrix der Niederlande
- 09. August: Flemming Hansen, dänischer Politiker der Konservativen Volkspartei († 2021)
- 09. August: Lee Cheong-jun, südkoreanischer Autor († 2008)
- 09. August: Bulle Ogier, französische Theater- und Filmschauspielerin
- 09. August: Romano Prodi, italienischer Wirtschaftswissenschaftler, Präsident der EU-Kommission
- 10. August: Lars Amble, schwedischer Schauspieler und Theaterregisseur († 2015)
- 10. August: Maria Luisa Lopez-Vito, philippinisch-deutsche Pianistin
- 11. August: Johannes Akkerhaugen, norwegischer Bogenschütze
- 11. August: Attila Bozay, ungarischer Komponist († 1999)
- 11. August: Hallgerd Bruckhaus, deutsche Synchronsprecherin († 2022)
- 11. August: Renate Dannhauer-Borges, deutsche Skilangläuferin
- 11. August: Helmar Müller, deutscher Leichtathlet († 2023)
- 11. August: Margit Palme, österreichische Malerin († 2025)
- 12. August: Oliver Ford Davies, britischer Schauspieler
- 12. August: George Hamilton, US-amerikanischer Film- und Fernsehschauspieler
- 12. August: Pam Kilborn, australische Leichtathletin und Olympionikin
- 12. August: Roy Romanow, kanadischer Politiker
- 12. August: Bodo Scriba, deutscher Filmproduzent († 2023)
- 12. August: Claus Wilcke, deutscher Schauspieler
- 13. August: Erika Berger, deutsche Fernsehmoderatorin und Sexberaterin († 2016)
- 13. August: Alfred Mechtersheimer, deutscher Friedensforscher und Sozialwissenschaftler († 2018)
- 13. August: Rolf Schwendter, österreichischer Schriftsteller und Sozialwissenschaftler († 2013)
- 14. August: Andreas Birkmann, deutscher Politiker
- 15. August: Klaus Dittmann, deutscher Schauspieler und Synchronsprecher († 2016)
- 15. August: Miko Mayama, US-amerikanische Schauspielerin
- 16. August: Seán Kardinal Brady, Erzbischof von Armagh
- 16. August: Jarmo Sermilä, finnischer Komponist († 2024)
- 17. August: Luther Allison, US-amerikanischer Blues-Gitarrist († 1997)
- 17. August: Gerd Edler von Löw, deutscher Brigadegeneral der Bundeswehr († 2025)
- 17. August: Ed Sanders, US-amerikanischer Beatnik-Poet, Sänger, Aktivist, Autor und Herausgeber
- 17. August: Peter Wenzel, deutscher Fußballspieler
- 18. August: Giorgio Ferrini, italienischer Fußballspieler († 1976)
- 18. August: Gerd Edler von Löw, deutscher Brigadegeneral († 2025)
- 18. August: Marita Lorenz, angebliche Geliebte Castros († 2019)
- 19. August: Ginger Baker, britischer Schlagzeuger († 2019)
- 19. August: Max Lorenz, deutscher Fußballspieler
- 19. August: Jürgen Strube, deutscher Industriemanager, Vorstandsvorsitzender der BASF (1990–2003)
- 20. August: Erhard Bungeroth, Richter am Bundesgerichtshof von 1988 bis 2004
- 20. August: Hannelore Hoger, deutsche Schauspielerin († 2024)
- 20. August: Fernando Poe Jr., philippinischer Filmstar und Präsidentschaftskandidat († 2004)
- 20. August: Walerij Schewtschuk, ukrainischer Schriftsteller († 2025)
- 21. August: Fritz Baader, deutscher Kameramann und Kameraassistent († 2018)
- 21. August: Festus Mogae, Präsident von Botswana
- 22. August: Bodo Theodor Adolphi, deutscher Politiker († 2020)
- 22. August: Valerie Harper, US-amerikanische Schauspielerin († 2019)
- 24. August: Rudolf Bühler, deutscher Politiker und Elektromeister († 2020)
- 24. August: Michael E. Phelps, US-amerikanischer Mathematiker und Chemiker
- 24. August: Heinrich Rehbein, deutscher Kommunalpolitiker († 2020)
- 24. August: Jehoschua Sobol, israelischer Dramatiker und Schriftsteller
- 25. August: John Badham, britischer Filmregisseur
- 25. August: Rudolf Brändle, Schweizer evangelisch-reformierter Theologe, Neutestamentler und Kirchengeschichtler
- 25. August: Robert Jager, US-amerikanischer Komponist und Professor
- 25. August: Alex Orban, US-amerikanischer Fechter († 2021)
- 26. August: Peter Fricke, deutscher Schauspieler
- 26. August: Dagmar Koller, österreichische Sängerin, Tänzerin und Schauspielerin Dagmar Koller

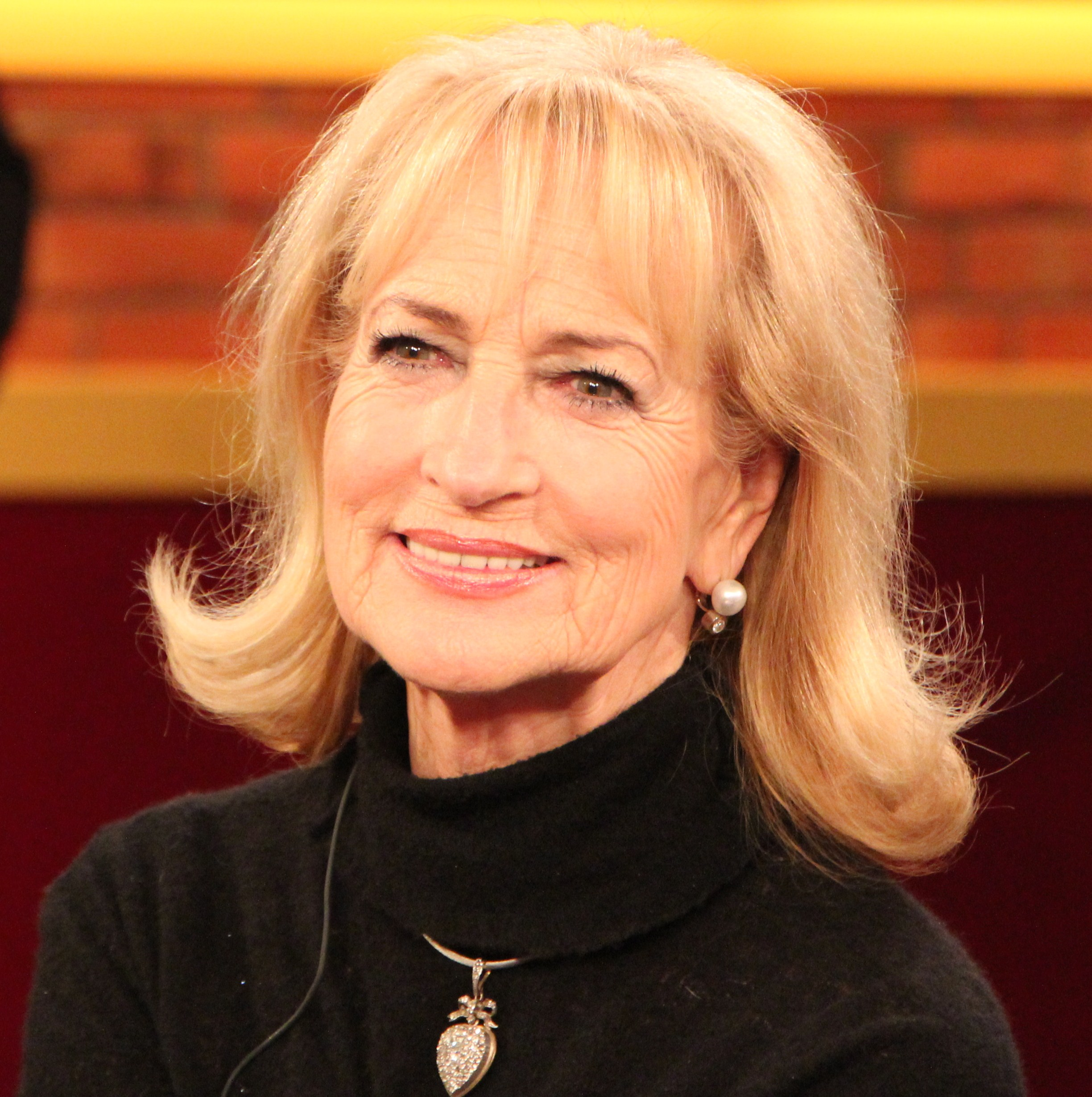
Dagmar Koller

- 26. August: Enzo Osella, italienischer Rennwagenkonstrukteur und Motorsport-Teamchef
- 26. August: Ulrich Schmalz, deutscher Politiker und MdB
- 27. August: Hans Heinrich Formann, österreichischer Schriftsteller († 2016)
- 27. August: Helmut Knolle, deutscher Mathematiker, Biomathematiker und Sachbuchautor
- 27. August: Jörg Nimmergut, deutscher Autor († 2024)
- 27. August: Nikola Pilić, kroatischer Tennisspieler und Tennistrainer
- 28. August: Robert Aitken, kanadischer Flötist, Komponist und Musikpädagoge
- 20. August: Ludmilla von Arseniew, deutsche Malerin und Wissenschaftlerin († 2022)
- 29. August: Garrey Carruthers, US-amerikanischer Politiker
- 29. August: Julius Chan, Papua-Neuguineischer Politiker († 2025)
- 29. August: Jolán Kleiber-Kontsek, ungarische Leichtathletintiker († 2022)
- 30. August: Heinz-Werner Arens, Präsident des Landtags Schleswig-Holstein († 2011)
- 30. August: Heroídes Artigas Mariño, uruguayischer Journalist und Historiker († 2012)
- 30. August: Robert Hoffmann, österreichischer Schauspieler († 2022)
- 30. August: Ulla Lindkvist, schwedische Orientierungsläuferin († 2015)
- 30. August: John Peel, britischer Radiomoderator und DJ († 2004)
- 31. August: Karl Lohmann, deutscher Wirtschaftswissenschaftler
- 31. August: Gerhart Kreft, Richter am Bundesgerichtshof
- 31. August: Paul Winter, US-amerikanischer Saxophonist und Bandleader

### September
- 01. September: Günter Debus, deutscher Psychologe († 2022)
- 01. September: Lily Tomlin,  US-amerikanische Schauspielerin, Komikerin, Autorin und Produzentin
- 02. September: Joachim Bäse, deutscher Fußballspieler († 2020)
- 02. September: Elaine Keillor, kanadische Pianistin und Musikwissenschaftlerin
- 02. September: Jack Lang, französischer Kulturpolitiker
- 02. September: Nicolino Locche, argentinischer Boxer († 2005)
- 02. September: Henry Mintzberg, Professor für Betriebswirtschaft und Management
- 02. September: Rolf Steeb, deutscher Fußballspieler († 2022)
- 03. September: Wassili Jegorowitsch Afonin, sowjetischer bzw. russischer Schriftsteller († 2021)
- 03. September: Vivi Bach, dänische Sängerin, Schauspielerin, Fernsehmoderatorin und Schriftstellerin († 2013)
- 03. September: Richard Bond, britischer Automobilrennfahrer († 2011)
- 04. September: Mario Casoni, italienischer Unternehmer und Automobilrennfahrer
- 04. September: Erwin Teufel, deutscher Politiker
- 05. September: William Devane, US-amerikanischer Schauspieler
- 05. September: Bernulf Kanitscheider, deutscher Philosoph und Wissenschaftstheoretiker († 2017)
- 05. September: George Lazenby, britischer Schauspieler
- 05. September: Hubert Striebig, französischer Automobilrennfahrer
- 06. September: David Allan Coe, US-amerikanischer Country-Musiker
- 06. September: Klaus Tonndorf, deutscher Politiker († 2020)
- 07. September: Donnie Allison, US-amerikanischer Automobilrennfahrer
- 07. September: Christine Bergmann, deutsche Politikerin
- 09. September: Zbigniew Namysłowski, polnischer Jazzmusiker († 2022)
- 09. September: Reuven Rivlin, israelischer Politiker und Staatspräsident
- 10. September: Elżbieta Chojnacka, polnische Cembalistin und Musikpädagogin († 2017)
- 10. September: Johannes Schulze, deutscher Bildhauer († 2025)
- 11. September: Alain Giletti, französischer Eiskunstläufer
- 11. September: Josef Jakob, rumänischer Handballspieler und -trainer
- 12. September: Horst Mehrländer, deutscher Politiker
- 13. September: Arleen Augér, US-amerikanische Sopranistin († 1993)
- 13. September: Bill Janklow, US-amerikanischer Politiker († 2012)
- 13. September: Richard Kiel, US-amerikanischer Schauspieler († 2014)
- 15. September: Gerhard Dobesch, österreichischer Althistoriker, Keltologe und Altphilologe († 2021)
- 15. September: Eugenio Anguiano Roch, mexikanischer Diplomat († 2025)
- 15. September: Hartmuth Wrocklage, deutscher Jurist und Politiker
- 16. September: Breyten Breytenbach, südafrikanisch-französischer Schriftsteller, Anti-Apartheid-Aktivist und Maler († 2024)
- 16. September: Hans Rettenbacher, österreichischer Jazzmusiker († 1989)
- 16. September: Wolfram Schütte, deutscher Journalist, Autor, Filmkritiker und Herausgeber
- 16. September: Udo Steiner, Richter des Bundesverfassungsgerichts
- 17. September: Jutta Appelt, deutsche Politikerin
- 17. September: Mariano Díaz, spanischer Radrennfahrer († 2014)
- 17. September: Günther Fielmann, deutscher Unternehmer († 2024)
- 17. September: Ronald James Sider, kanadischer Historiker, Theologieprofessor, Autor und Sozialaktivist († 2022)
- 17. September: David Souter, US-amerikanischer Richter († 2025)
- 18. September: Steve Marcus, US-amerikanischer Saxophonist († 2005)
- 18. September: Jorge Sampaio, Staatspräsident von Portugal († 2021)
- 18. September: Kate Westbrook, britische Jazzmusikerin
- 19. September: Joachim Ansorge, deutscher Synchronsprecher und Schauspieler († 1980)
- 20. September: Ryszard Grzegorczyk, polnischer Fußballspieler († 2021)
- 20. September: Samih Moudallal, syrischer Gewichtheber und Sportfunktionär
- 20. September: Peter Radford, britischer Leichtathlet und Olympiateilnehmer
- 21. September: Jorge Más Canosa, Unternehmer und Exilkubaner in den USA († 1997)
- 21. September: Siegfried Schauzu, deutscher Motorradrennfahrer
- 23. September: Roy Buchanan, US-amerikanischer Bluesrock-Gitarrist († 1988)
- 23. September: Dieter Gackstetter, deutscher Regisseur, Theaterintendant, Choreograph und Schauspieler († 2017)
- 23. September: Janusz Gajos, polnischer Schauspieler
- 23. September: Joan Hanham, Baroness Hanham, britische Politikerin († 2025)
- 23. September: Karl Meisner, deutscher Schwimmer († 2019)
- 23. September: Jürgen Wolfrum, deutscher Physiker
- 24. September: Vicente Lucas, portugiesischer Fußballspieler
- 24. September: Dieter Schwarz, deutscher Unternehmer
- 25. September: Georg Fülberth, deutscher Politikwissenschaftler
- 25. September: Gianfranco Leoncini, italienischer Fußballspieler († 2019)
- 25. September: David S. Mann, US-amerikanischer Politiker
- 25. September: Berit Nøkleby, norwegische Historikerin, Biografin und Übersetzerin († 2018)
- 25. September: Harald Ringstorff, deutscher Politiker († 2020)
- 26. September: Maria Gommers, niederländische Leichtathletin und Olympionikin
- 26. September: Charlotte Grasnick, deutsche Autorin († 2009)
- 26. September: George McWhirter, kanadischer Schriftsteller, Übersetzer und Hochschullehrer George McWhirter (2009)

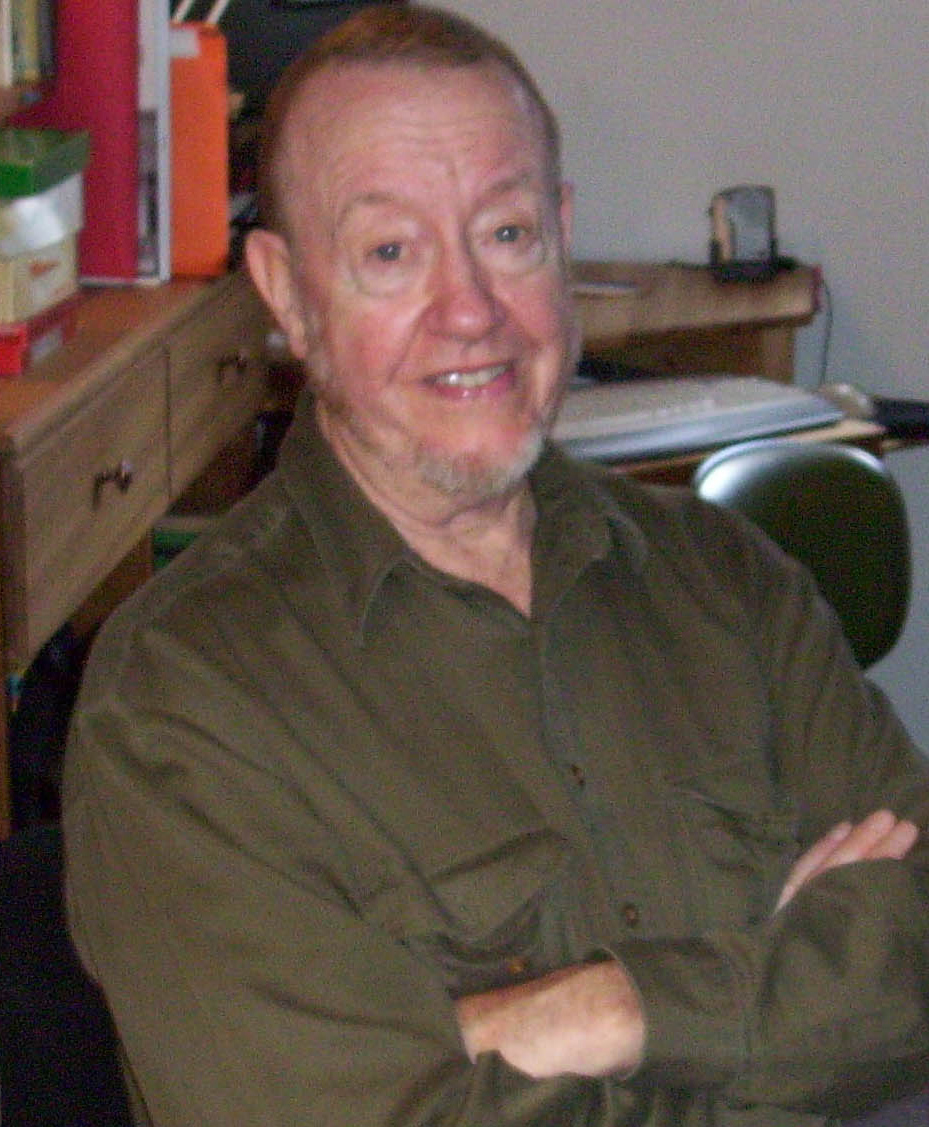
George McWhirter (2009)

- 28. September: Stuart Kauffman, Biologe und Forscher auf dem Gebiet komplexer Systeme
- 28. September: Václav Kubička, Bundestrainer der deutschen Turner († 2005)
- 28. September: Rrok Kola Mirdita, albanischer Erzbischof († 2015)
- 29. September: Fikret Abdić, bosnischer Politiker, Kriegsherr und Unternehmer
- 29. September: Tommy Boyce, US-amerikanischer Rock-’n’-Roll-Musiker († 1994)
- 29. September: Larry Linville, US-amerikanischer Schauspieler († 2000)
- 29. September: Otto Schneitberger, deutscher Eishockeyspieler
- 30. September: Len Cariou, kanadischer Schauspieler
- 30. September: Bata Illic, serbisch-deutscher Schlagersänger

### Oktober
- 01. Oktober: George Archer, US-amerikanischer Golfer († 2005)
- 01. Oktober: James Willey, US-amerikanischer Komponist und Musikpädagoge
- 02. Oktober: Özcan Arkoç, türkischer Fußballtorwart und -trainer († 2021)
- 02. Oktober: Sonning Augstin, deutscher Wirtschaftsingenieur und Politiker
- 02. Oktober: Julio Osorio, panamaischer Basketballspieler († 2022)
- 02. Oktober: Heinz Zander, deutscher Maler († 2024)
- 04. Oktober: Timothy Carlton, britischer Schauspieler
- 04. Oktober: Brun-Hagen Hennerkes, deutscher Rechtswissenschaftler
- 04. Oktober: Frank Lendor, dominikanischer Opernbassist
- 04. Oktober: Ivan Mauger, neuseeländischer Bahnsportler († 2018)
- 04. Oktober: Siegfried „Silla“ Schubert, deutscher Eishockeyspieler und -trainer
- 05. Oktober: Marie-Claire Blais, kanadische Schriftstellerin († 2021)
- 05. Oktober: Harpal Brar, indischstämmiger Politiker († 2025)
- 05. Oktober: A. R. Penck, deutscher Maler, Grafiker und Bildhauer († 2017)
- 05. Oktober: Heinz Ruß, österreichischer Fußballspieler
- 06. Oktober: Jean-François Ntoutoume Emane, Premierminister von Gabun
- 06. Oktober: John J. LaFalce, US-amerikanischer Politiker († 2025)
- 07. Oktober: Tony Glover, US-amerikanischer Mundharmonika-Spieler und Sänger († 2019)
- 07. Oktober: Raimund Harmstorf, deutscher Schauspieler († 1998) Raimund Harmstorf

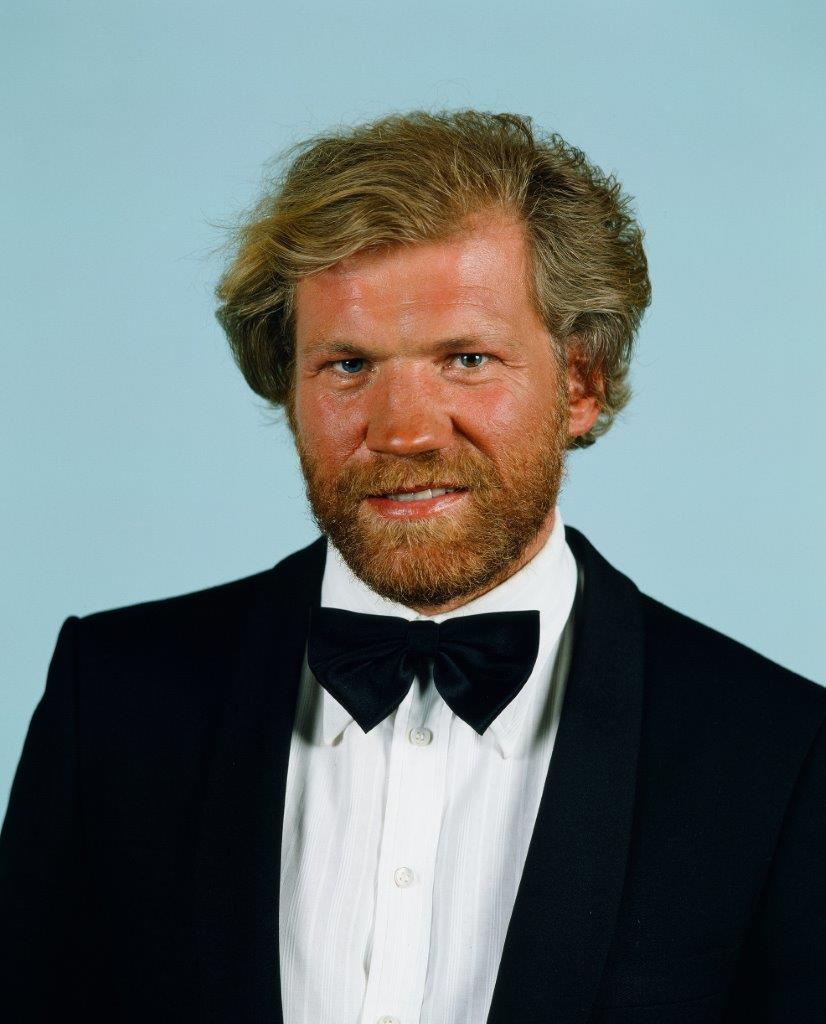
Raimund Harmstorf

- 07. Oktober: John E. Hopcroft, amerikanischer Informatiker
- 07. Oktober: Julio Quevedo, guatemaltekischer Leichtathlet († 2025)
- 08. Oktober: Gary Lee Anderson, US-amerikanischer Sportschütze
- 08. Oktober: Giuseppe Beghetto, italienischer Radrennfahrer
- 08. Oktober: Paul Hogan, australischer Schauspieler und Comedian Paul Hogan

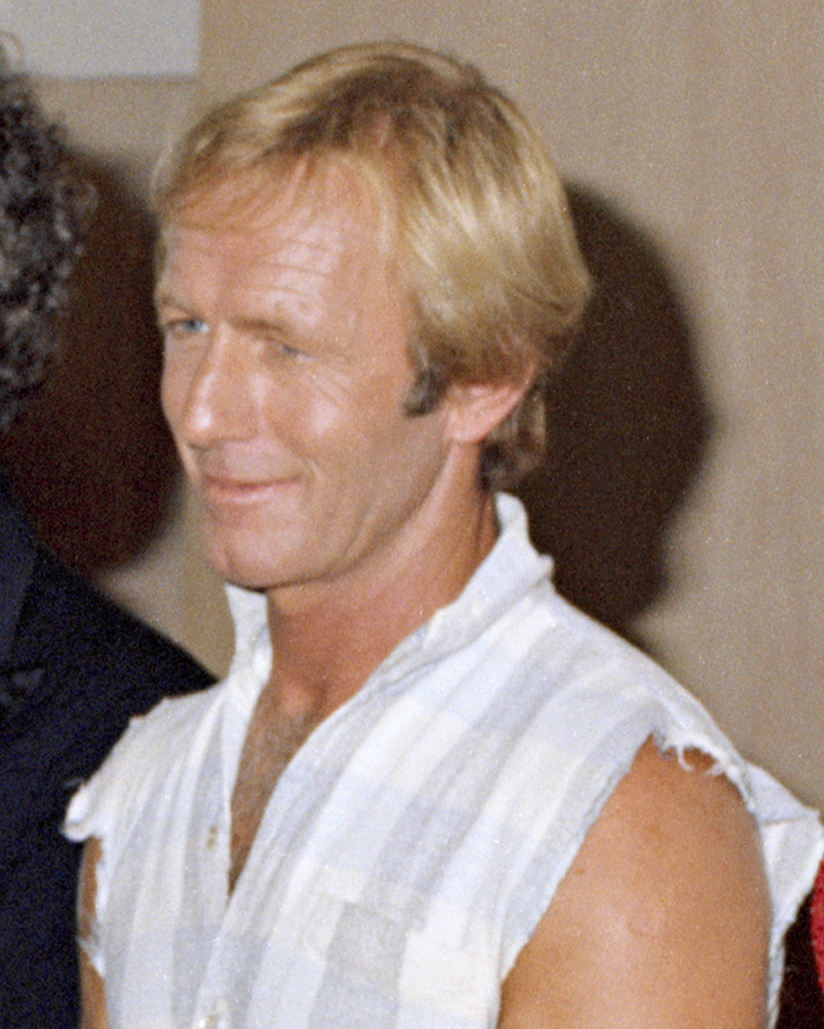
Paul Hogan

- 08. Oktober: Dieter Ordelheide, deutscher Ökonom († 2000)
- 08. Oktober: Aladár Pege, ungarischer Kontrabassist († 2006)
- 09. Oktober: O. V. Wright, US-amerikanischer Gospel- und R&B-Sänger († 1980)
- 10. Oktober: Bernd Bauchspieß, deutscher Fußballspieler († 2024)
- 10. Oktober: Laurel Cronin, US-amerikanische Schauspielerin († 1992)
- 10. Oktober: Norbert Henke, Vorsitzender Richter am Bundessozialgericht
- 11. Oktober: Maria Bueno, brasilianische Tennisspielerin († 2018)
- 11. Oktober: Bernd Cullmann, deutscher Leichtathlet († 2025)
- 11. Oktober: Zenon Grocholewski, polnischer Kurienkardinal († 2020)
- 11. Oktober: Khin Nyunt, General und Politiker in Myanmar
- 12. Oktober: Vladimír Körner, tschechischer Drehbuchautor, Dramaturg und Schriftsteller
- 12. Oktober: Peter Musäus, deutsch-österreichischer Schauspieler und Synchronsprecher
- 12. Oktober: Carolee Schneemann, US-amerikanische Künstlerin († 2019)
- 14. Oktober: Ralph Lauren, US-amerikanischer Modedesigner Ralph Lauren (1978)

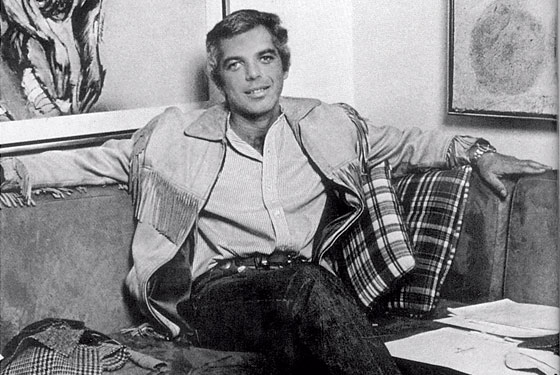
Ralph Lauren (1978)

- 15. Oktober: Carmelo Bossi, italienischer Boxer († 2014)
- 15. Oktober: Heide Keller, deutsche Schauspielerin († 2021)
- 15. Oktober: Telesphore Placidus Toppo, indischer Erzbischof und Kardinal († 2023)
- 16. Oktober: Amancio Amaro Varela, spanischer Fußballspieler und Trainer († 2023)
- 16. Oktober: Gladys Asmah, ghanaische Politikerin († 2014)
- 16. Oktober: Carl Fredrik Bunæs, norwegischer Leichtathlet († 2022)
- 16. Oktober: Nico Haak, niederländischer Sänger († 1990)
- 16. Oktober: Albrecht Lehmann, deutscher Volkskundler
- 16. Oktober: Gerold Späth, Schweizer Schriftsteller
- 17. Oktober: Lajos Koutny, ungarischer Eishockeyspieler († 2022)
- 18. Oktober: Jean-Claude Amiot, französischer Komponist und Professor
- 18. Oktober: Josef Černý, tschechischer Eishockeyspieler und -trainer
- 18. Oktober: Flavio Cotti, Schweizer Politiker († 2020)
- 18. Oktober: Mike Ditka, US-amerikanischer American-Football-Spieler und -Trainer († 2025)
- 18. Oktober: Eleonore Frey, Schweizer Literaturwissenschaftlerin und Schriftstellerin
- 18. Oktober: Lee Harvey Oswald, mutmaßlicher Mörder von John F. Kennedy († 1963)
- 18. Oktober: Ewald Schneidewind, deutscher Endurosportler
- 19. Oktober: Masabumi Kikuchi, japanischer Jazzmusiker († 2015)
- 19. Oktober: Wolfgang Kuhlmann, deutscher Philosoph
- 19. Oktober: David G. Maillu, kenianischer Schriftsteller
- 19. Oktober: Alexandre Malempré, belgisch-deutscher Trompeter († 2020)
- 20. Oktober: Fausto Cepeda, dominikanischer Opernbariton († 2022)
- 21. Oktober: Bernhard Klausnitzer, deutscher Entomologe
- 21. Oktober: Peter Plichta, deutscher Chemiker und Autor
- 21. Oktober: Yak Rivais, französischer Künstler und Schriftsteller
- 21. Oktober: János Varga, ungarischer Ringer († 2022)
- 22. Oktober: Joaquim Alberto Chissano, Staatspräsident von Mosambik
- 22. Oktober: Manfred Preiß, Minister für Regionale und Kommunale Angelegenheiten der DDR
- 22. Oktober: Tony Roberts, US-amerikanischer Schauspieler († 2025)
- 23. Oktober: Helmut Zwickl, österreichischer Motorsportjournalist († 2025)
- 24. Oktober: F. Murray Abraham, US-amerikanischer Filmschauspieler
- 24. Oktober: Brigitte Beier, deutsche Schauspielerin
- 24. Oktober: Wilhelm von Sternburg, deutscher Publizist und Autor von Biographien
- 24. Oktober: Karl Stix, österreichischer Politiker († 2003)
- 24. Oktober: Ramasamy Subramaniam, malaysischer Leichtathlet († 2022)
- 25. Oktober: Robert Cogoi, belgischer Sänger († 2022)
- 25. Oktober: Gabriele Iwersen, deutsche Politikerin
- 25. Oktober: Dave Simmonds, britischer Motorradrennfahrer († 1972)
- 26. Oktober: Willie Stevenson, schottischer Fußballspieler († 2025)
- 27. Oktober: Robbie Brightwell, britischer Leichtathlet († 2022)
- 27. Oktober: John Cleese, englischer Komiker, Schauspieler und Drehbuchautor John Cleese (1989)

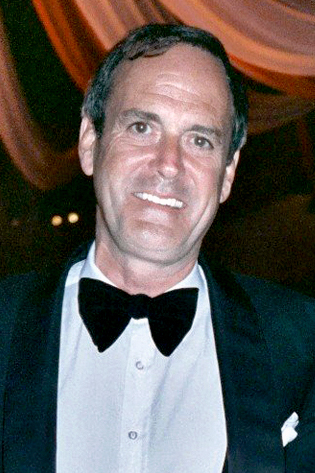
John Cleese (1989)

- 27. Oktober: Edward Lumley, kanadischer Unternehmer und Politiker († 2025)
- 27. Oktober: Marino Perani, italienischer Fußballspieler und -trainer († 2017)
- 28. Oktober: Giulio Angioni, italienischer Schriftsteller und Anthropologe († 2017)
- 28. Oktober: Ayi Kwei Armah, ghanaischer Schriftsteller und Verleger
- 28. Oktober: Andy Bey, US-amerikanischer Jazzsänger († 2025)
- 28. Oktober: Wilfried König, deutscher Chemiker († 2004)
- 28. Oktober: Jim Post, US-amerikanischer Folksänger, Singer-Songwriter, Autor und Schauspieler († 2022)
- 28. Oktober: Jože Urankar, jugoslawischer Gewichtheber († 2021)
- 29. Oktober: Horst Chmela, österreichischer Liedermacher († 2021)
- 29. Oktober: Makaya Ntshoko, südafrikanischer Jazzmusiker († 2024)
- 29. Oktober: Petru Stoianov, rumänischer Komponist
- 30. Oktober: Johannes Gachnang, Schweizer Künstler, Ausstellungsmacher und Verleger († 2005)
- 30. Oktober: Leland H. Hartwell, Biochemiker und Krebsforscher
- 30. Oktober: Bernhard Jestaedt, Richter am Bundesgerichtshof
- 30. Oktober: Zygmunt Pioch, polnischer Schachspieler
- 30. Oktober: Grace Slick, US-amerikanische Sängerin, Songschreiberin, Pianistin und Model Grace Slick (um 1967)

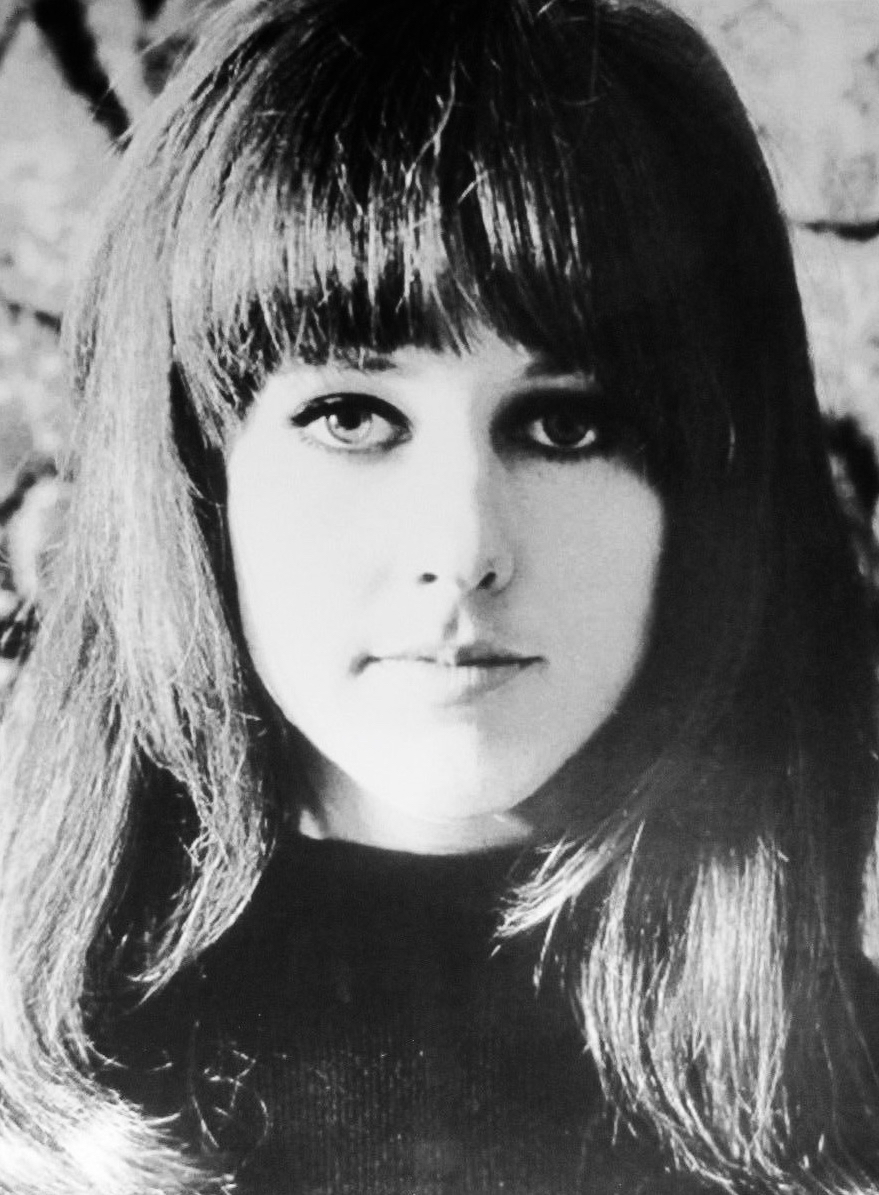
Grace Slick (um 1967)

- 30. Oktober: Heiko Steuer, deutscher Archäologe
- 31. Oktober: George Michael Aspinall, britischer Musikwissenschaftler und Parodist
- 31. Oktober: Herlinde Koelbl, deutsche Fotografin und Dokumentarfilmerin
- 31. Oktober: Karl Peters, deutscher Richter am Bundessozialgericht

### November
- 01. November: Barbara Bosson, US-amerikanische Schauspielerin († 2023)
- 01. November: Bernard Kouchner, französischer Arzt, Gründer von Médecins sans Frontières und Médecins du Monde
- 01. November: Aras Ören, türkischstämmiger Schriftsteller
- 01. November: Robin Ridington, nordamerikanischer Anthropologe
- 02. November: Enrico Albertosi, italienischer Fußballspieler
- 03. November: Norbert Feldhoff, deutscher Priester, Kölner Generalvikar und Kölner Dompropst
- 03. November: Matthias Fuchs, deutscher Schauspieler († 2001)
- 03. November: Joe McPhee, amerikanischer Jazzmusiker
- 04. November: Yağmur Atsız, türkischer Journalist, Kolumnist, Essayist und Dichter  († 2023)
- 04. November: Günter Bernard, deutscher Fußballspieler
- 05. November: Marek Jablonski, kanadischer Pianist und Musikpädagoge († 1999)
- 05. November: Kai Rautenberg, deutscher Pianist und Komponist († 2013)
- 06. November: Wolfram Birkenfeld, deutscher Jurist
- 06. November: Satoko Kizaki, japanische Schriftstellerin
- 06. November: Brigitte Lange, deutsche Politikerin († 2012)
- 06. November: Dieter Nohlen, deutscher Politikwissenschaftler
- 06. November: Michael Schwerner, US-amerikanischer Bürgerrechtler († 1964)
- 07. November: Barbara Liskov, amerikanische Informatikerin
- 07. November: Daan Manneke, niederländischer Komponist und Dirigent
- 07. November: Lene Mayer-Skumanz, österreichische Autorin
- 09. November: Marco Bellocchio, italienischer Regisseur und Drehbuchautor
- 09. November: Björn Engholm, deutscher Politiker Björn Engholm (2010)

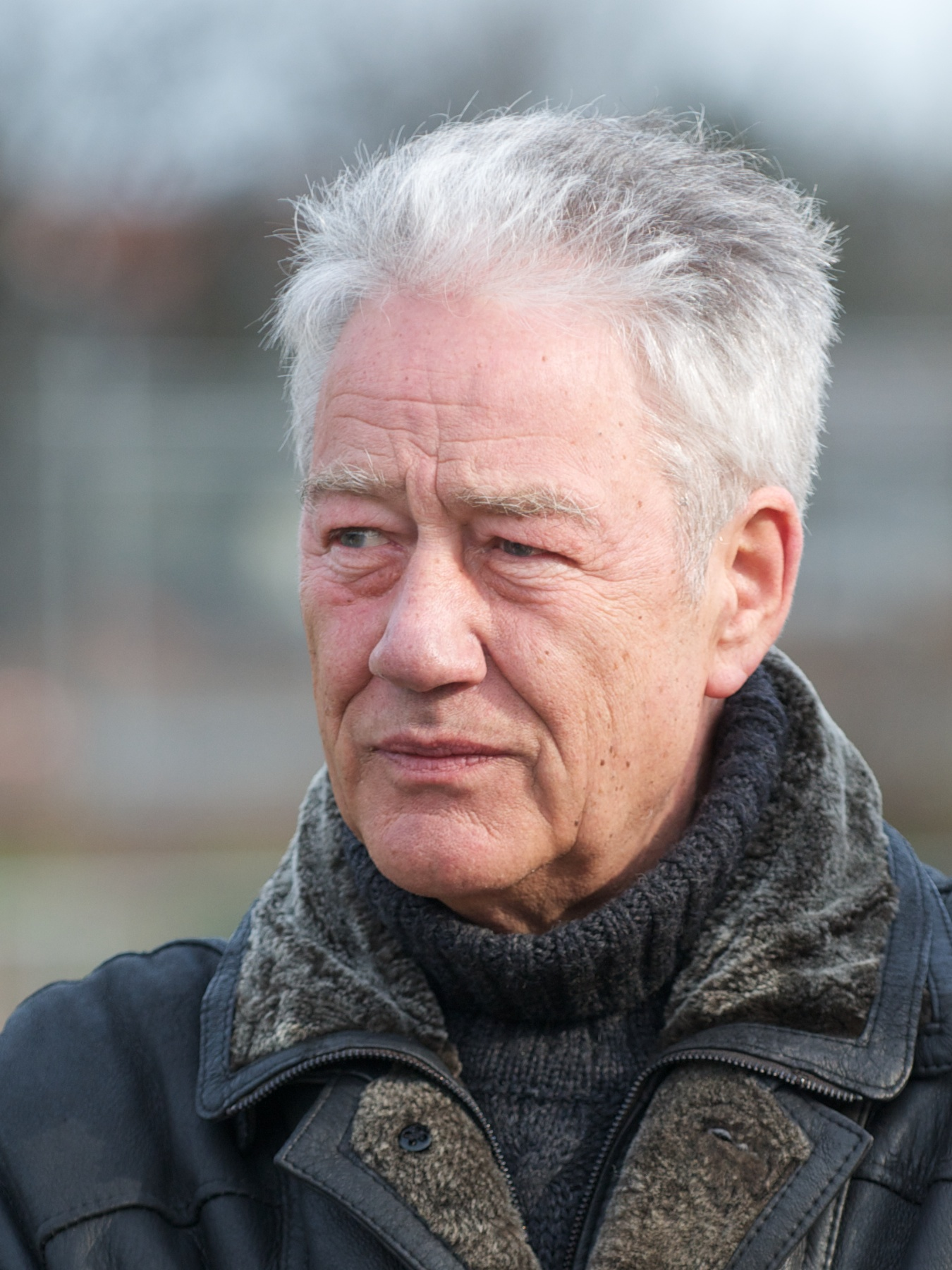
Björn Engholm (2010)

- 09. November: József Gémes, ungarischer Animator, Filmregisseur und Drehbuchautor († 2013)
- 09. November: Ulrich Schamoni, deutscher Filmregisseur und Medienunternehmer († 1998)
- 09. November: Jouni Seistamo, finnischer Eishockeyspieler († 2022)
- 10. November: Hubert Laws, amerikanischer Jazz-Flötist
- 10. November: Russell Means, Mitglied des American Indian Movement († 2012)
- 10. November: Allan Moffat, kanadischer Automobilrennfahrer
- 12. November: Georg Auernheimer, deutscher Erziehungswissenschaftler
- 12. November: Darrell Guder, US-amerikanischer presbyterianischer Theologe, Missiologe und Autor
- 12. November: Lucia Popp (Lucia Poppová), slowakische Opernsängerin († 1993)
- 12. November: Dieter Wedel, deutscher Regisseur und Drehbuchautor († 2022)
- 13. November: Karel Brückner, tschechischer Fußballspieler und -trainer
- 14. November: Wendy Carlos, US-amerikanische Komponistin und Elektronikmusikerin
- 14. November: Diego Lorenzi, römisch-katholischer Priester und Sekretär von Papst Johannes Paul I.
- 14. November: Rudolf Thome, deutscher Regisseur
- 15. November: Karl Acham, österreichischer Soziologe, Philosoph und Wissenschaftshistoriker
- 15. November: Yaphet Kotto, US-amerikanischer Schauspieler († 2021)  Yaphet Kotto (1995)

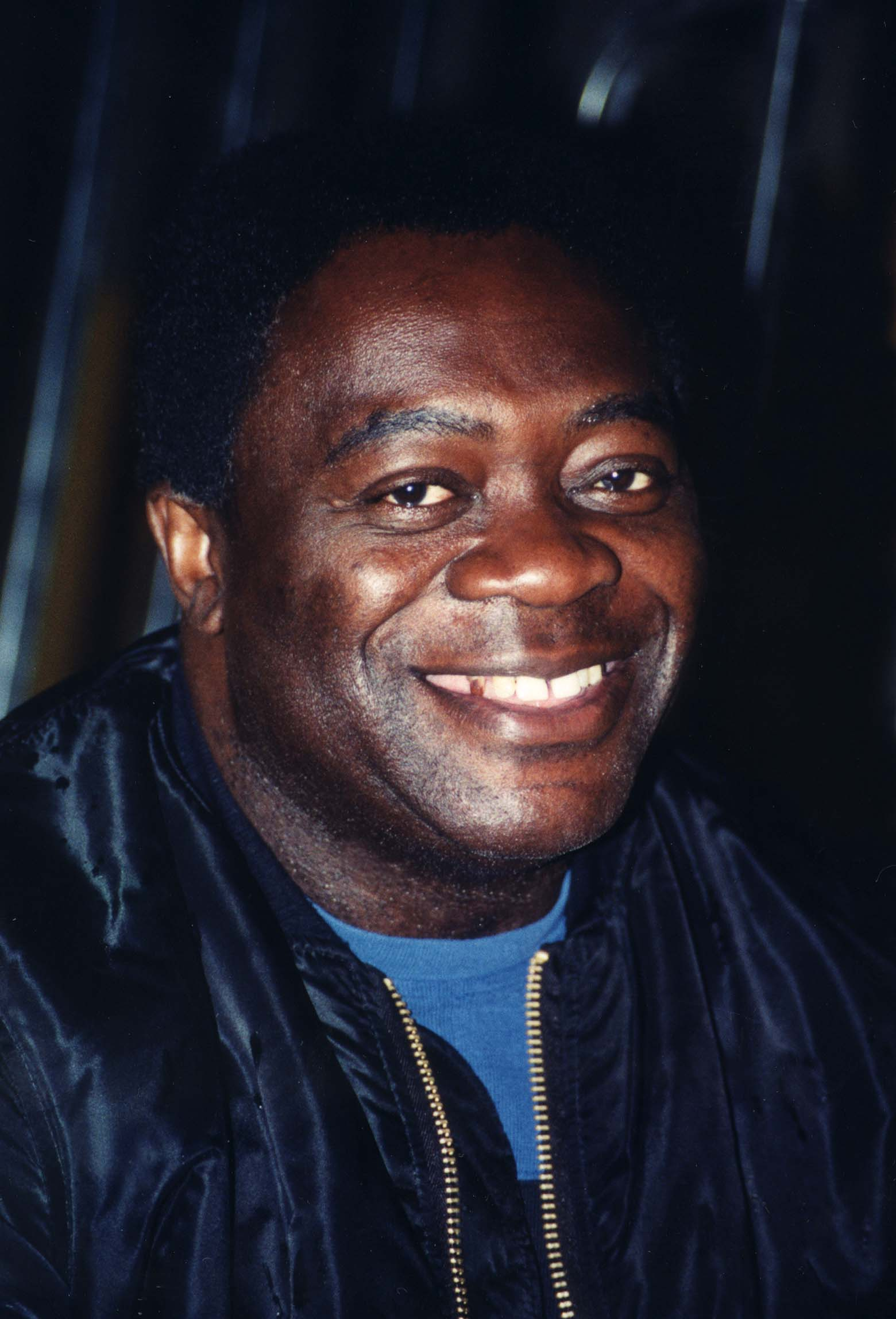
Yaphet Kotto (1995)

- 15. November: Enzo Staiola, italienischer Schauspieler († 2025)
- 16. November: Robert Amirchanjan, armenischer Komponist und Pädagoge
- 16. November: Hans Herbert von Arnim, Rechtswissenschaftler
- 16. November: Tor Åge Bringsværd, norwegischer Schriftsteller († 2025)
- 16. November: Henrik Otto Donner, finnischer Komponist und Jazzmusiker († 2013)
- 16. November: Jürgen Moll, deutscher Fußballspieler († 1968)
- 17. November: Chris Craft, britischer Automobilrennfahrer († 2021)
- 17. November: Einar Bruno Larsen, norwegischer Fußball- und Eishockey- und Handballspieler († 2021)
- 17. November: Klaus Roth, deutscher Volkskundler
- 17. November: Karl-Friedrich Tropf, Richter am Bundesgerichtshof († 2024)
- 18. November: Margaret Atwood, kanadische Schriftstellerin
- 18. November: Werner Gräber, deutscher Fußballspieler († 1995)
- 18. November: Amanda Lear, Sängerin, Malerin, Moderatorin, Autorin und Schauspielerin
- 18. November: John O’Keefe, britisch-US-amerikanischer Neurowissenschaftler und Nobelpreisträger
- 18. November: Brenda Vaccaro, US-amerikanische Schauspielerin
- 19. November: Emil Constantinescu, Politiker, Staatspräsident von Rumänien
- 19. November: Michael von Schmude, deutscher Politiker und MdB († 2024)
- 20. November: Raúl Damonte Botana, argentinischer Comiczeichner († 1987)
- 21. November: Etta Cameron, dänische Jazz-Sängerin († 2010)
- 21. November: Budd Dwyer, US-amerikanischer Politiker († 1987)
- 24. November: György Schöpflin, ungarischer Politiker († 2021)
- 25. November: Niní Cáffaro, dominikanischer Sänger
- 25. November: Martin S. Feldstein, US-amerikanischer Ökonom († 2019)
- 25. November: Angelika Meissner, deutsche Schauspielerin († 2018)
- 26. November: Abdullah Ahmad Badawi, Premierminister von Malaysia († 2025)
- 26. November: Petra Laseur, niederländische Schauspielerin († 2025)
- 26. November: Mark Margolis, US-amerikanischer Schauspieler († 2023)
- 26. November: Peter Papps, australischer Sportschütze
- 26. November: Tina Turner, US-amerikanisch-schweizerische Sängerin und Schauspielerin († 2023) Tina Turner (1985)

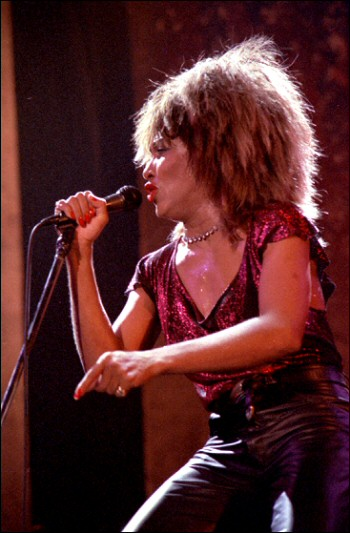
Tina Turner (1985)

- 27. November: Dieter Aderhold, deutscher Hochschullehrer und Politiker († 1989)
- 27. November: Laurent-Désiré Kabila, Präsident der Demokratischen Republik Kongo († 2001)
- 28. November: Michael Arends, deutscher Musikverleger und Politiker
- 29. November: Michael Boudin, US-amerikanischer Richter († 2025)
- 29. November: Elias Chacour, israelisch-arabischer griechisch-katholischer Priester
- 29. November: Hermann Dechant, österreichischer Dirigent, Flötist, Musikwissenschaftler, Komponist und Verlagsleiter
- 29. November: Heinrich Ebner, österreichischer Photogrammeter und Geodät
- 29. November: Sandro Salvadore, italienischer Fußballspieler († 2007)
- 30. November: Stephen Louis Adler, US-amerikanischer Physiker
- 30. November: Peter Caesar, deutscher Politiker († 1999)
- 30. November: Chandra Bahadur Dangi, nepalesischer Hutmacher und kleinster Mensch der Welt († 2015)

### Dezember
- 02. Dezember: Tom Beauchamp, US-amerikanischer Philosoph († 2025)
- 02. Dezember: Konstantin Kohler, deutscher römisch-katholischer Geistlicher († 2023)
- 02. Dezember: Eduard Nacht, Schweizer Journalist und Webmaster († 2016)
- 03. Dezember: John Paul senior, US-amerikanischer Automobilrennfahrer, Rennstallbesitzer und Drogenhändler
- 04. Dezember: Gilbert Cawood, neuseeländischer Ruderer († 2022)
- 04. Dezember: Hans Friedrich, deutscher Kunstmaler und Grafiker
- 04. Dezember: Harald Naegeli, Schweizer Künstler
- 04. Dezember: Günther Stingl, österreichischer Schriftsteller († 2022)
- 05. Dezember: Luis Díaz, guatemaltekischer Maler, Grafiker, Bildhauer und Architekt
- 05. Dezember: Klaus Langhoff, deutscher Handballtrainer und Handballspieler
- 05. Dezember: Reino Paasilinna, finnischer Politiker († 2022)
- 06. Dezember: Steve Alaimo, US-amerikanischer Popsänger († 2024)
- 06. Dezember: Hans Reischl, deutscher Wirtschaftsmanager († 2025)
- 07. Dezember: Hans-Ulrich Schlumpf, schweizerischer Filmregisseur
- 07. Dezember: Herwig Seeböck, österreichischer Kabarettist († 2011)
- 08. Dezember: Jerry Butler, US-amerikanischer Soulsänger († 2025)
- 08. Dezember: Srđan Čebinac, serbischer Fußballspieler
- 08. Dezember: James Galway, klassischer Flötist
- 08. Dezember: Juana Rosa Pita, kubanische Lyrikerin, Essayistin und Übersetzerin
- 09. Dezember: Axel Dünnwald-Metzler, deutscher Unternehmer († 2004)
- 09. Dezember: Franz Handlos, deutscher Politiker († 2013)
- 10. Dezember: Alexander Andrejew, russischer Physiker († 2023)
- 10. Dezember: Walter Fahrer, argentinischer Comiczeichner († 2025)
- 10. Dezember: Peter Schütt, deutscher Schriftsteller, Politiker und Journalist
- 11. Dezember: André Brasseur, belgischer Keyboarder
- 11. Dezember: Ulrich Heinrich, deutscher Politiker und MdB († 2007)
- 11. Dezember: Herbert Neder, deutscher Politiker († 2015)
- 12. Dezember: Eduardo Casanova, venezolanischer Schriftsteller, Dramatiker und Rechtsanwalt
- 12. Dezember: María Gravina, uruguayische Schriftstellerin
- 13. Dezember: Yvon Tapy, französischer Automobilrennfahrer
- 14. Dezember: Josef Abrhám, tschechischer Schauspieler († 2022)
- 14. Dezember: Stephen A. Cook, amerikanischer Informatiker
- 14. Dezember: Dave Edwards, US-amerikanischer American-Football-Spieler († 2016)
- 14. Dezember: Anne Wollner, deutsche Schauspielerin († 2007)
- 15. Dezember: Cindy Birdsong, US-amerikanische Soulsängerin
- 15. Dezember: Nicolaus A. Huber, deutscher Komponist
- 16. Dezember: Nelly Restar, philippinische Leichtathletin († 2021)
- 16. Dezember: Hansjoachim Walther, deutscher Politiker († 2005)
- 17. Dezember: Eckhardt Barthel, deutscher Politiker, MdB
- 17. Dezember: James Booker, US-amerikanischer Blues-, Boogie- und Jazz-Pianist, Organist und Sänger († 1983)
- 17. Dezember: Eddie Kendricks, US-amerikanischer Soulsänger († 1992)
- 18. Dezember: Sandro Lopopolo, italienischer Boxweltmeister († 2014)
- 18. Dezember: Friedrich Tenkrat, österreichischer Schriftsteller († 2022)
- 18. Dezember: Harold Elliot Varmus, US-amerikanischer Virologe
- 19. Dezember: Hubert Knobloch, deutscher Sportjournalist und -reporter († 2004)
- 19. Dezember: Dieter Zimmer, deutscher Fernsehjournalist und Schriftsteller († 2024)
- 20. Dezember: Szabolcs Esztényi, polnischer Komponist, Pianist, Klavierimprovisator und Musikpädagoge († 2024)
- 20. Dezember: Paul Zulehner, österreichischer Theologe
- 22. Dezember: Nick Ceroli, US-amerikanischer Jazzmusiker († 1985)
- 22. Dezember: Fritz Kopperschmidt, deutscher Regattasegler († 2011)
- 22. Dezember: Andy Petery, US-amerikanischer Automobilrennfahrer
- 23. Dezember: Giacomo Aimoni, italienischer Skispringer
- 23. Dezember: Paul Damjakob, deutscher Organist
- 23. Dezember: Nancy Graves, US-amerikanische Bildhauerin, Malerin und Filmemacherin († 1995)
- 24. Dezember: Herty Lewites, nicaraguanischer Politiker der FSLN († 2006)
- 25. Dezember: Tarek Abu Al Dahab, libanesischer Radrennfahrer
- 25. Dezember: Don Alias, US-amerikanischer Jazzmusiker († 2006)
- 25. Dezember: Royce D. Applegate, US-amerikanischer Schauspieler († 2003)
- 25. Dezember: Bob James, US-amerikanischer Keyboarder und Arrangeur
- 25. Dezember: Tununa Mercado, argentinische Schriftstellerin und Journalistin
- 25. Dezember: Rinpoche Akong, tibetischer Arzt, Autor und Lama († 2013)
- 26. Dezember: Ken Howard, britischer Popmusik-Autor
- 26. Dezember: Igor Akindinowitsch Fomin, russischer theoretischer Festkörperphysiker
- 26. Dezember: Lynn Morley Martin, US-amerikanische Politikerin
- 26. Dezember: Lutz Niethammer, deutscher Historiker († 2025)
- 26. Dezember: Paul Nabil El-Sayah, libanesischer Geistlicher
- 26. Dezember: Richard Rickelmann, deutscher Journalist
- 26. Dezember: Phil Spector, US-amerikanischer Musikproduzent († 2021)
- 26. Dezember: Wilfried Stroh, deutscher Klassischer Philologe († 2025)
- 27. Dezember: John Amos, US-amerikanischer Schauspieler und American-Football-Spieler († 2024)
- 27. Dezember: Otti Geschka, deutsche Politikerin
- 27. Dezember: Renate Hartleb, deutsche Kunsthistorikerin († 2022)
- 27. Dezember: Barbara Klemm, deutsche Fotografin und Pressefotografin
- 28. Dezember: Conny Andersson, schwedischer Automobilrennfahrer
- 28. Dezember: Philip Frederick Anschutz, US-amerikanischer Unternehmer
- 28. Dezember: Klaus Rudolf Schubert, deutscher Physiker
- 29. Dezember: Giancarlo Guerrini, italienischer Wasserballspieler († 2025)
- 29. Dezember: Bernd Uhlmann, deutscher Endurosportler
- 30. Dezember: Glenda Emilie Adams, australische Schriftstellerin († 2007)
- 31. Dezember: Peter Camejo, US-amerikanischer Politiker und Umweltschützer († 2008)
- 31. Dezember: Heribert Finken, deutscher Fußballspieler
- 31. Dezember: Ursula Lautenschläger, deutsche Grafikerin
- 31. Dezember: Günter Lehmann, deutscher Pädagoge
- 31. Dezember: Edmone Roffael, arabisch-deutscher Chemiker sowie Holz- und Forstwissenschaftler († 2021)

### Genaues Geburtsdatum unbekannt
- Boukary Adji, nigrischer Politiker und Bankmanager († 2018)
- Elke Arendt, deutsche Bühnen- und Film-Schauspielerin
- Axel Arens, deutscher Journalist († 1986)
- Don Argue, US-amerikanischer Geistlicher
- Eugen Dieterle, deutscher Vereinsfunktionär († 2025)
- Madior Diouf, senegalesischer Politiker († 2025)
- Kay T. Gainacopulus, US-amerikanischer Komponist, Arrangeur, Saxophonist und Musikpädagoge
- Hubert Illig, deutscher Pädagoge, Botaniker und Naturschützer
- James Machan, US-amerikanischer Komponist, Organist, Kirchenmusiker und Musikpädagoge
- Fritz Mikesch, österreichisch-deutscher Maler, Grafiker und Hörspielautor († 2009)
- Helga Regenstein, deutsche Grafikerin († 2014)
- Johnny Wakelin, britischer Musiker
- Ali Yachkaschi, iranischer Umweltwissenschaftler († 2025)

## Gestorben

### Januar/Februar
- 02. Januar: Roman Dmowski, polnischer Politiker und Antisemit (* 1864)
- 06. Januar: Joe Arridy, US-amerikanischer vermeintlicher Sexualstraftäter (* 1915)
- 06. Januar: Ernst Markees, Schweizer Komponist und Dirigent (* 1863)
- 06. Januar: Emma Streit, deutsche Malerin (* 1886)
- 07. Januar: Jupp Wiertz, deutscher Grafiker (* 1888)
- 09. Januar: Julius Bittner, österreichischer Komponist (* 1874)
- 09. Januar: Hermann Menge, deutscher Altphilologe (* 1841)
- 09. Januar: Kirtland I. Perky, US-amerikanischer Politiker (* 1867)
- 11. Januar: Johann Georg Arndt, deutscher Theologe (* 1863)
- 14. Januar: Waldemar von Dänemark, dänischer Prinz (* 1858)
- 14. Januar: Albert Amlacher, deutscher Lehrer, Pfarrer und Schriftsteller (* 1847)
- 15. Januar: Edmund König, deutscher Pädagoge, Kommunalpolitiker und Philosoph (* 1858)
- 17. Januar: Emil Friedrich Adolf Andreae, deutscher Historiker (* 1879)
- 23. Januar: Ernst Blass, deutscher Schriftsteller (* 1890)
- 23. Januar: Matthias Sindelar, österreichischer Fußballspieler (* 1903)
- 24. Januar: Maximilian Oskar Bircher-Benner, Schweizer Arzt, Ernährungswissenschaftler (* 1867)
- 24. Januar: Jacques Margueritte, französischer Automobilrennfahrer (* 1887)
- 26. Januar: Joseph Irwin France, US-amerikanischer Politiker (* 1873)
- 26. Januar: Newell Sanders, US-amerikanischer Politiker (* 1850)
- 28. Januar: William Butler Yeats, irischer Schriftsteller und Nobelpreisträger (* 1865)
- 00. Januar: Joseph Piché, kanadischer Organist (* 1877)

- 03. Februar: Frederick Steiwer, US-amerikanischer Politiker (* 1883)
- 04. Februar: Henri Deterding, niederländischer Industrieller (* 1866)
- 05. Februar: Teresa Mañé Miravet, spanische Pädagogin und Verlegerin (* 1865)
- 06. Februar: Georges Gardet, französischer Bildhauer (* 1863)
- 10. Februar: Pius XI., Papst (* 1857)
- 11. Februar: Gustav Lange, norwegischer Komponist, Geiger und Musikpädagoge (* 1861)
- 13. Februar: Caius Welcker, niederländischer Fußballspieler (* 1885)
- 14. Februar: Jakob Bürki, Schweizer Lehrer und Verfasser von Berner Mundarterzählungen (* 1872)
- 14. Februar: Christian August Peicke, deutscher Heimatforscher (* 1846)
- 14. Februar: Heinrich Schrohe, deutscher Gymnasiallehrer und Historiker (* 1864)
- 16. Februar: Jura Soyfer, österreichischer Schriftsteller (* 1912)
- 17. Februar: Willy Heß, deutscher Violinvirtuose und -lehrer (* 1859)
- 17. Februar: Édouard LeBel, kanadischer Sänger (* 1865)
- 18. Februar: Okamoto Kanoko, japanische Schriftstellerin (* 1889)
- 18. Februar: Jakub Lorenc-Zalěski, sorbischer Schriftsteller und Publizist (* 1874)
- 21. Februar: Edlef Köppen, deutscher Schriftsteller und Rundfunkredakteur (* 1893)
- 22. Februar: Antonio Machado, spanischer Lyriker (* 1875)
- 23. Februar: Alexander Jegorow, Militärführer der Roten Armee im Russischen Bürgerkrieg und Marschall der Sowjetunion (* 1883)
- 25. Februar: Ossian Aschan, finnischer Chemiker (* 1860)
- 26. Februar: Stanislaw Kossior, sowjetischer Politiker (* 1889)
- 27. Februar: Johanna Ambrosius, deutsche Schriftstellerin (* 1854)
- 27. Februar: Nadeschda Krupskaja, russische Revolutionärin (* 1869)
- 28. Februar: Andri Augustin, schweizerischer Romanist (* 1876)

### März/April
- 01. März: Okamoto Kidō, japanischer Dramatiker (* 1872)
- 01. März: Leopold Cordier, deutscher Theologe (* 1887)

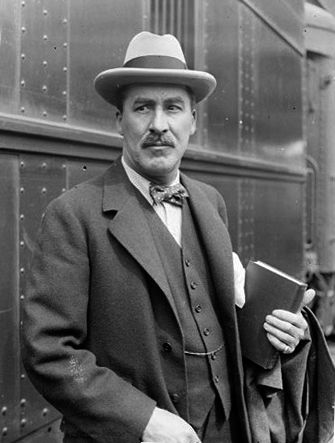
Howard Carter (1924)

- 02. März: Howard Carter, englischer Archäologe (* 1874)
- 03. März: Joe Little Twig, US-amerikanischer American-Football-Spieler und Polizist (* 1897)
- 04. März: Robert P. Robinson, US-amerikanischer Politiker (* 1869)
- 05. März: John G. Sargent, US-amerikanischer Politiker (* 1860)
- 07. März: Hans Abt, Schweizer Jurist, Politiker und Heimatforscher (* 1869)
- 07. März: William Purnell Jackson, US-amerikanischer Politiker (* 1868)
- 07. März: Adelheid Popp, österreichische Frauenrechtlerin (* 1869)
- 07. März: Amadeo Roldán, kubanischer Komponist und Dirigent (* 1900)
- 11. März: Albert Boehringer, deutscher Unternehmer (* 1861)
- 20. März: Paul Arndt, deutscher Kommunist und Widerstandskämpfer (* 1913)
- 21. März: Evald Aav, estnischer Sänger, Komponist und Chorleiter (* 1900)
- 21. März: Konrad Rieger, deutscher Psychiater, Klinikdirektor, Hochschullehrer und Psychiatriehistoriker (* 1855)
- 21. März: Adrienne Avril de Sainte-Croix, französische Philanthropin, Schriftstellerin, Journalistin, Abolitionistin und Feministin (* 1855)
- 24. März: Gwyn Nicholls, walisischer Rugbyspieler (* 1874)
- 24. März: Willem Nolen, niederländischer Mediziner (* 1854)
- 26. März: David Davies, australischer Maler (* 1864)
- 27. März: John Syz, Schweizer Unternehmer, Verbandsfunktionär und Politiker (* 1859)
- 29. März: Tachihara Michizō, japanischer Lyriker (* 1914)
- 30. März: Ludwig Fulda, deutscher Germanist, Philosoph und Autor (* 1862)
- 31. März: Johan Petter Åhlén, schwedischer Unternehmer und Curler (* 1879)

- 01. April: Anton Semjonowitsch Makarenko, sowjetischer Pädagoge und Schriftsteller (* 1888)
- 04. April: Alice Hughes, englische Fotografin (* 1857)
- 10. April: Franz-Joseph Ahles, deutscher Dichter (* 1869)
- 18. April: Ishbel Maria Hamilton-Gordon, schottische Sozialreformerin und Frauenrechtlerin (* 1857)
- 18. April: Matthew Nathan, britischer Offizier und Kolonialbeamter (* 1862)
- 21. April: Wilhelm Kroll, deutscher Altphilologe (* 1869)
- 22. April: Karl Eckstein, Forstwissenschaftler und Entomologe (* 1859)
- 23. April: Maria Gabriella Sagheddu, italienische Trappistin (* 1914)
- 24. April: Louis Trousselier, französischer Radrennfahrer (* 1881)
- 26. April: Louis Brisset, französischer Komponist (* 1872)

### Mai/Juni
- 03. Mai: Wilhelm Groener, deutscher Militär und Politiker (* 1867)
- 06. Mai: Wilhelm August Johannes Aisch, deutscher Bienenzüchter, Fachschriftsteller und Schriftleiter (* 1871)
- 06. Mai: Paul Weitz, deutscher Journalist (* 1862)
- 10. Mai: Sigfús Einarsson, isländischer Komponist (* 1877)
- 11. Mai: Jewgeni Karlowitsch Miller, General im Russischen Bürgerkrieg (* 1867)
- 14. Mai: Isabelle Bean, englisch-australische Krankenschwester, Frauenrechtlerin, Feministin und Theosophin (* 1862)
- 16. Mai: Sidney Luxton Loney, britischer Mathematiker (* 1860)
- 19. Mai: Ahmed-bey Aghayev, aserbaidschanisch-türkischer Publizist, Journalist und Abgeordneter (* 1869)
- 21. Mai: Hans Widmer, Schweizer Mediziner und Politiker (* 1889)
- 22. Mai: Ernst Toller, deutscher Politiker, Revolutionär und Schriftsteller (* 1893)
- 22. Mai: John Milliken Parker, US-amerikanischer Politiker (* 1863)
- 23. Mai: Margarete Böhme, deutsche Schriftstellerin (* 1867)
- 24. Mai: Aleksander Brückner, polnischer Slawist (* 1856)
- 24. Mai: Christian Heyden, deutscher Porträt-, Genre- und Landschaftsmaler der Düsseldorfer Schule (* 1854)
- 27. Mai: Joseph Roth, österreichischer Schriftsteller und Journalist (* 1894)
- 28. Mai: Rose Austerlitz, deutsche Schriftstellerin und Redakteurin (* 1876)
- 000Mai: Werner Arndt, deutscher Tischtennisfunktionär (* 1884)
- 02. Juni: Enrique Fernández Arbós, spanischer Geiger, Dirigent und Komponist (* 1863)
- 05. Juni: Hermann Thiersch, deutscher Archäologe (* 1874)
- 08. Juni: Josef Laßletzberger, österreichischer Militärkapellmeister und Komponist (* 1862)
- 09. Juni: Akashi Kaijin, japanischer Dichter (* 1901)
- 13. Juni: Karl Gall, österreichischer Motorradrennfahrer (* 1903)
- 18. Juni: Arthur Edwin Kennelly, britisch-amerikanischer Elektroingenieur (* 1861)
- 19. Juni: Grace Abbott, US-amerikanische Sozialreformerin, Kinderrechtlerin und Hochschullehrerin (* 1878)
- 19. Juni: Emilio Villoresi, italienischer Automobilrennfahrer (* 1913)
- 23. Juni: Alexander Graumüller, deutscher Oberingenieur und Automobilrennfahrer (* 1884)
- 25. Juni: Richard Seaman, britischer Automobilrennfahrer (* 1913)
- 26. Juni: Ford Madox Ford, britischer Schriftsteller (* 1873)
- 29. Juni: Heinrich Alfred Ammelburg, deutscher Chemiker und Manager (* 1864)
- 29. Juni: Mehmed Spaho, jugoslawischer Politiker (* 1883)
- 30. Juni: Johann Peter Arras, deutscher Politiker (* 1870)

### Juli/August
- 03. Juli: Ramiro Artieda, bolivianischer Serienmörder (* 1889)
- 07. Juli: Clifton Penn-Hughes, britischer Automobilrennfahrer (* 1905)
- 07. Juli: Fritz Skowronnek, deutscher Journalist und Schriftsteller (* 1858)
- 07. Juli: Claude A. Swanson, US-amerikanischer Politiker (* 1862)

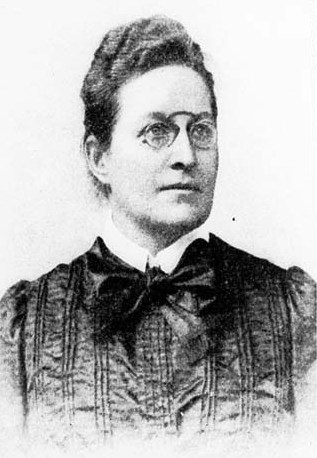
Anna Pappritz (1904)

- 08. Juli: Anna Pappritz, deutsche Schriftstellerin und Frauenrechtlerin (* 1861)
- 08. Juli: Georg Wegener, deutscher Geograph und Forschungsreisender (* 1863)
- 09. Juli: Louis Disbrow, US-amerikanischer Automobilrennfahrer (* 1876)
- 14. Juli: Alfons Maria Mucha, tschechischer Plakatkünstler, Graphiker, Illustrator, Maler (* 1860)
- 15. Juli: Eugen Bleuler, schweizerischer Psychiater (* 1857)
- 18. Juli: Witold Maliszewski, polnischer Komponist (* 1873)
- 18. Juli: Paul Schneider, deutscher evangelischer Pfarrer (* 1897)
- 20. Juli: Walter Ackermann, Schweizer Pilot und Schriftsteller (* 1903)
- 23. Juli: Carl Thiel, deutscher Musikpädagoge, Kirchenmusiker und Komponist (* 1862)
- 27. Juli: Hartley Burr Alexander, US-amerikanischer Philosoph, Schriftsteller und Ethnologe (* 1873)
- 27. Juli: José Martínez, argentinischer Musiker und Bandleader (* 1890)
- 28. Juli: Francesco Paolo Frontini, italienischer Komponist (* 1860)
- 07. August: Rudi Opitz, deutscher Lithograph und Fotograf, NS-Opfer (* 1908)
- 11. August: Hans Blau, Schweizer Beamter (* 1869)
- 11. August: Jean Bugatti, französisch-italienischer Testfahrer, Automobildesigner und -fabrikant (* 1909)
- 12. August: Giordano Aldrighetti, italienischer Motorrad- und Automobilrennfahrer (* 1905)
- 19. August: Achille Fortier, kanadischer Komponist und Musikpädagoge (* 1864)
- 19. August: Otto Mensing, deutscher Sprachforscher, Schauspieler, Regisseur und Hörspielsprecher (* 1868)
- 23. August: Eugène-Henri Gravelotte, französischer Fechter (* 1876)
- 25. August: Jan Vos, niederländischer Fußballspieler (* 1888)
- 26. August: Wilhelm Burkamp, deutscher Philosoph (* 1879)
- 28. August: Bruno Tanzmann, deutscher Schriftsteller und Verleger (* 1878)
- 30. August: Wilhelm Bölsche, deutscher Schriftsteller und Naturforscher (* 1861)
- 30. August: Hans Kundt, deutsch-bolivianischer General (* 1869)

### September/Oktober
- 03. September: Frederick H. Blair, kanadischer Organist, Chorleiter, Pianist und Musikpädagoge (* 1874)
- 07. September: Izumi Kyōka, japanischer Schriftsteller (* 1873)
- 09. September: Johannes Lindworsky, deutscher Jesuit, Psychologe und Hochschullehrer (* 1875)
- 13. September: Olav Duun, norwegischer Schriftsteller (* 1876)
- 15. September: August Dickmann, erster Kriegsdienstverweigerer in der NS-Zeit (* 1910)
- 15. September: Lawrence Yates Sherman, US-amerikanischer Politiker (* 1858)
- 16. September: Francesco Alberti, Schweizer römisch-katholischer Geistlicher, Journalist und Politiker (* 1882)
- 16. September: Alexander Kircher, deutsch-österreichischer Marine- und Landschaftsmaler sowie Illustrator (* 1867)

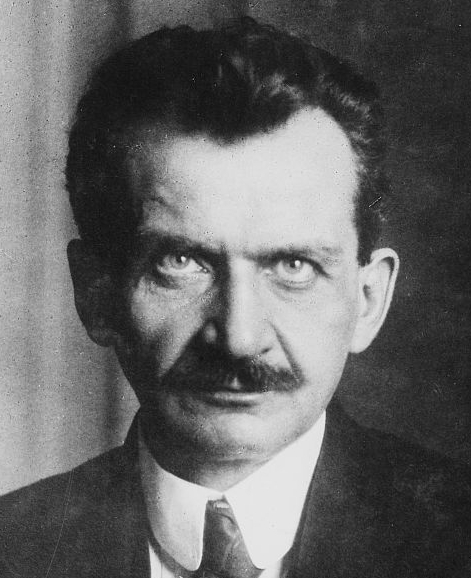
Otto Wels

- 16. September: Otto Wels, deutscher Politiker (SPD) (* 1873)
- 17. September: Georges Pitoëff, französischer Schauspieler, Regisseur und Theaterleiter (* 1884)
- 17. September: Otto Ruff, deutscher Chemiker (* 1871)
- 17. September: Otto Röhm, deutscher Unternehmer (* 1876)
- 18. September: Hugo Urban-Emmerich, tschechoslowakischer Unternehmer und Automobilrennfahrer (* 1887)
- 20. September: Tadeusz Dołęga-Mostowicz, polnischer Journalist und Schriftsteller (* 1898)
- 21. September: Georg Witkowski, deutscher Literaturhistoriker (* 1863)
- 22. September: Werner von Fritsch, deutscher General (* 1880)

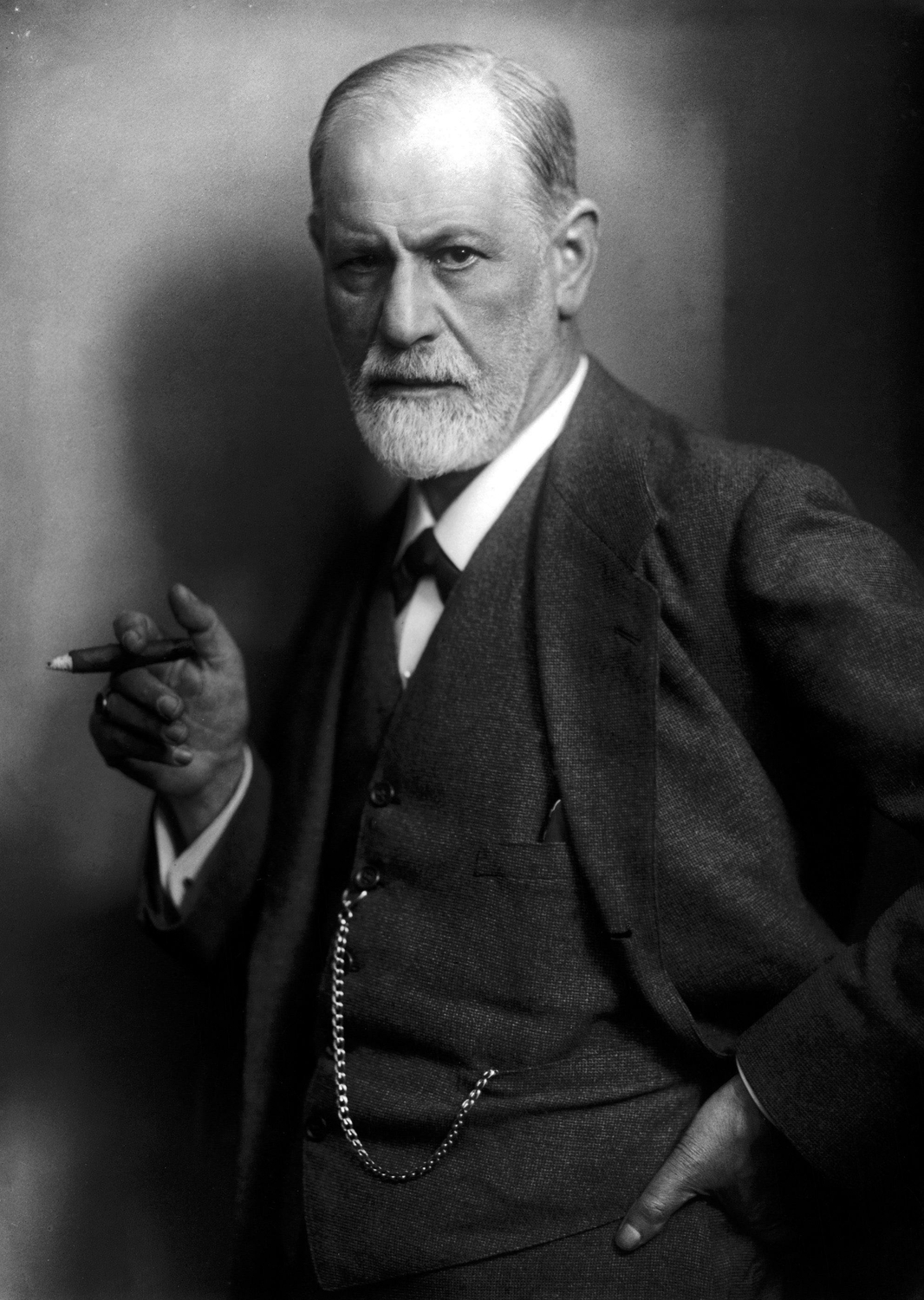
Sigmund Freud (1921)

- 23. September: Sigmund Freud, österreichischer Neurologe, Psychoanalytiker und Autor (* 1856)
- 24. September: Carl Laemmle, Gründer der Universal-Studios (* 1867)
- 25. September: Fridolin Holzer, deutscher Verleger, Dichter und Bürgermeister (* 1876)
- 26. September: Hermann Aellen, Schweizer Schriftsteller und Journalist (* 1887)
- 27. September: Abraham Bailey, US-amerikanischer Baseballspieler (* 1895)
- 28. September: Felicjan Szopski, polnischer Komponist, Musikpädagoge und -kritiker (* 1865)
- 03. Oktober: Marvel M. Logan, US-amerikanischer Politiker (* 1874)
- 08. Oktober: Sahag II. Khabayan, Katholikos des Großen Hauses von Kilikien (* 1849)
- 14. Oktober: Friedrich Simon Archenhold, deutscher Astronom (* 1861)
- 14. Oktober: Polaire, französische Tänzerin, Sängerin und Schauspielerin (* 1874)
- 15. Oktober: Robert Haab, Schweizer Politiker (* 1865)
- 16. Oktober: Ludolf Nielsen, dänischer Komponist (* 1876)
- 16. Oktober: Stephan Freiherr Sarkotić von Lovćen, Generaloberst der österreichisch-ungarischen Armee (* 1858)
- 20. Oktober: Otto Siffling, deutscher Fußballspieler (* 1912)
- 22. Oktober: Jean Douarinou, französischer Automobilrennfahrer (* 1887)
- 23. Oktober: Zane Grey, US-amerikanischer Schriftsteller (* 1872)
- 24. Oktober: Marthe Condat, französische Ärztin (* 1886)
- 25. Oktober: Maximilian Eugen Graf von Attems-Gilleis, österreichischer Reichsgraf (* 1859)
- 30. Oktober: Roswell K. Colcord, US-amerikanischer Politiker (* 1839)

### November/Dezember
- 04. November: Emil Wilhelm Artmann, österreichischer Bauingenieur, Architekt und Hochschullehrer (* 1871)
- 04. November: Charles Tournemire, französischer Organist und Komponist (* 1870)
- 05. November: Elie-Antoine Durand, französischer Geistlicher und römisch-katholischer Bischof von Montauban (* 1888)
- 05. November: Johannes Sigg, deutsch-schweizerischer Journalist und sozialdemokratischer Politiker (* 1874)
- 06. November: Adolf Brütt, deutscher Bildhauer und Gründer der Weimarer Bildhauerschule (* 1855)
- 07. November: William E. Chilton, US-amerikanischer Politiker (* 1858)
- 10. November: Charlotte Despard, britische Frauenrechtlerin (* 1844)
- 11. November: Emil Rieck, deutscher Landschafts-, Genre- und Theatermaler (* 1852)
- 12. November: Max Sering, deutscher Nationalökonom (* 1857)
- 18. November: Martha Müller-Grählert, niederdeutsche Schriftstellerin (* 1876)
- 20. November: Borghild Bryhn-Langgaard, norwegische Sängerin und Musikpädagogin (* 1883)
- 22. November: Johannes Paul Aeltermann, deutscher Geistlicher (* 1876)

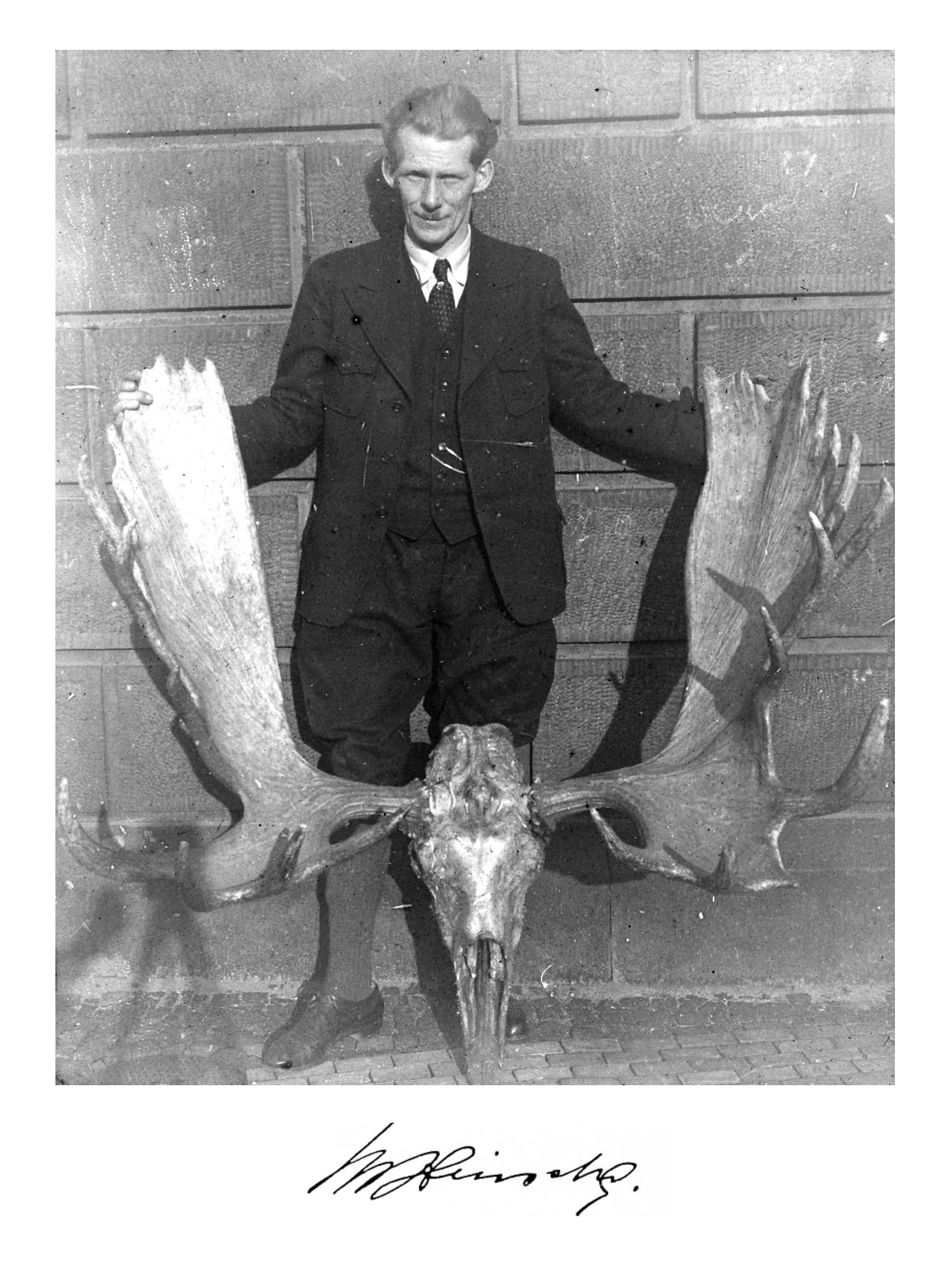
Max Hinsche

- 23. November: Max Hinsche,  deutscher Präparator, Naturwissenschaftler und Schriftsteller. (* 1896)
- 25. November: Elbert Lee Trinkle, US-amerikanischer Politiker (* 1876)
- 28. November: James Naismith, kanadischer Arzt und Pädagoge (* 1861)

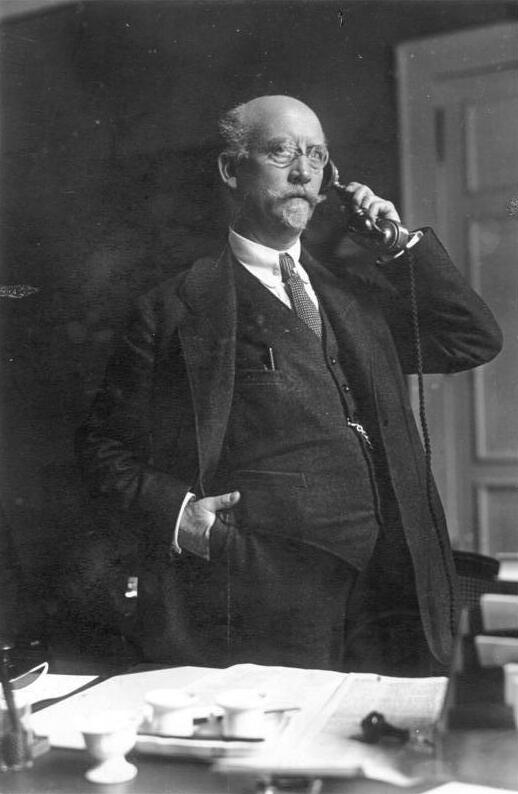
Philipp Scheidemann (1918)

- 29. November: Philipp Scheidemann, sozialdemokratischer Politiker (* 1865)
- 30. November: Max Skladanowsky, Wegbereiter der Filmkunst in Deutschland (* 1863)
- 01. Dezember: Nataly von Eschstruth, deutsche Schriftstellerin (* 1860)
- 05. Dezember: Julius Dedual, Schweizer Jurist und Politiker (* 1864)
- 06. Dezember: Charles Dalmorès, französischer Sänger (Tenor) (* 1871)

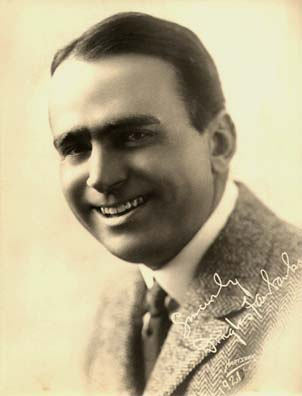
Douglas Fairbanks senior (1921)

- 12. Dezember: Douglas Fairbanks senior, US-amerikanischer Filmregisseur (* 1883)
- 13. Dezember: Gildardo Magaña, mexikanischer Politiker und Revolutionär (* 1891)
- 15. Dezember: Johann Friedrich Bernd von Arnim, preußischer Staats- und Landwirtschaftsminister (* 1850)
- 16. Dezember: Juan Demóstenes Arosemena Barreati, Präsident von Panama (* 1879)
- 16. Dezember: Beryl Carroll, US-amerikanischer Politiker (* 1860)
- 20. Dezember: Hans Langsdorff, deutscher Marineoffizier (* 1894)
- 23. Dezember: Anton Herman Gerard Fokker, niederländischer Flugzeugbauer (* 1890)
- 31. Dezember: Sara Louisa Blomfield, anglo-irische Bahai und Autorin (* 1859)
- 31. Dezember: Georg Wertheim, deutscher Kaufmann (* 1857)

### Genaues Todesdatum unbekannt
- Domingo Brescia, italienischer Komponist (* 1866)
- Abdol-Hossein Mirza Farmanfarma, einflussreicher iranischer Politiker, während des Ersten Weltkriegs Premierminister des Iran (* 1857)
- Hedayat Mostafa Quli, persischer Diplomat (* 1878)
- Karol Tichy, polnischer Maler (* 1871)
- Louis-Edouard Vuillermoz, französischer Hornist und Musikpädagoge (* 1869)